# Muzeul Mitropoliei Clujului

Catedrala Mitropolitană

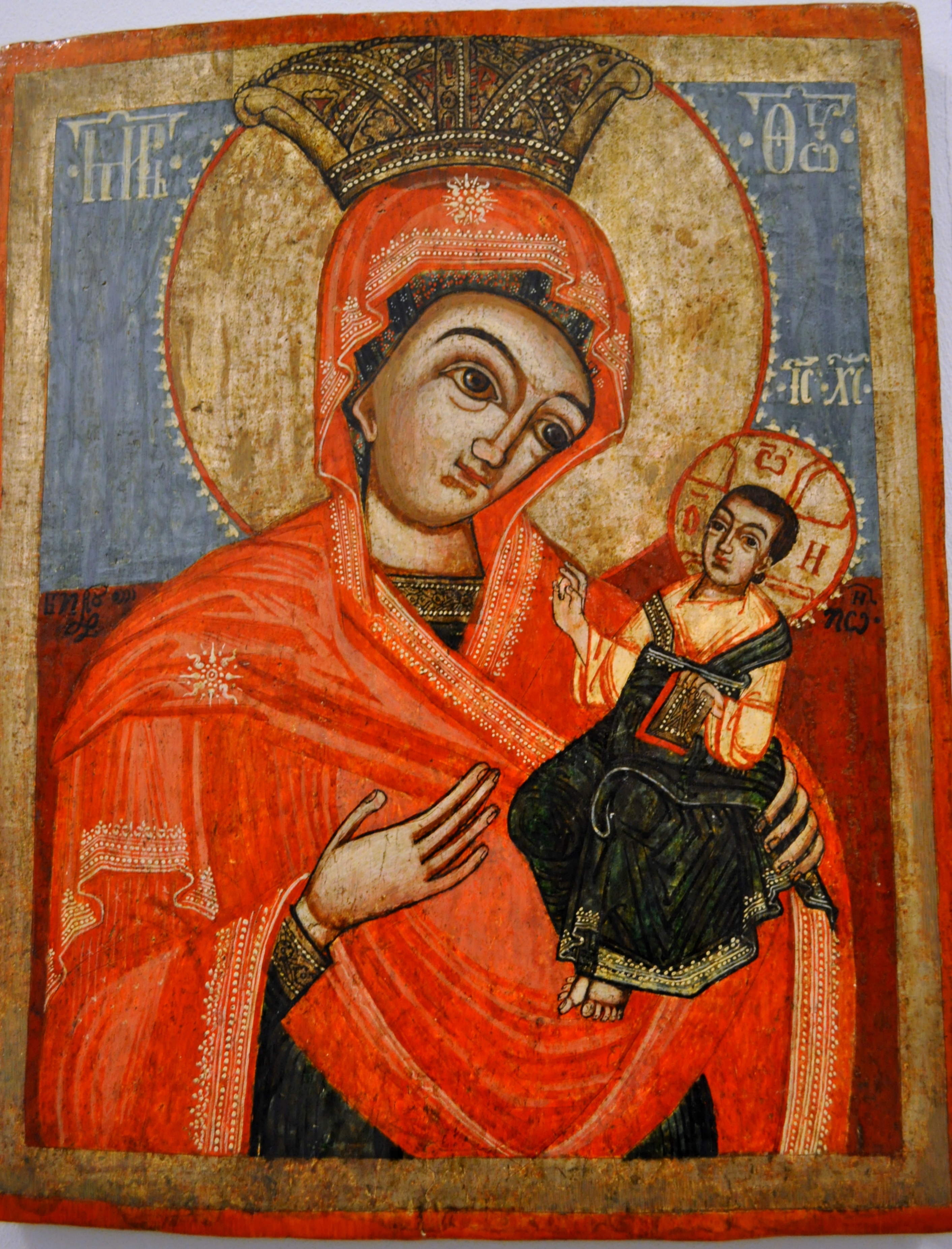
Maica Domnului cu Pruncul (David Zugravu de la Curtea de Argeș)

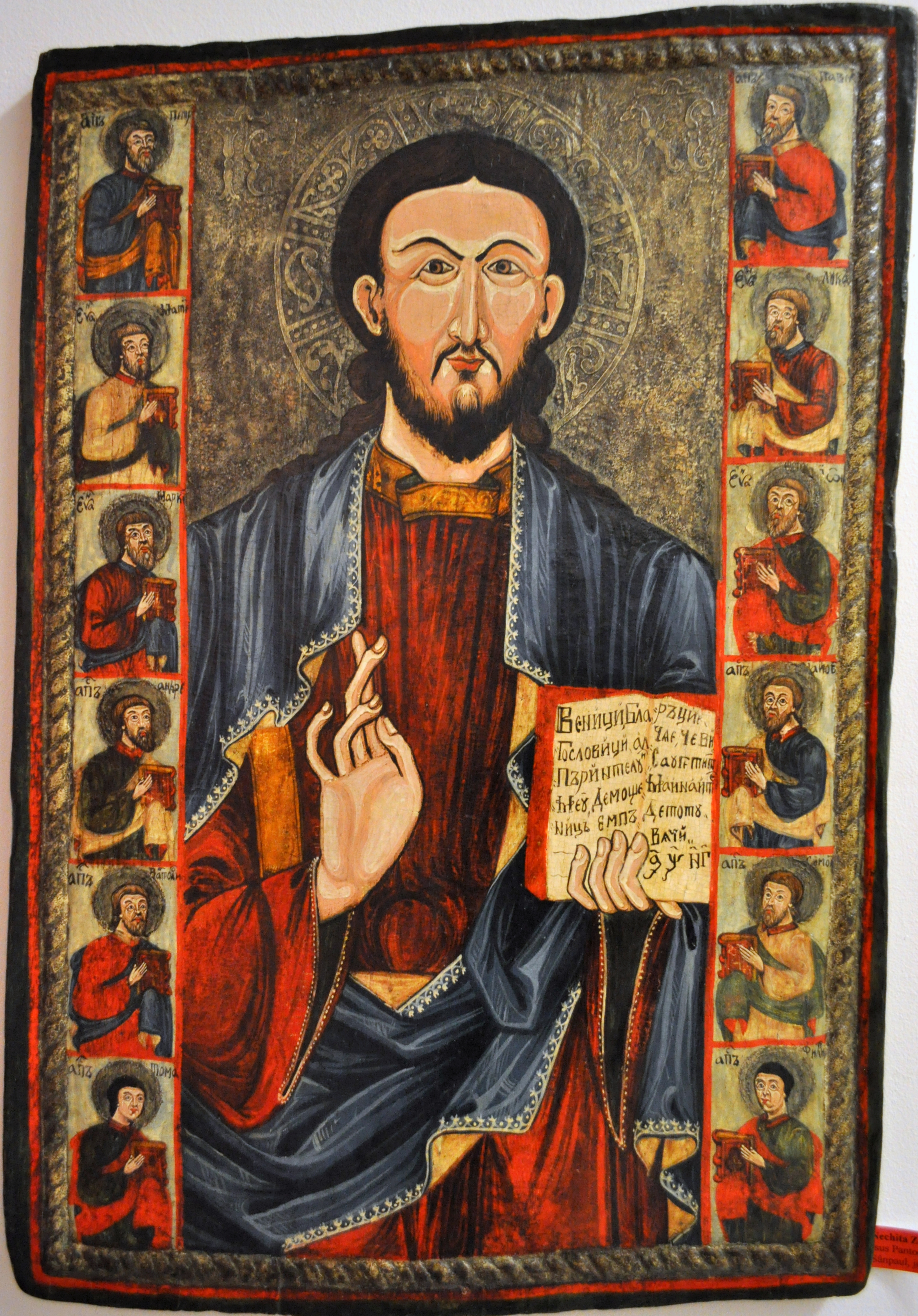
Nechita Zugravu: Iisus Pantocrator (Biserica de lemn din Sânpaul)

Muzeul Mitropoliei Clujului este un muzeu din municipiul Cluj-Napoca situat în Piața Avram Iancu, la demisolul Catedralei Mitropolitane. Patrimoniul muzeului este format din icoane, tipărituri vechi, documente și obiecte de cult, ce formează una din cele mai importante colecții de artă veche românească din țară.

## Istoric
Începuturile datează din anul 1924, dar a fost deschis pentru public abia în anul 1938, în câteva săli de la etajul doi al reședinței episcopale. Colecțiile cuprindeau obiecte de cult, icoane, tipărituri și manuscrise, documente legate de istoria bisericii. A fost reorganizat după criterii moderne în 1975 și redeschis pentru public la etajul II al reședinței Arhiepiscopiei Ortodoxe a Clujului. În prezent ocupă un spațiu mai generos în sălile de la demisolul Catedralei Mitropolitane.

## Compartimentare
Sala centrală de sub pronaosul catedralei cuprinde vestigii privind vechea Episcopie a Vadului sau referitoare la Arhiepiscopia și Mitropolia de la Feleac (documente originale, imaginea Tetraevangheliarului cu inscripția din 1498 ce menționează Mitropolia și pe donatorul Isac, vistiernicul lui Ștefan cel Mare). Sunt expuse manuscrise liturgice din secolele XV-XVI, tipărituri din secolele XVII-XVIII, fragmente de frescă din prima jumătate a secolului XV de la biserica din Răchitova, icoane din secolul XVI datorate unor pictori de școală moldovenească, ce au pictat pentru bisericile românești din județul Cluj de la Dezmir, Ciuleni și Nadășu.Din secolul XVII datează icoanele de la Rona de Jos (județul Maramureș) și Osoi (județul Cluj). La loc de cinste se află icoana Maica Domnului cu Pruncul, provenind din biserica satului Ilișua, pictată în anul 1673 de Luca din Iclod, autorul icoanei de la Mănăstirea Nicula.
Sunt expuse numeroase icoane din secolul XVIII, atribuite pictorilor: Radu Munteanu din Ungureni, Alexandru Ponehalschi, Nechita Zugravu, Popa Ivan din Rășinari, Andrei din Cornești, Iacov din Rășinari, Ștefan Popa, Gheorghe fiul lui Iacov, Tudor Zugravul, David de la Curtea de Argeș.
Două săli sunt dedicate icoanelor pe sticlă, un mare număr de icoane ilustrând diferitele faze ale celui mai vechi centru transilvănean de pictură pe sticlă care a ființat la Mânăstirea Nicula și în satul din apropiere.
O expoziție este dedicată personalității episcopului Nicolae Ivan, ctitorul Catedralei Ortodoxe din Cluj-Napoca și primul episcop al reînviatei Episcopii Ortodoxe a Vadului,Feleacului și Clujului.  În sala ierarhilor mai este evocată personalitatea episcopului Nicolae Colan (1936-1957), luptător pentru credință în vremuri de restriște, devenit Mitropolit al Ardealului, cea a Arhiepiscopului Teofil Herineanu (1957-1992) și Arhiepiscopul și Mitropolitul Bartolomeu (1993-2011), ierarh, tălmăcitor al Biblei, ctitor al Mitropoliei Clujului, cărturar și scriitor, dramaturg și poet. În imediata vecinătate a primei săli muzeale se află necropola ierarhilor, un spațiu amenajat sub absida altarului catedralei, ca o capelă, în care se află mormintele Episcopului Nicolae Ivan, Arhiepiscopului Teofil Herineanu și Mitropolitului Bartolomeu.

## Imagini

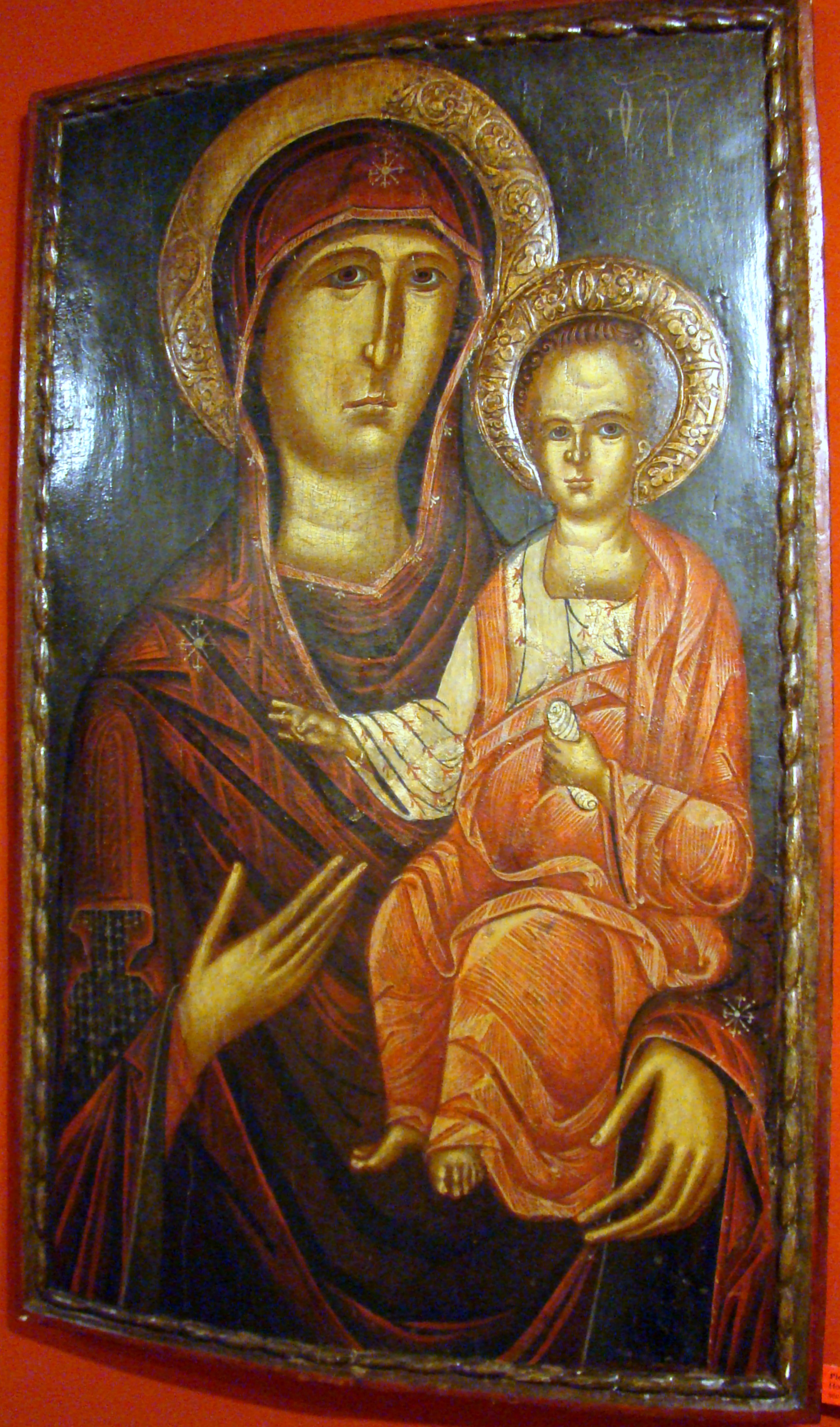
Maica Domnului „Hodighitria” („arătătoarea căii”), icoană ce a aparținut bisericii din Dezmir, Cluj
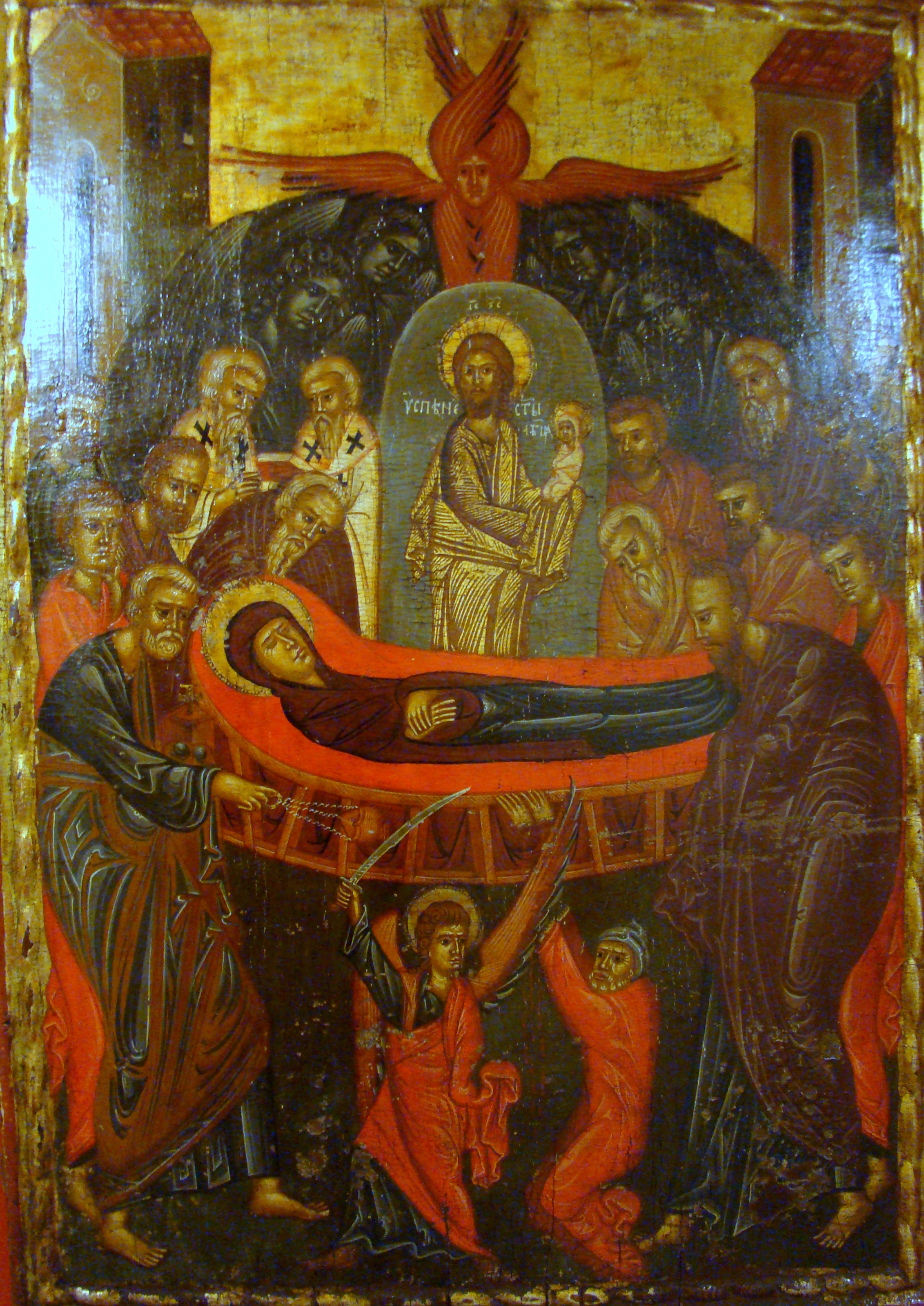
Adormirea Maicii Domnului (pictor moldovean, începutul secolului XVI)
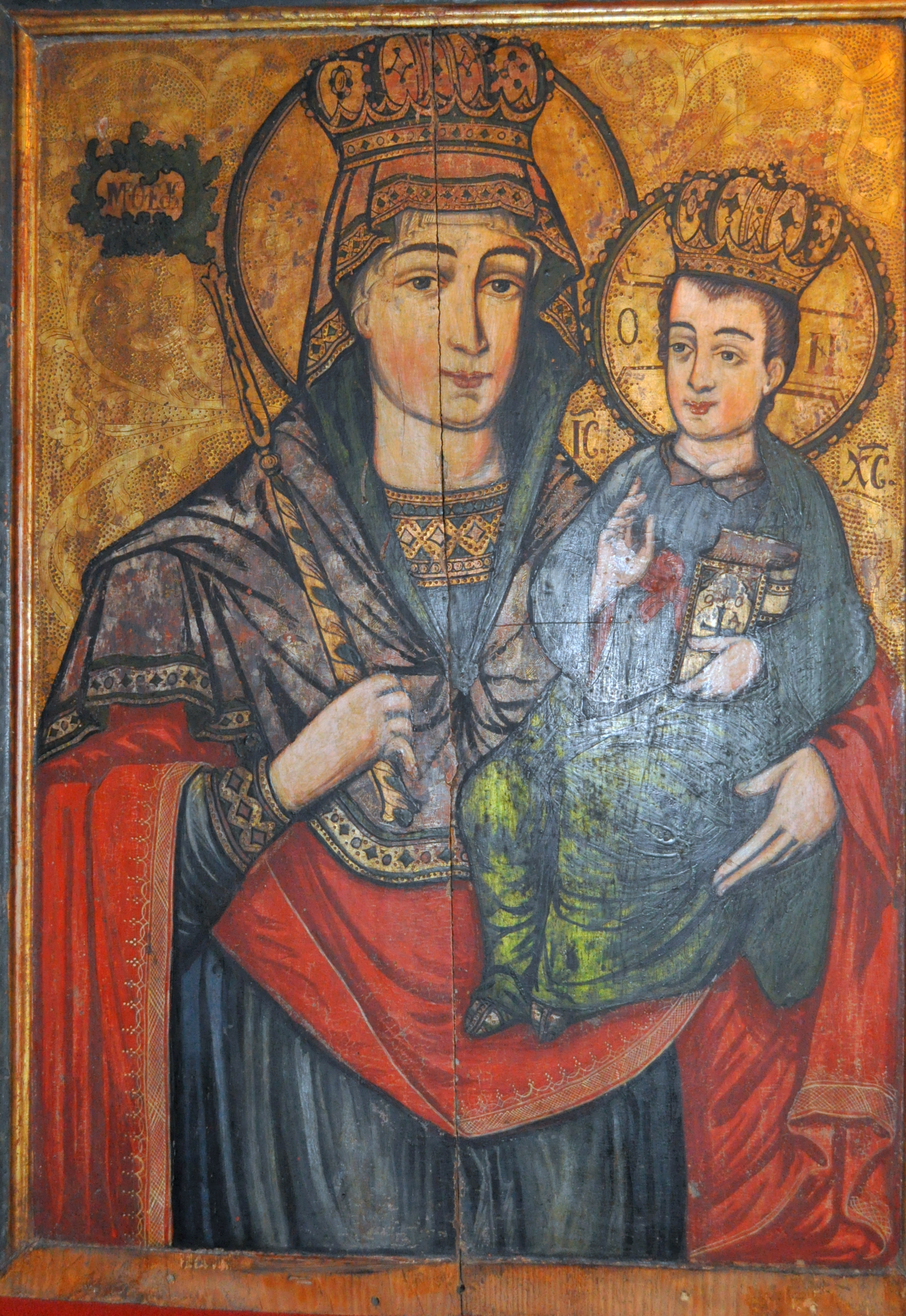
Simion Silaghi-Sălăjeanu, Maica Domnului cu Pruncul, 1774, Fodora
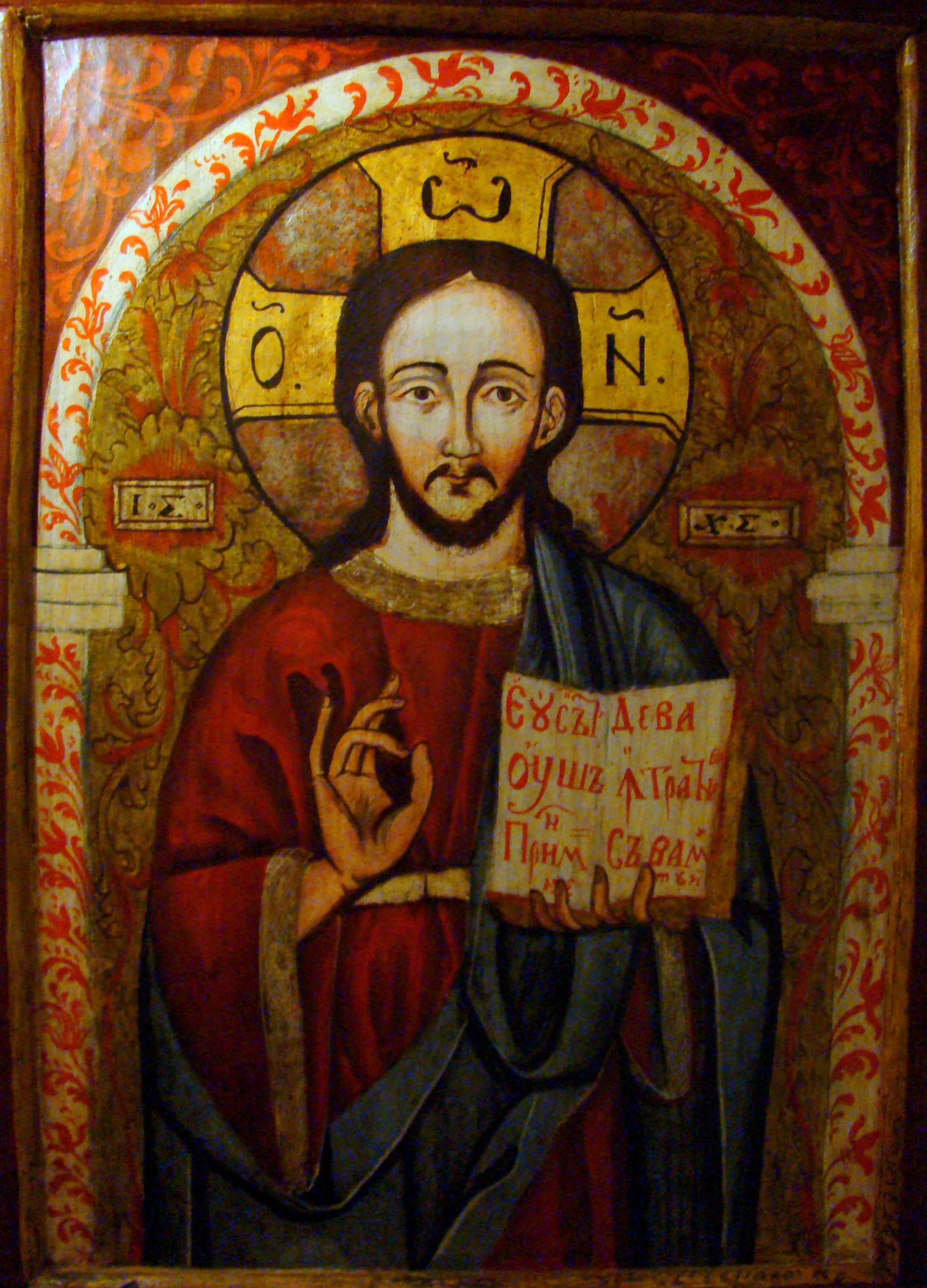
Simion Silaghi-Sălăjeanu, Iisus Pantocrator, cca 1780, Dezmir
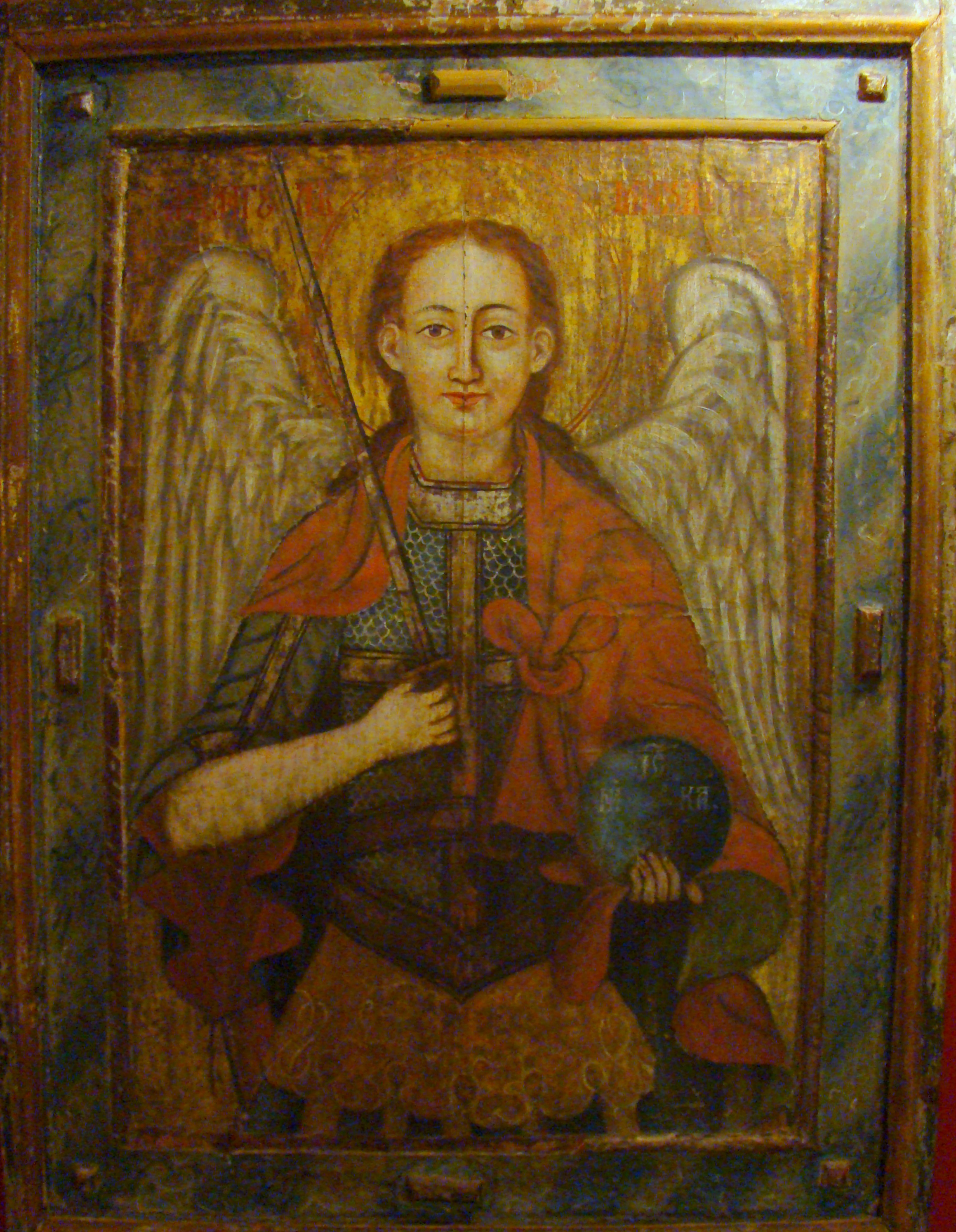
Arhanghelul Mihail (pictor: Toader Gherleanu, sf.sec.XVIII)
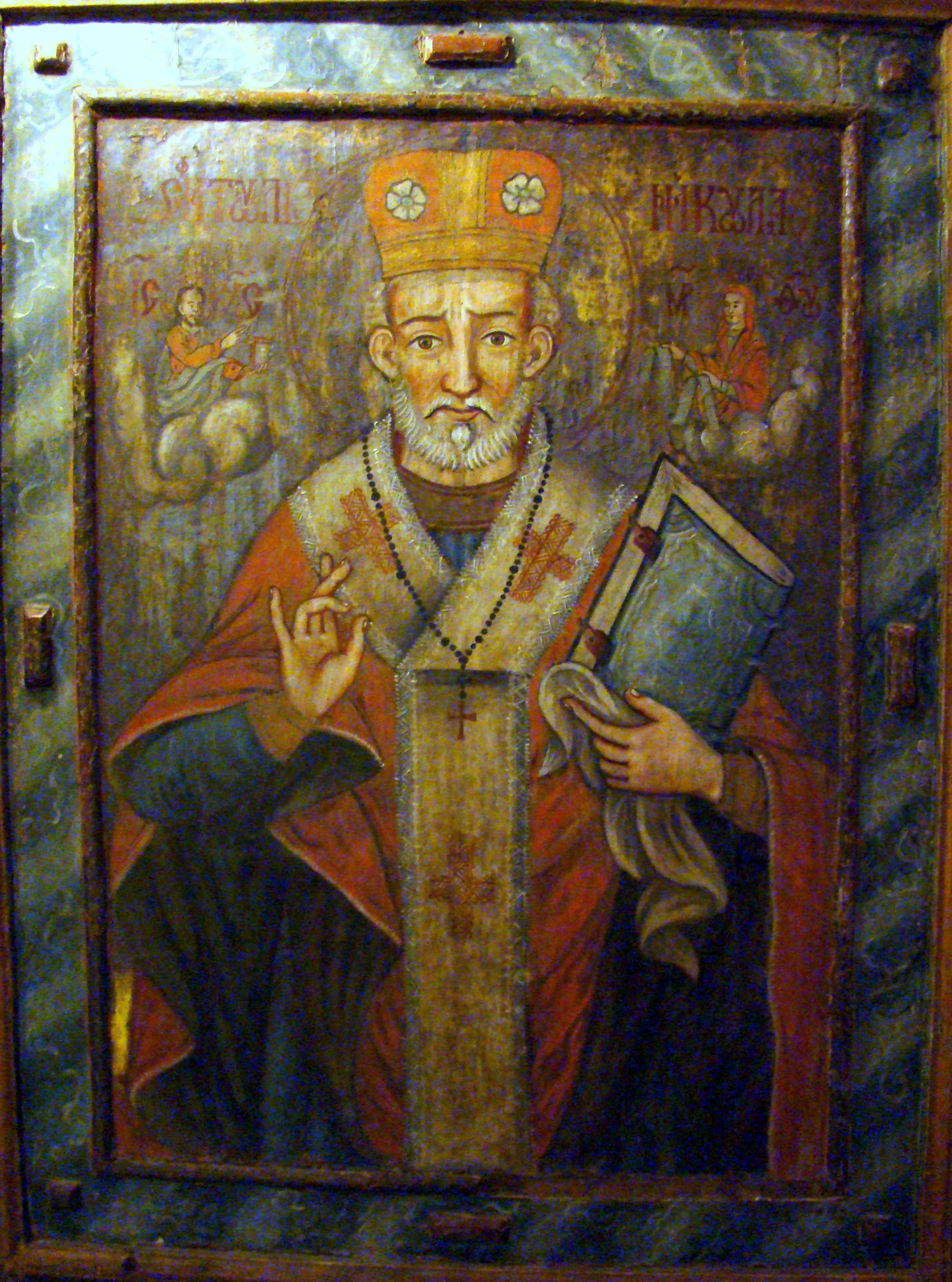
Sfântul Nicolae (pictor: Toader Gherleanu, sf.sec.XVIII)
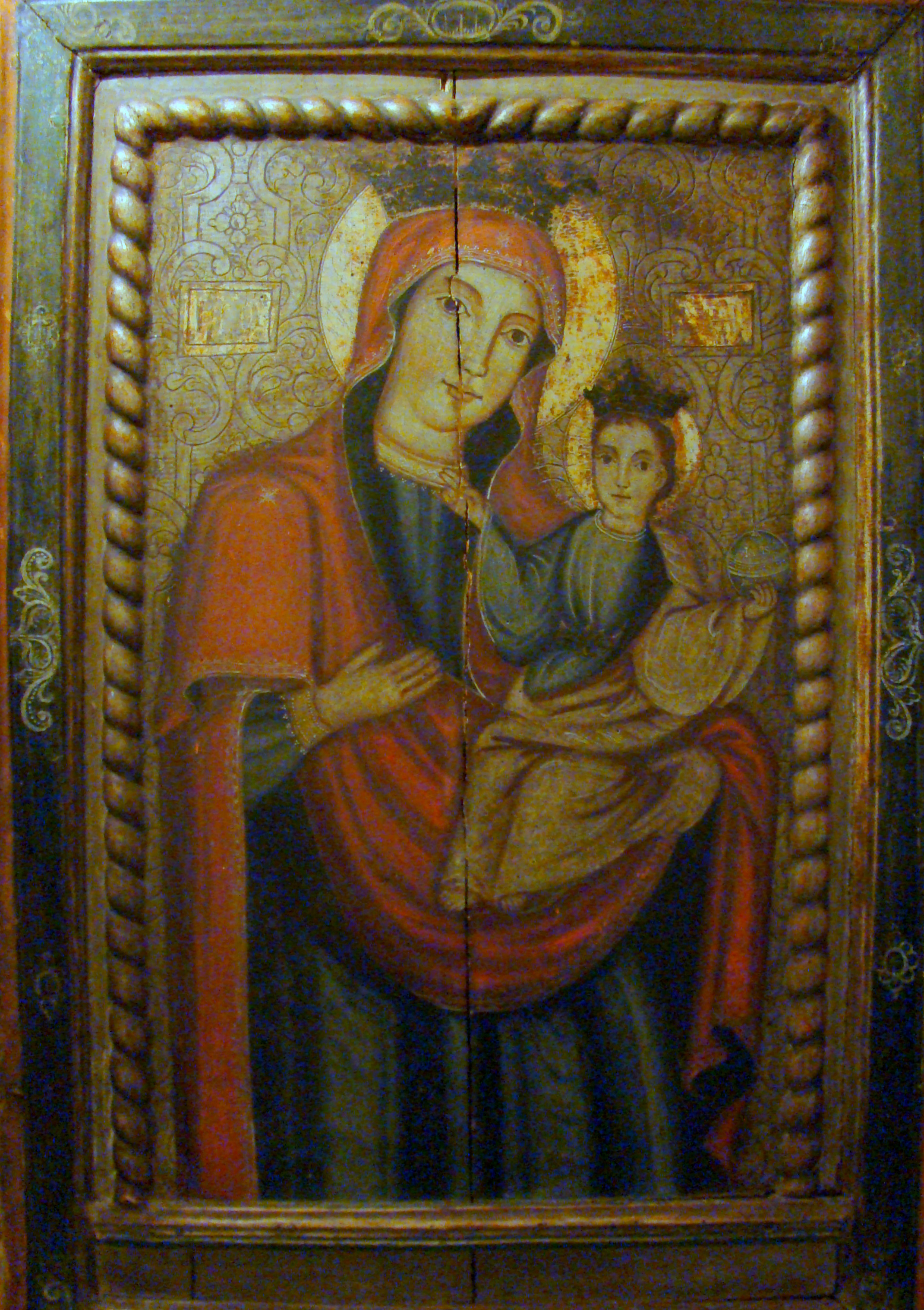
Anonim, Maica Domnului cu Pruncul, 1786, Rus (Sălaj)
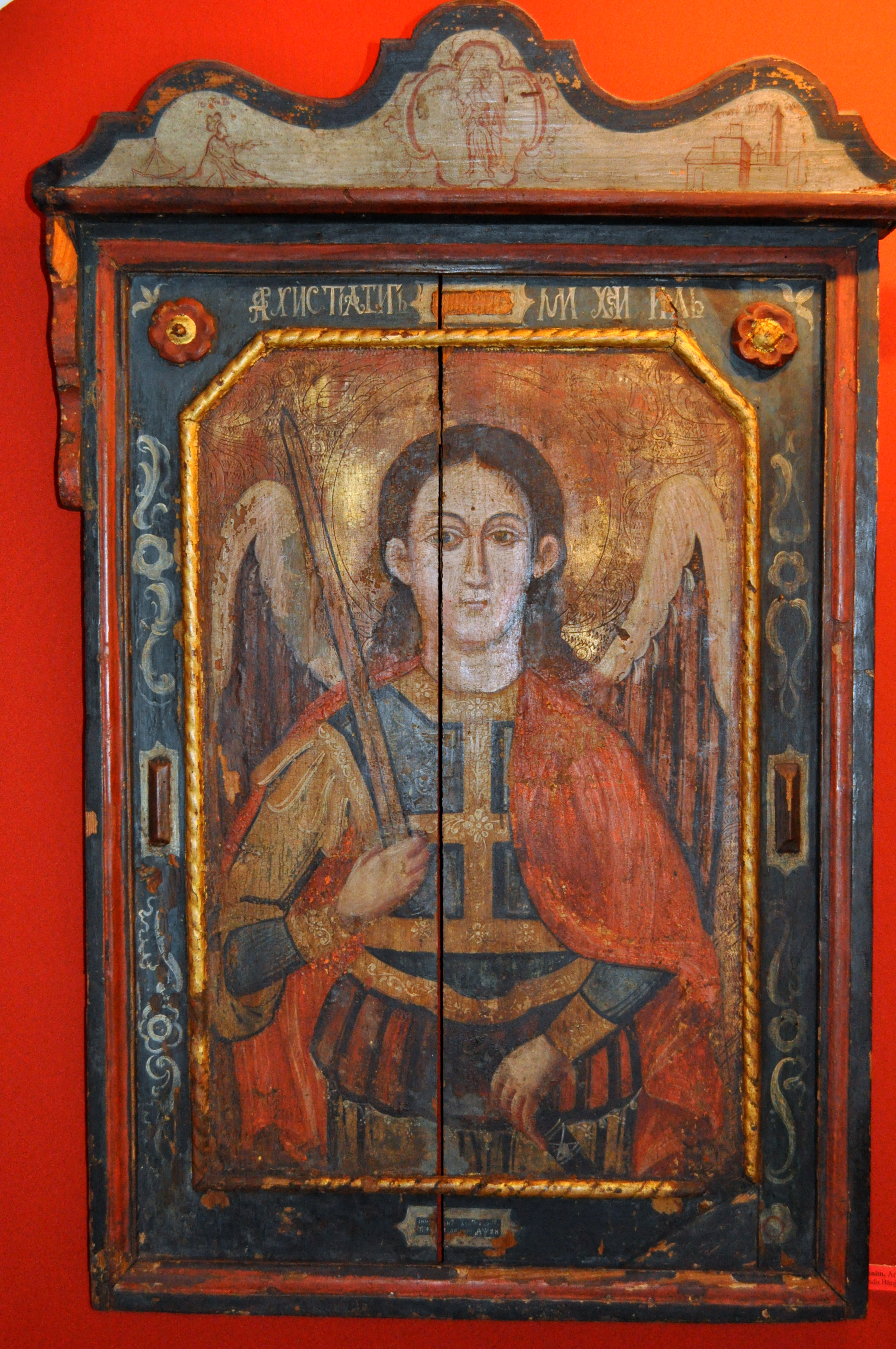
Una din icoanele împărătești ale bisericii de lemn din Prundu Bârgăului: Arhanghelul Mihail (zugrav anonim, 1788)
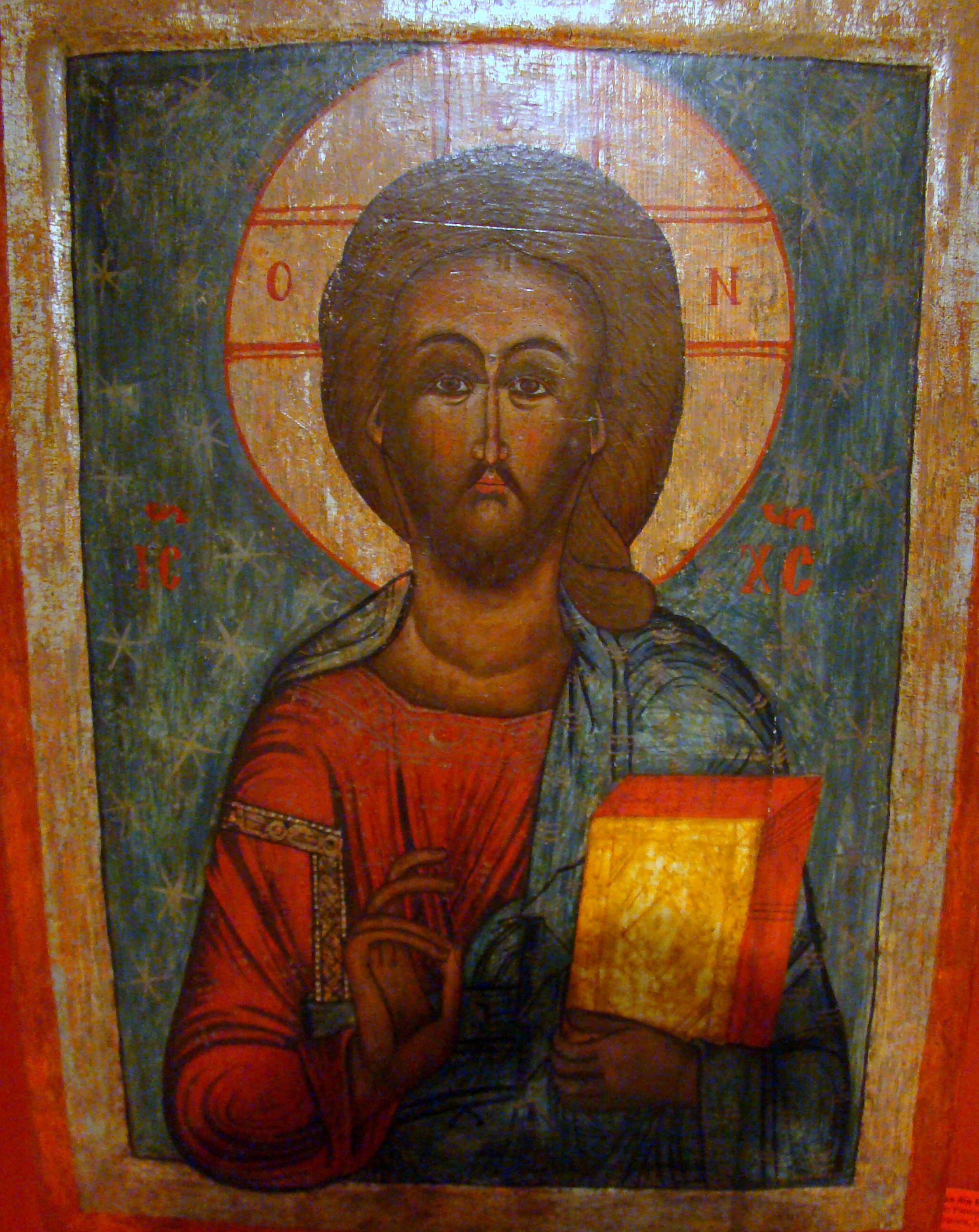
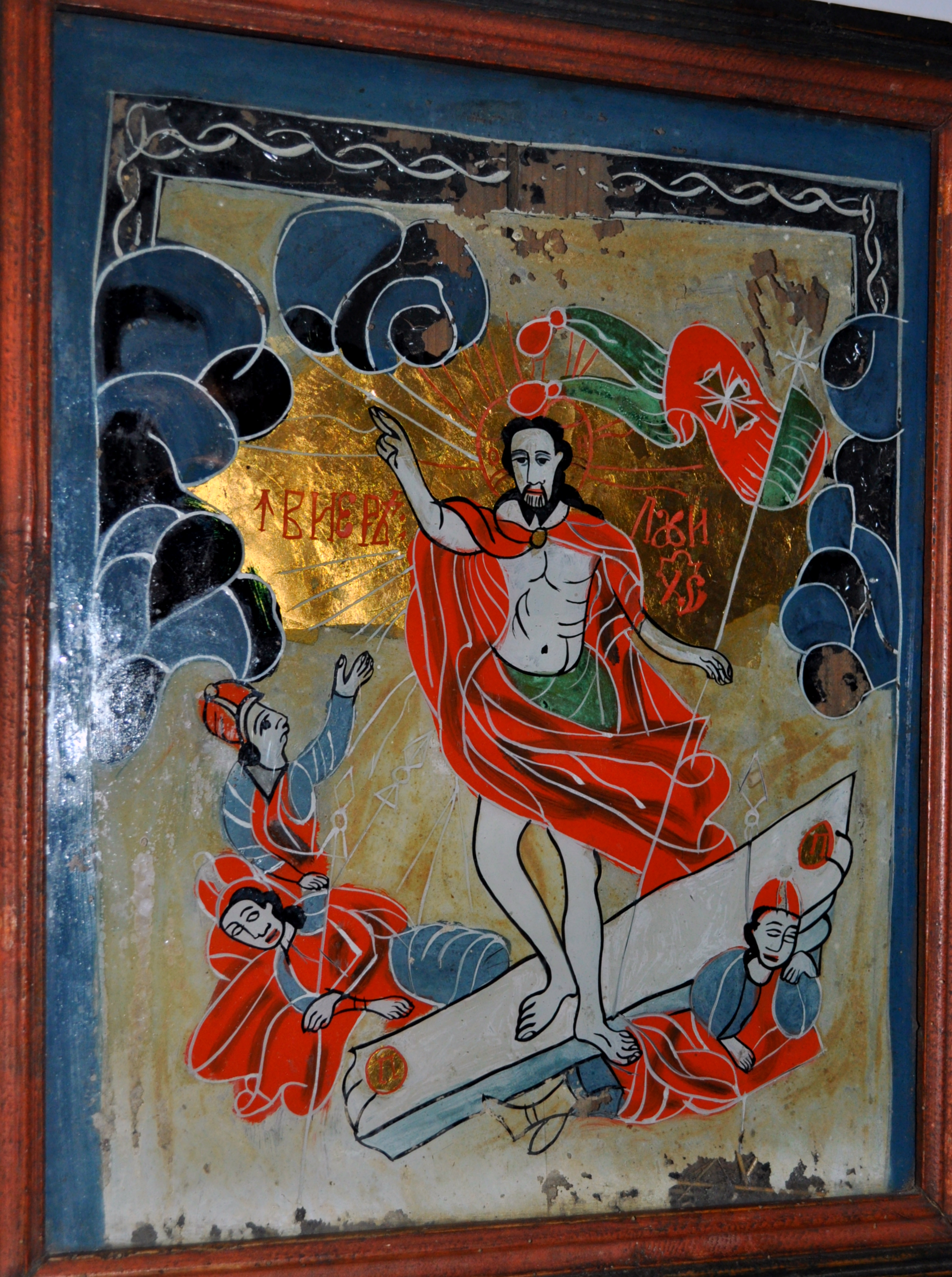
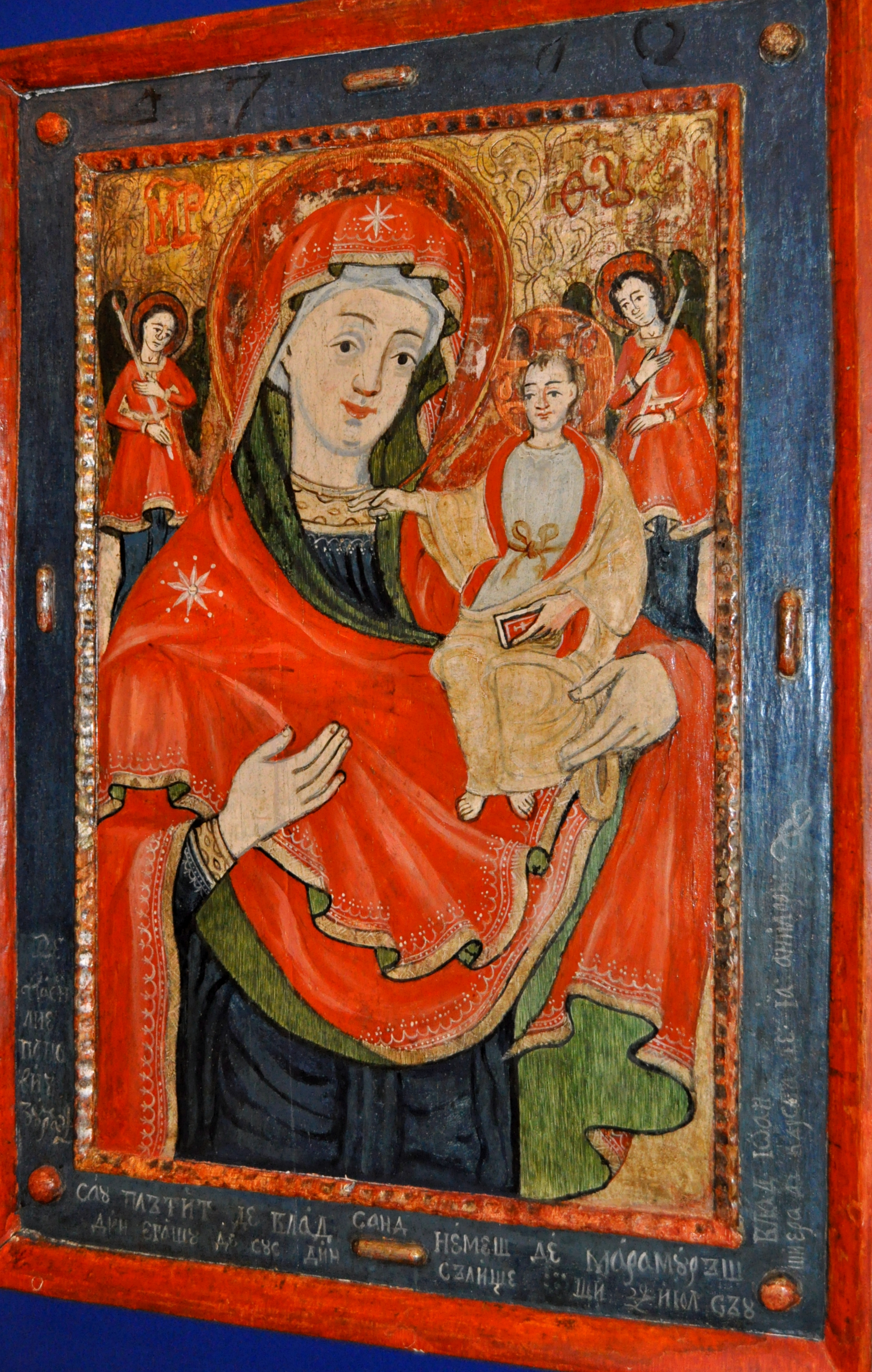
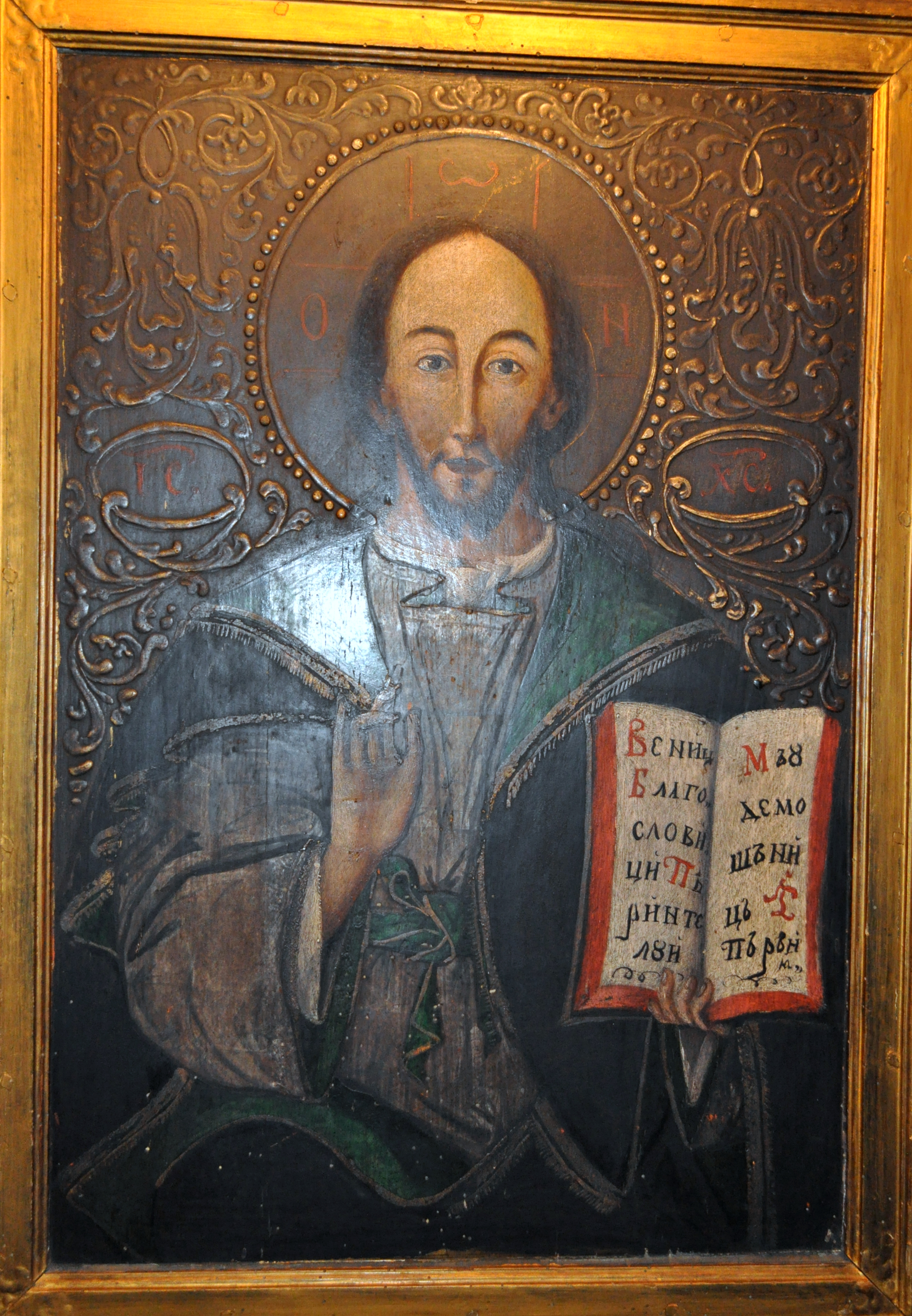
Simion Silaghi-Sălăjeanu, Iisus Pantocrator, cca 1790, Someșeni
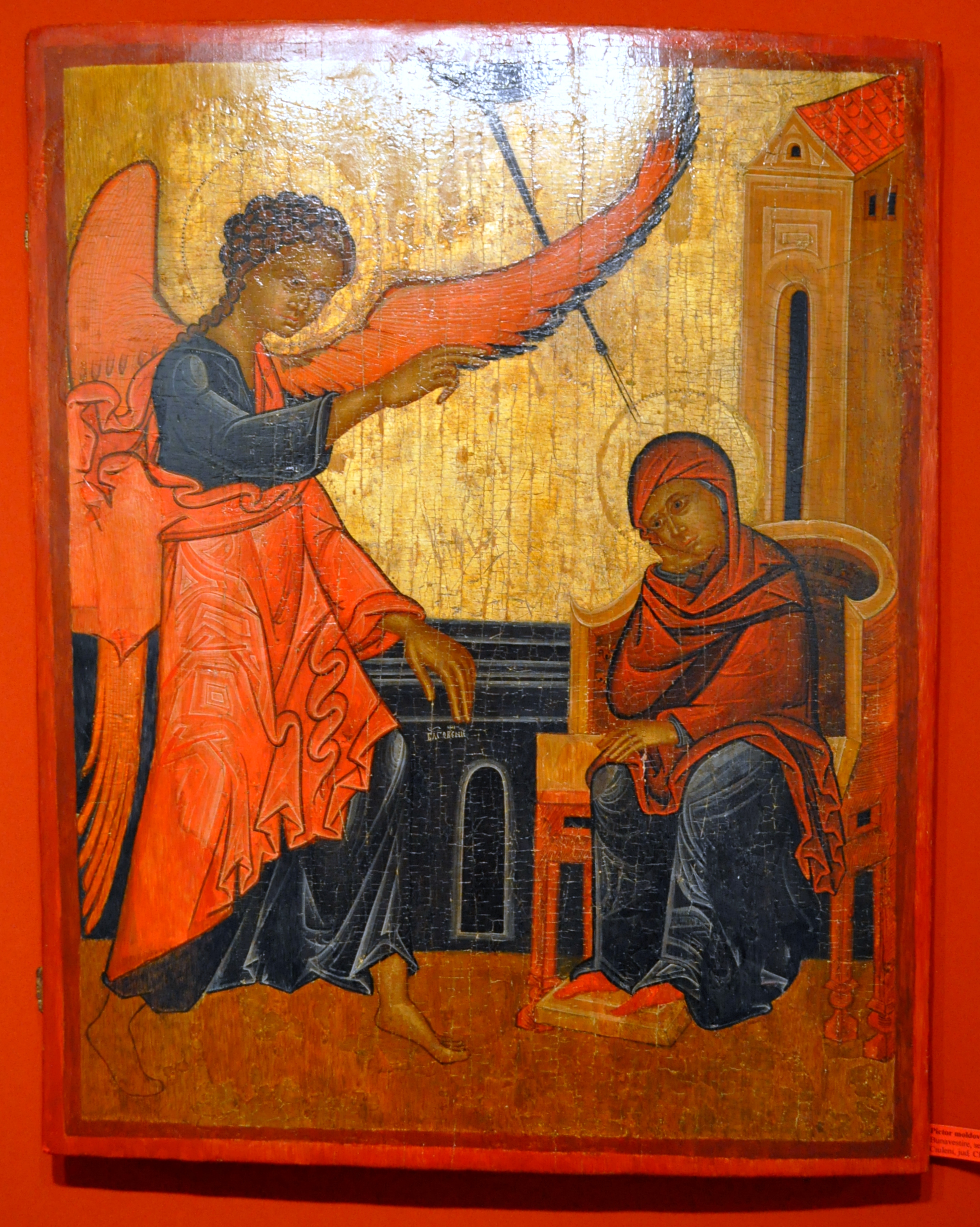
Buna Vestire (sec.XVI)
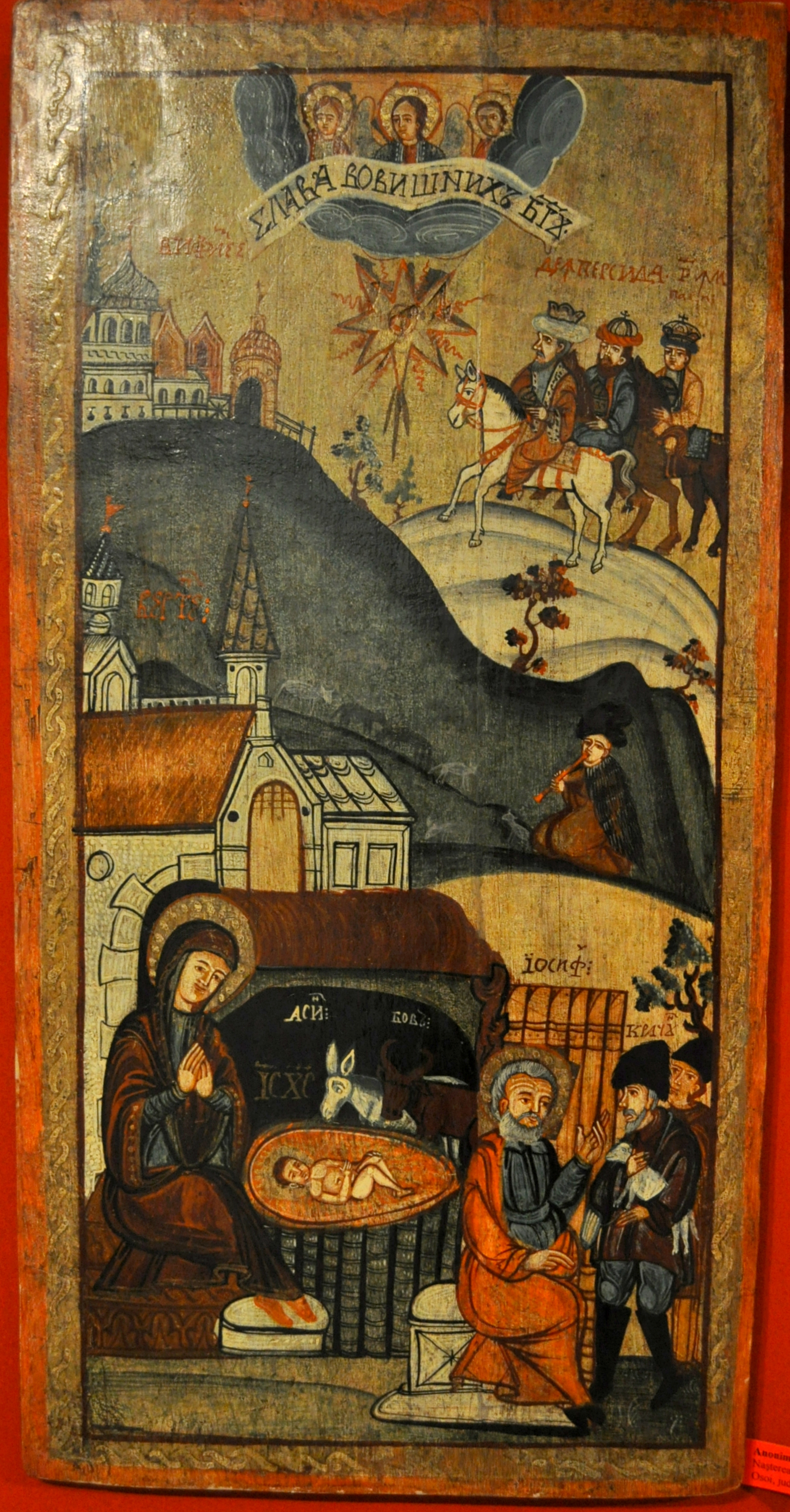
Nașterea Domnului (secolul XVII)
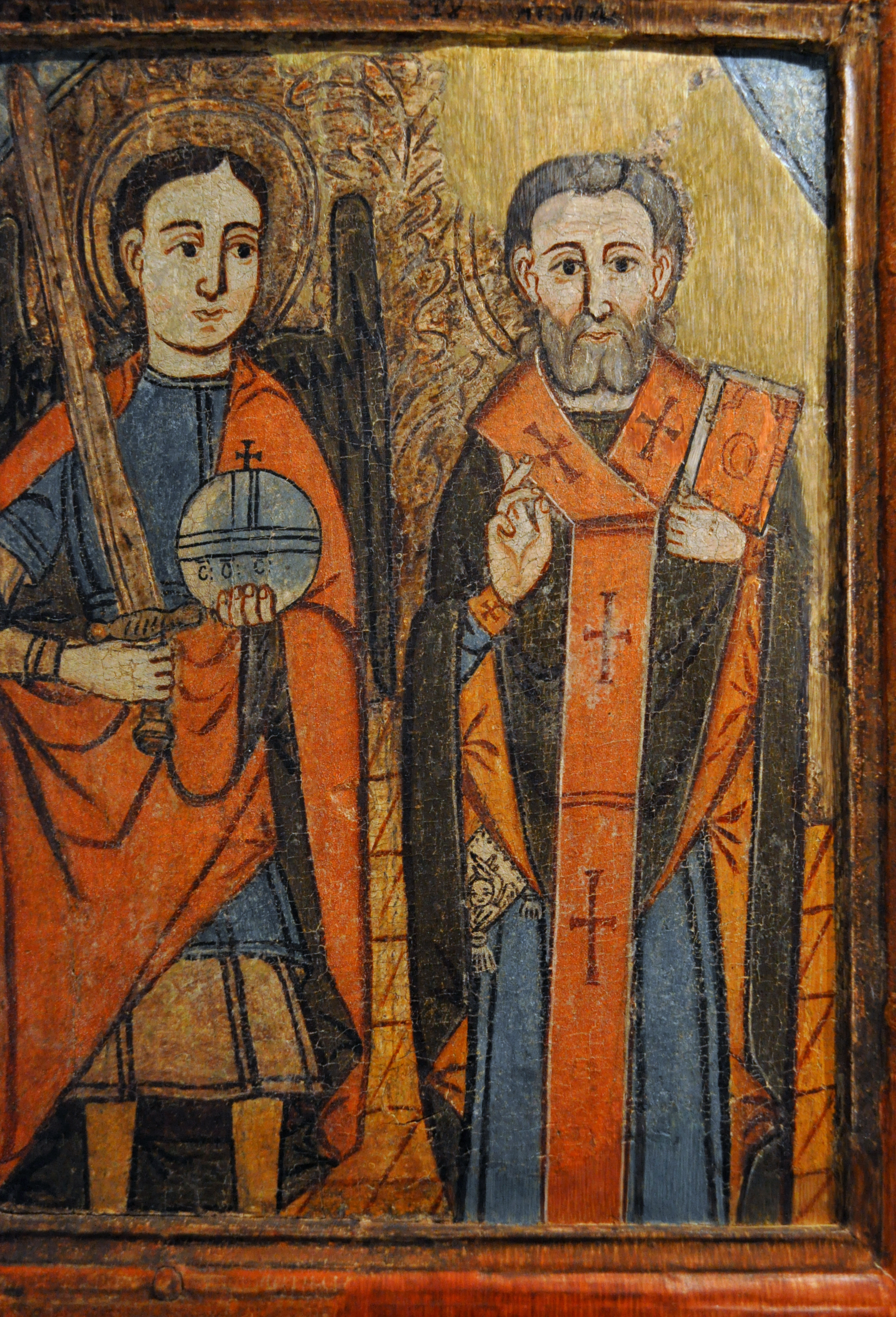
Alexandru Ponehalschi, Arhanghelul Mihail și Sfântul Nicolae, cca 1770
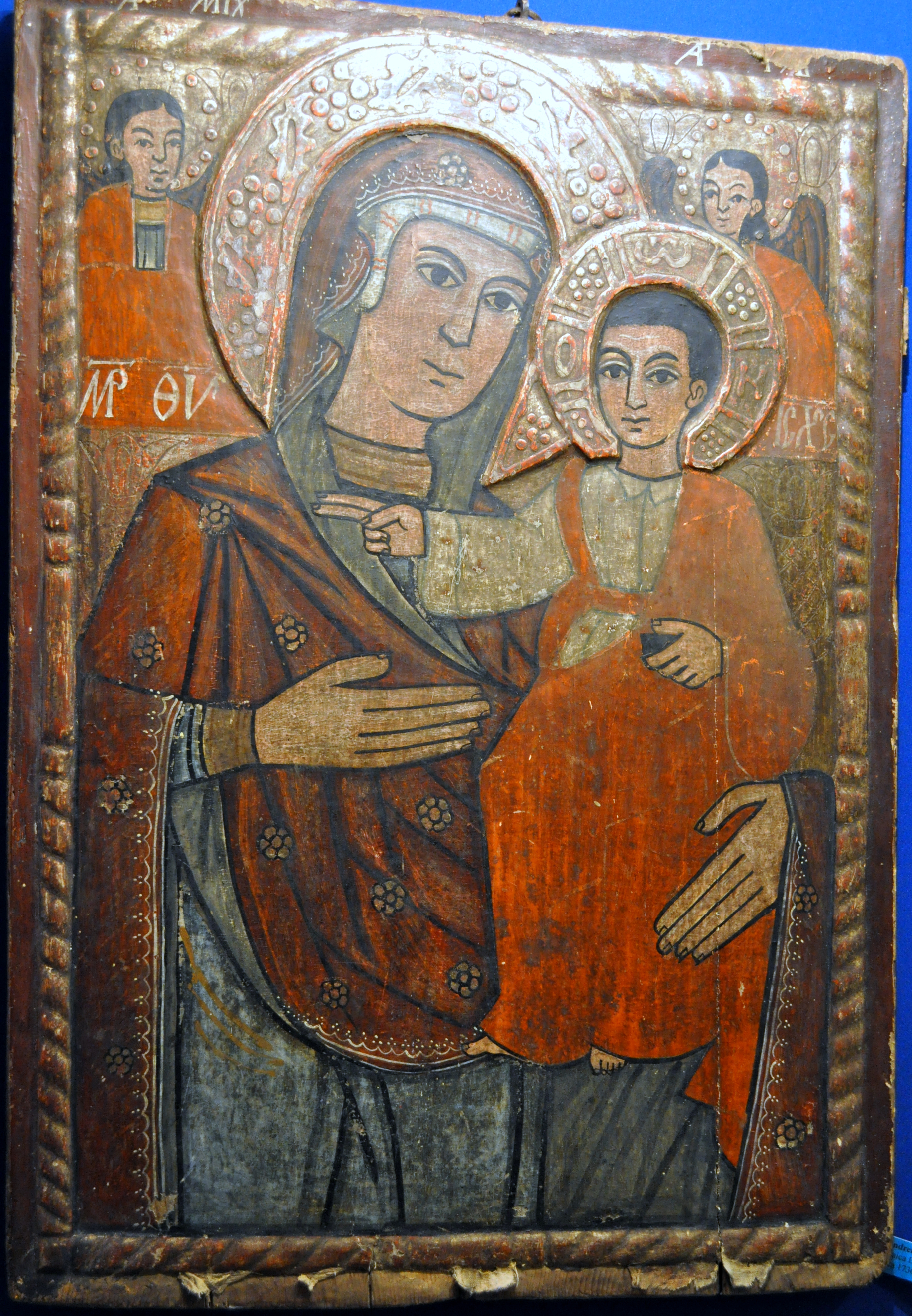
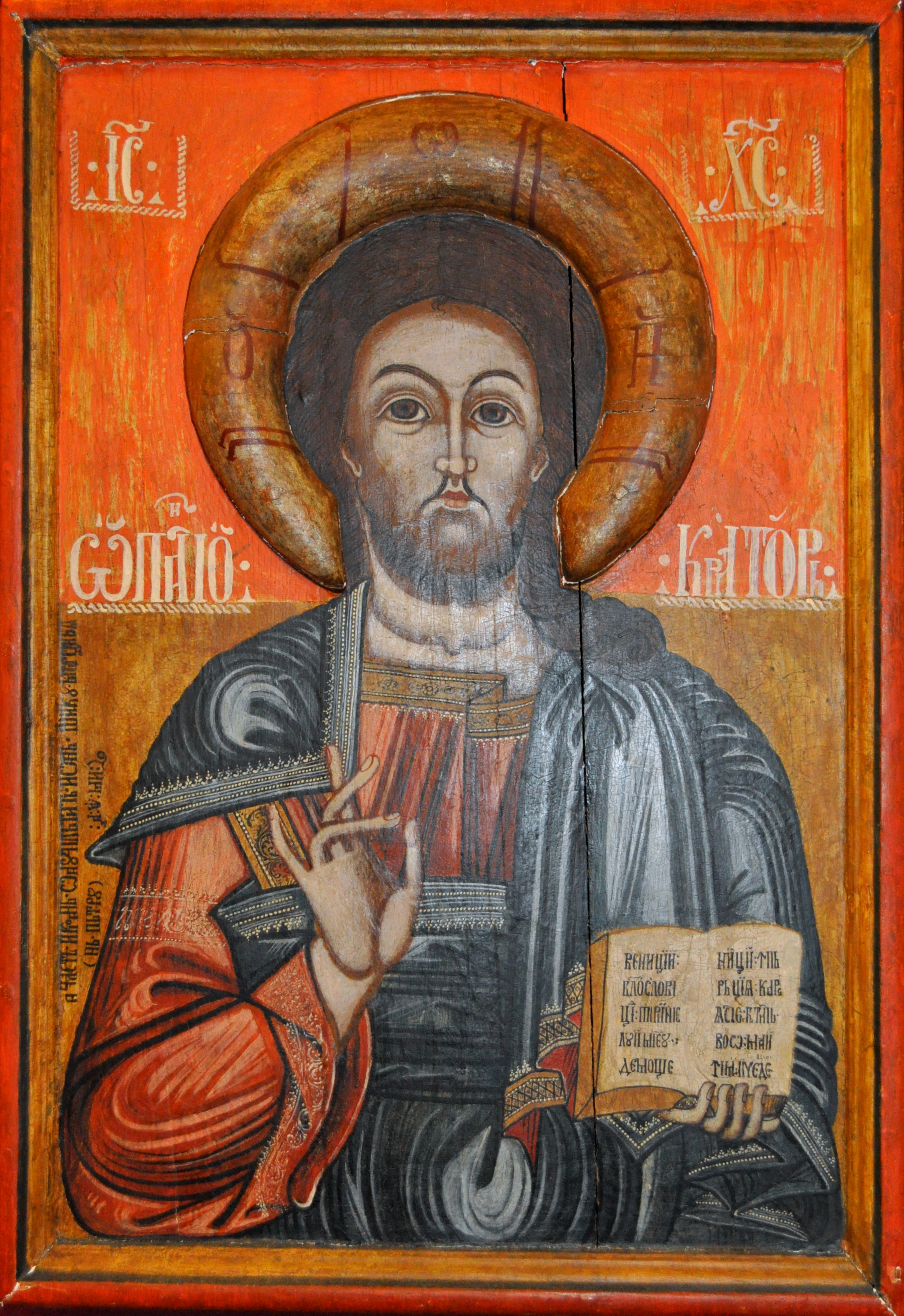
Iisus Pantocrator (David Zugravu de la Curtea de Argeș)
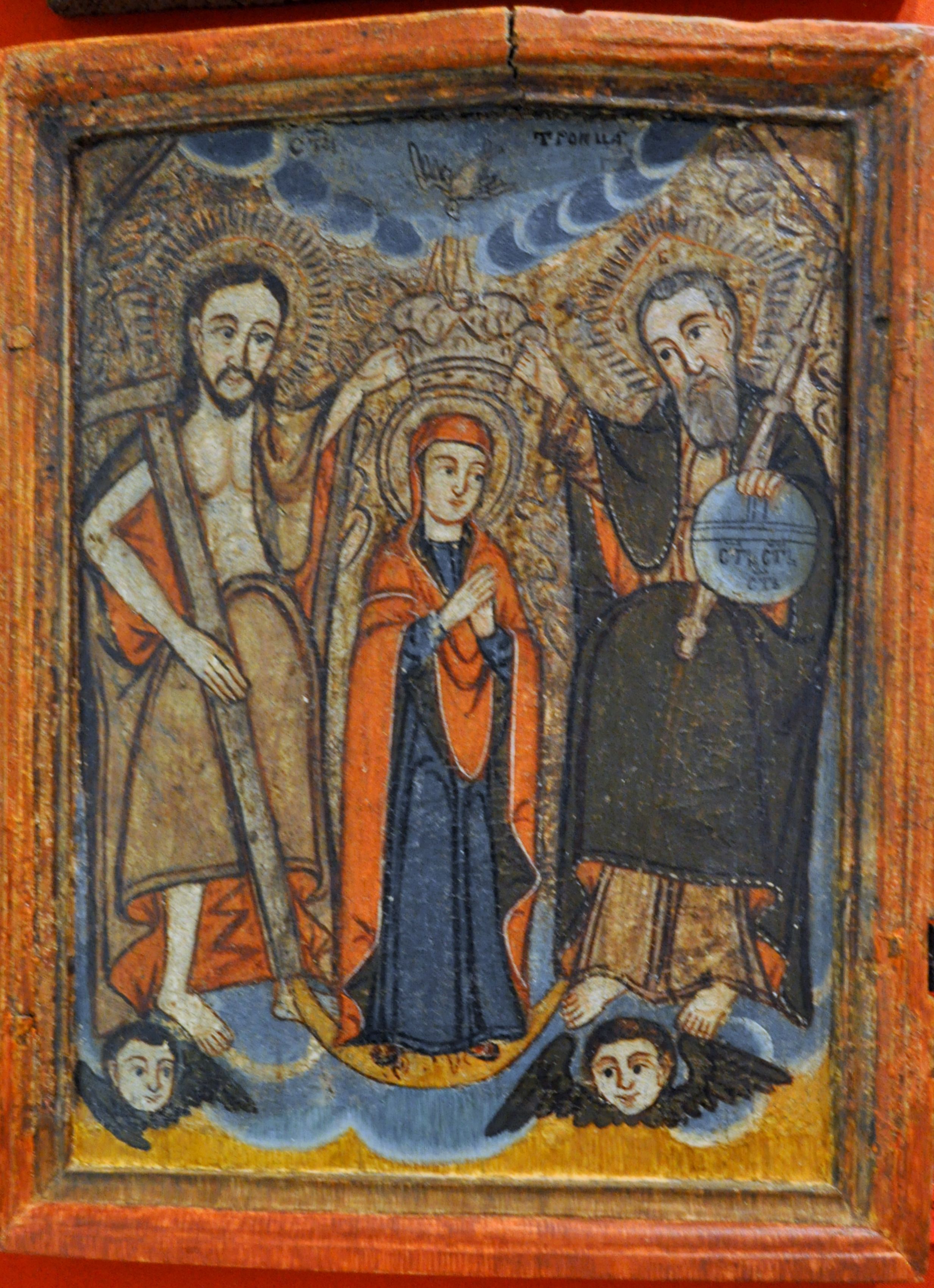
Alexandru Ponehalschi, Sfânta Treime încoronând pe Maria, cca 1770
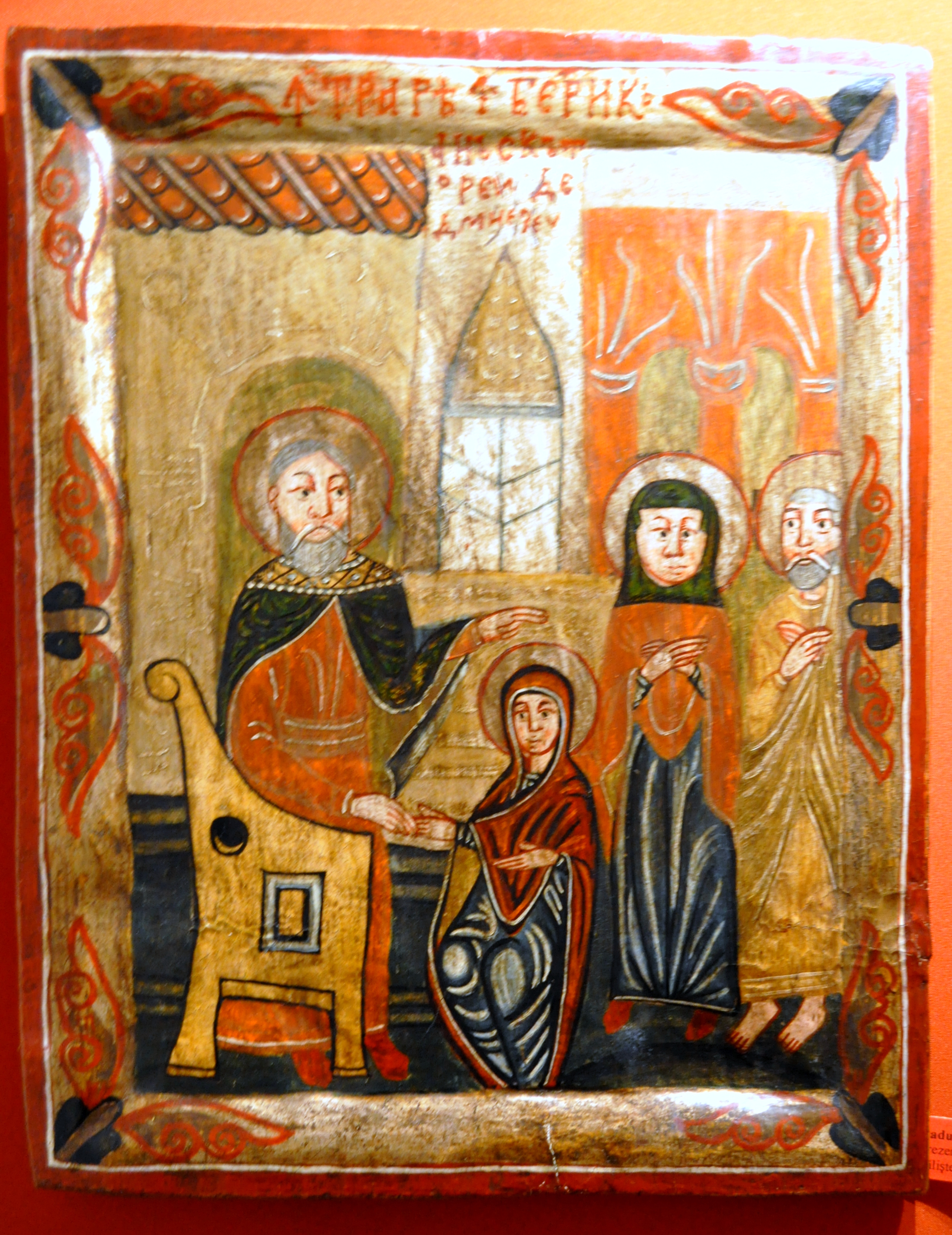
Radu Muntean, Prezentarea la temple a Fecioarei, 1775, Săliștea de Sus
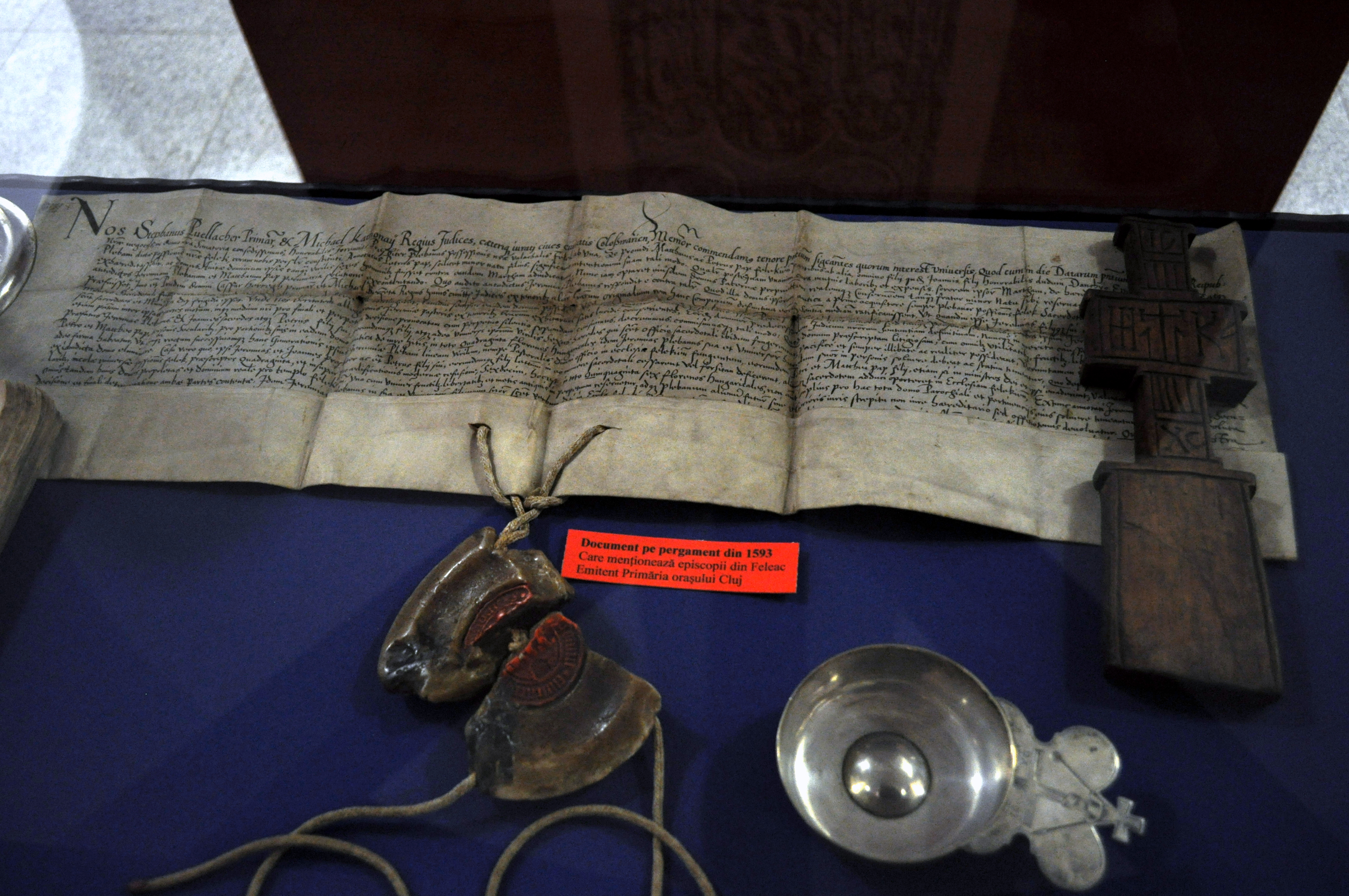
Document pe pergament din 1593 care menționează episcopii din Feleac (emitent: Primăria orașului Cluj)
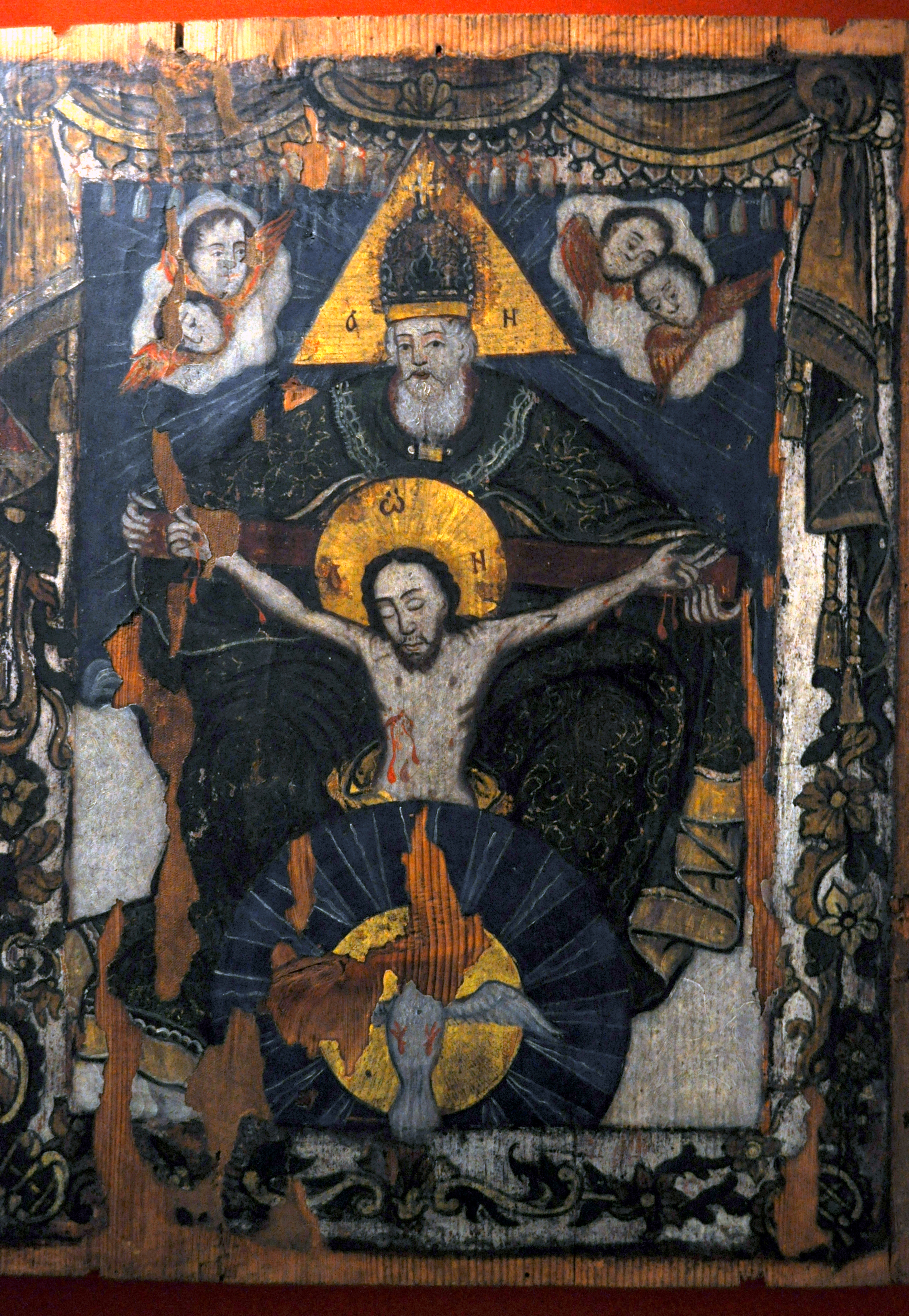
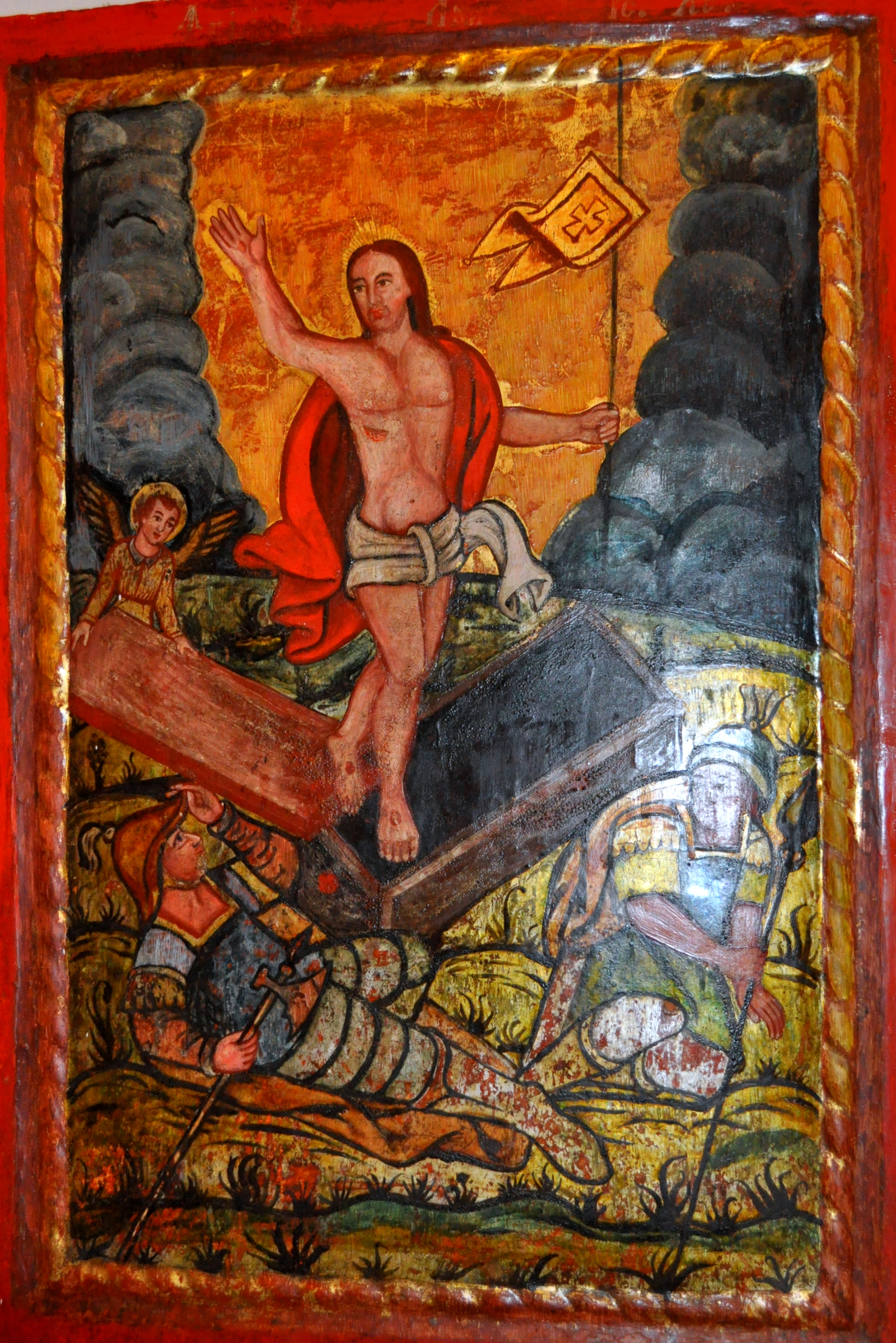
Anonim, Învierea Domnului, cca 1760-1780
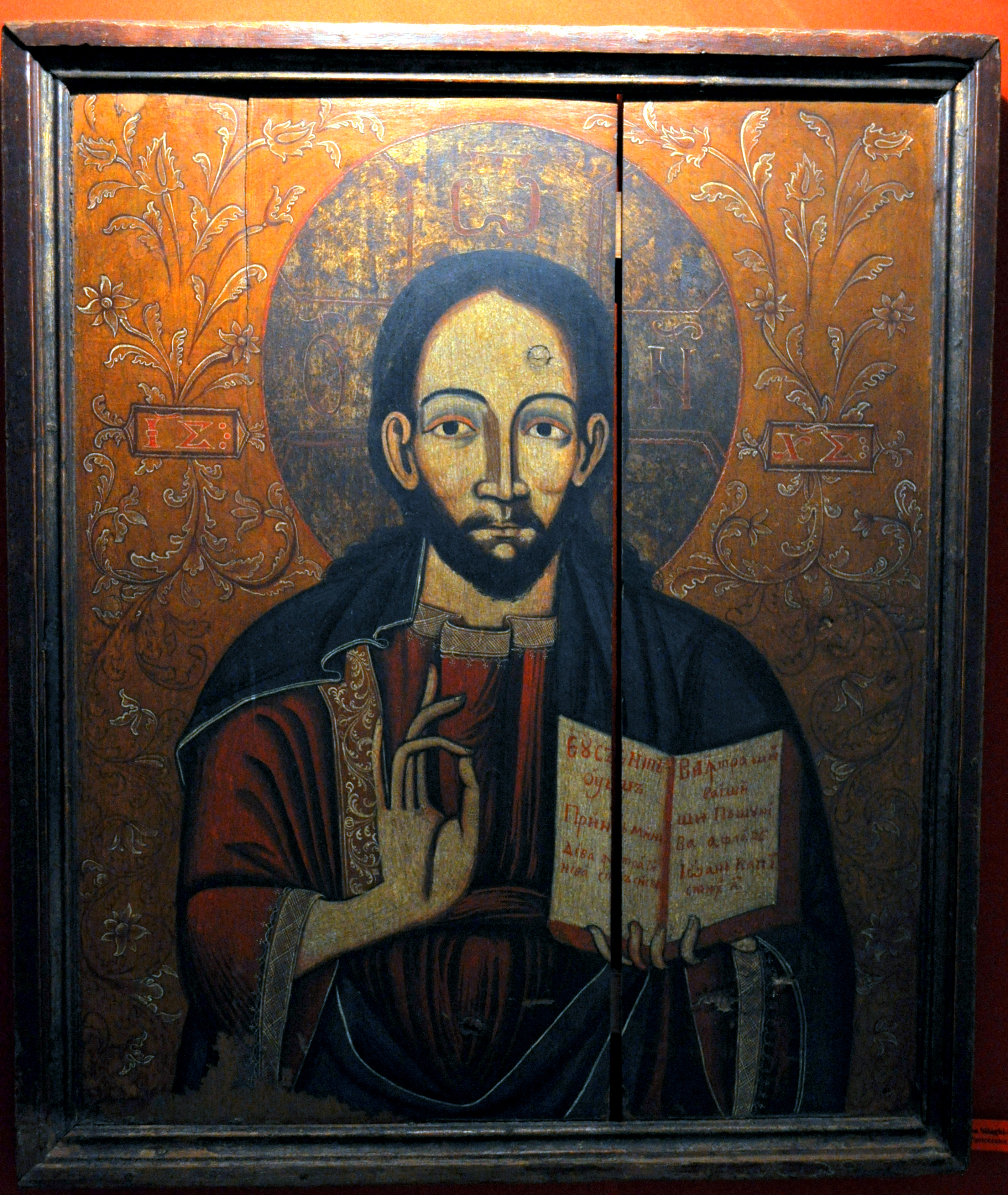
Simion Silaghi-Sălăjeanu, Iisus Pantocrator, cca 1780, Hida
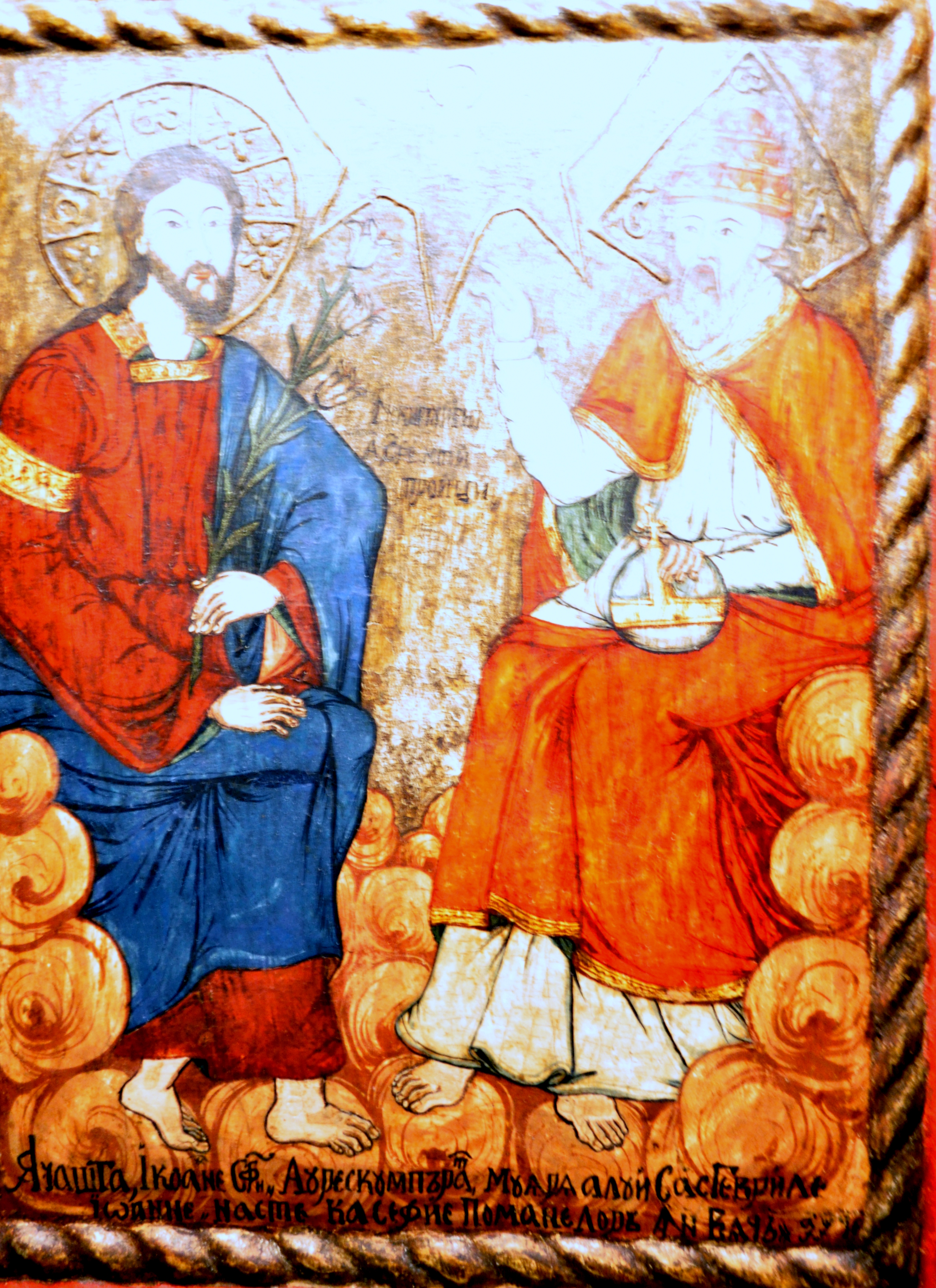
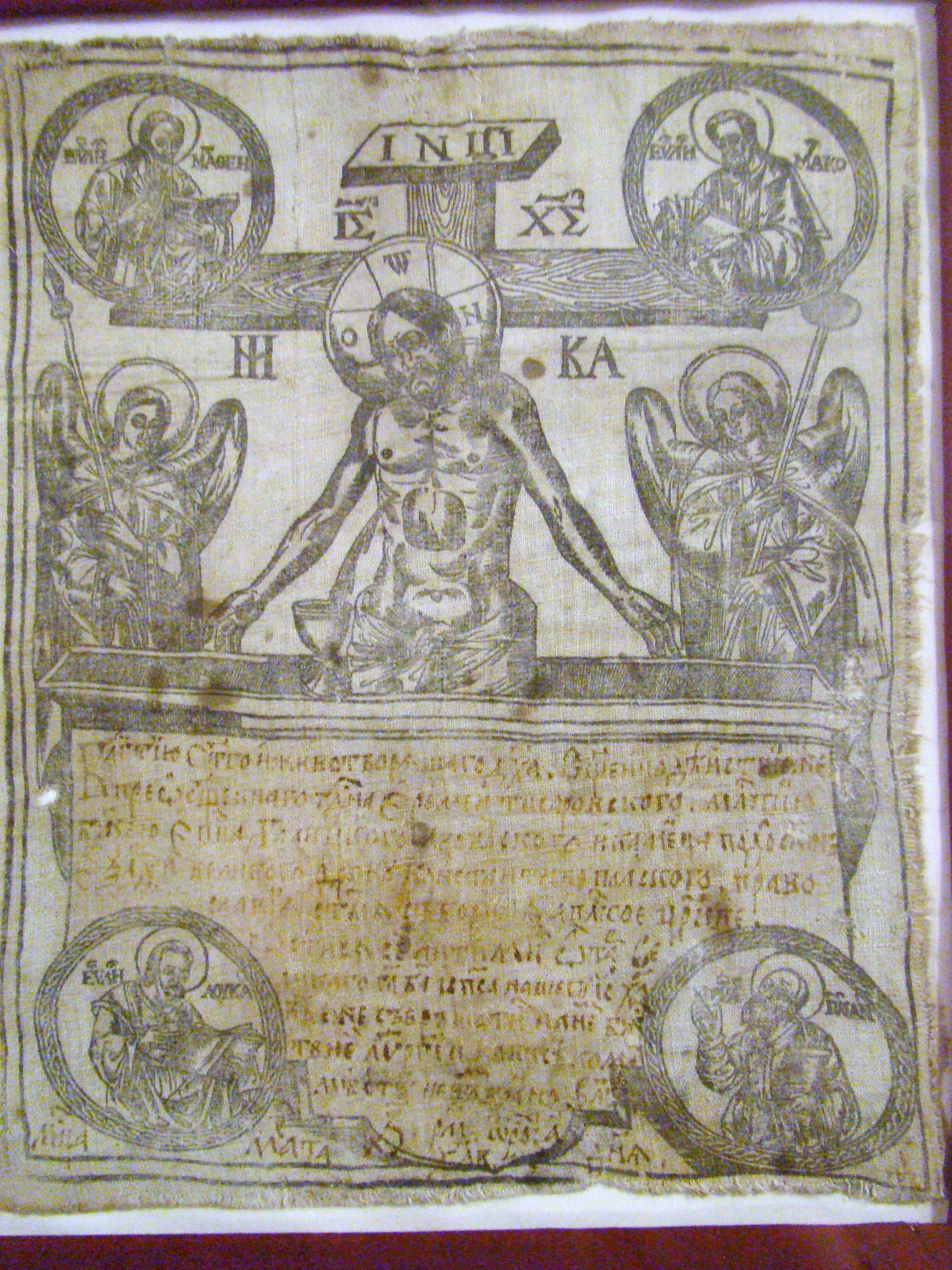
Antimisul din 1632 de la Biserica de lemn din Poienile Izei
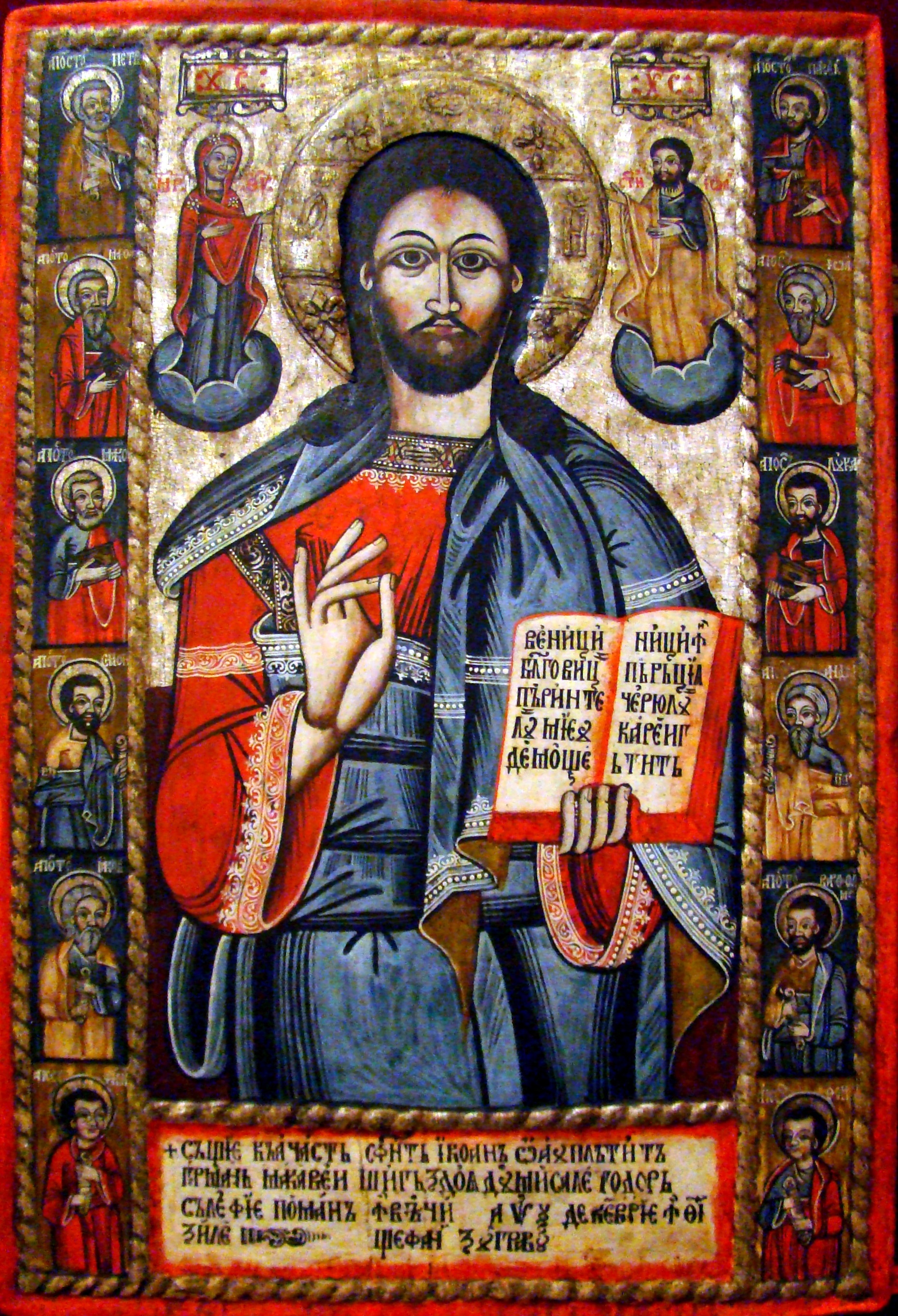
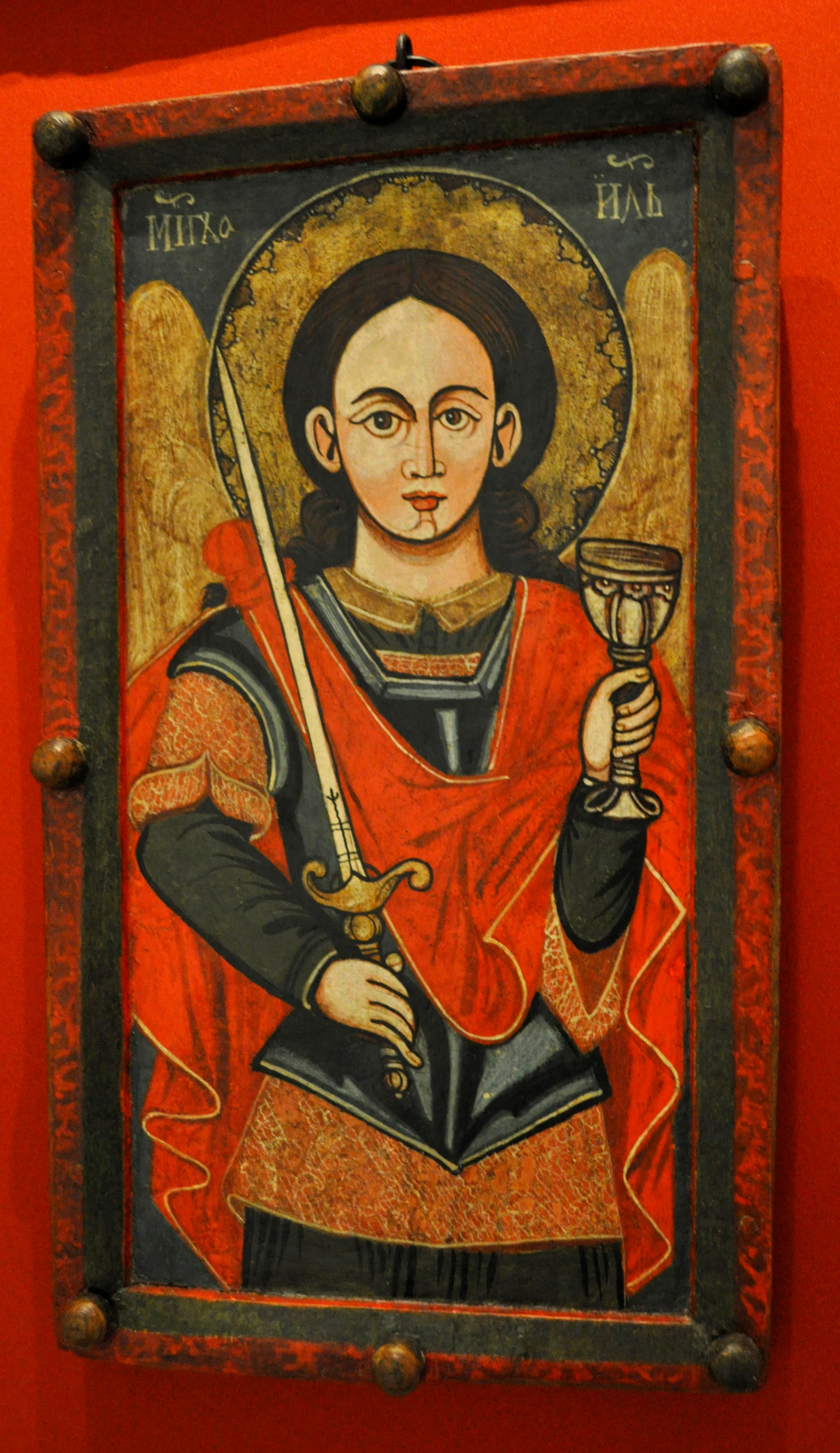
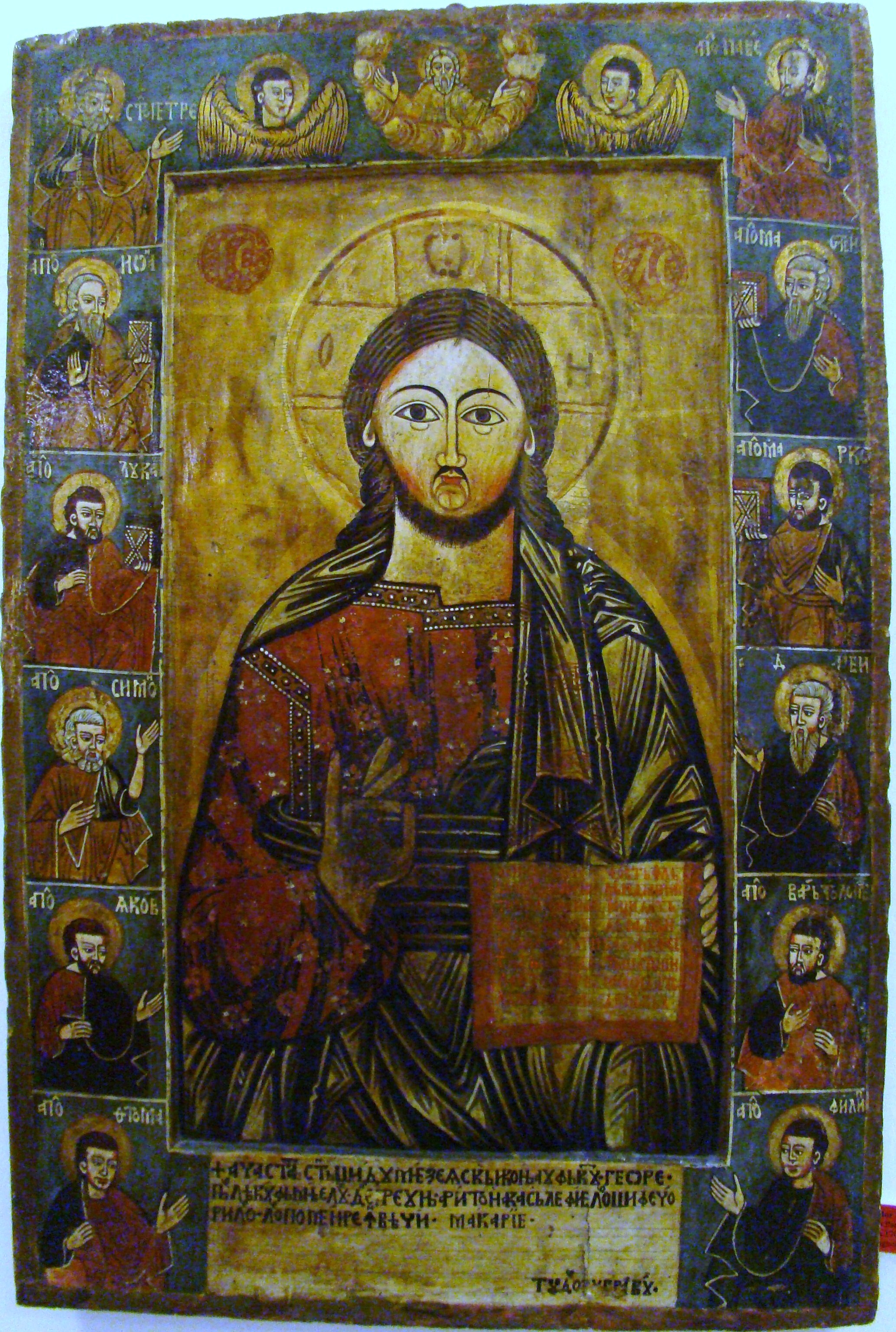
Iisus Pantocrator, icoană pictată de Toader Zugrav pentru biserica de lemn din Sângeorz Băi
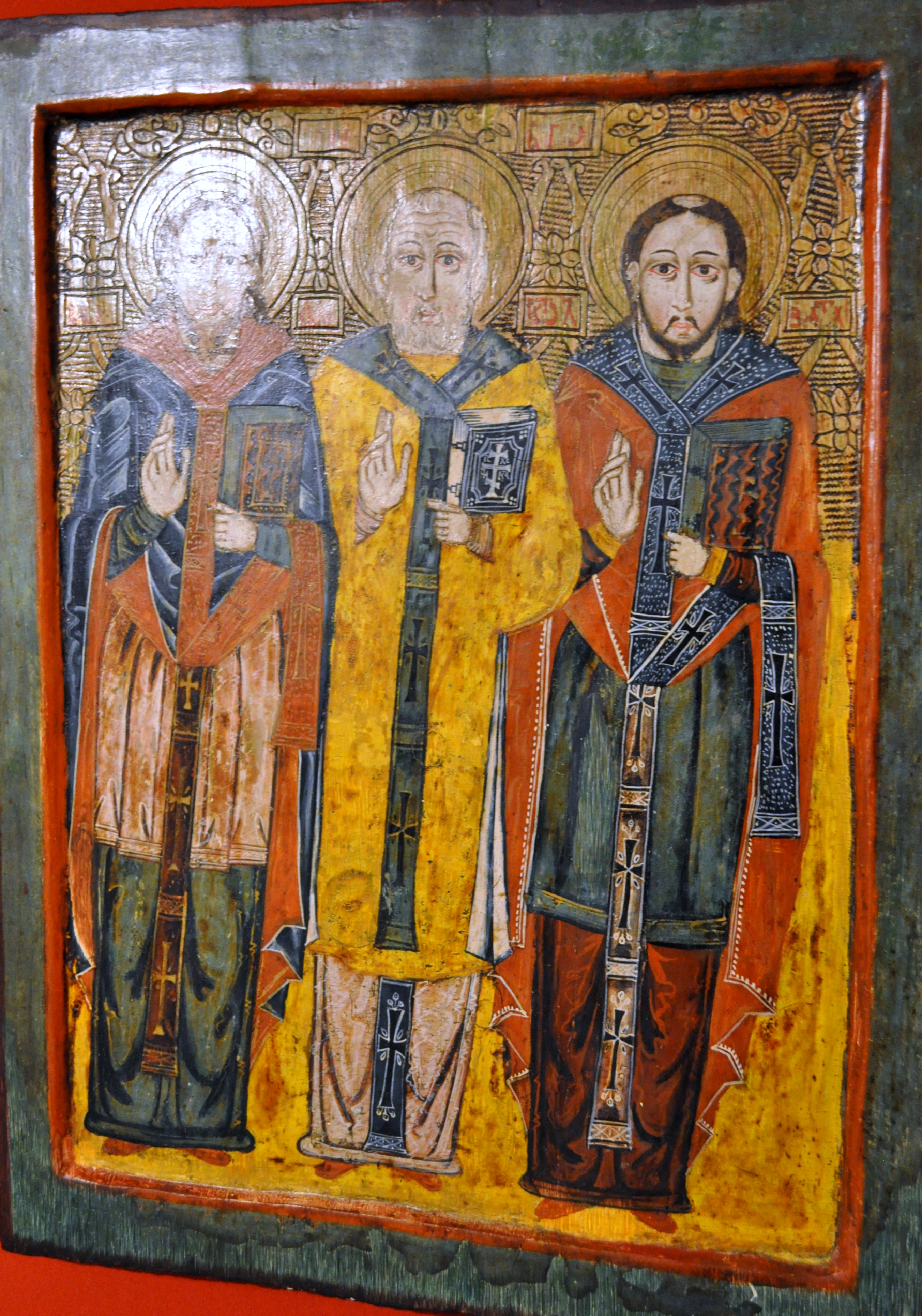
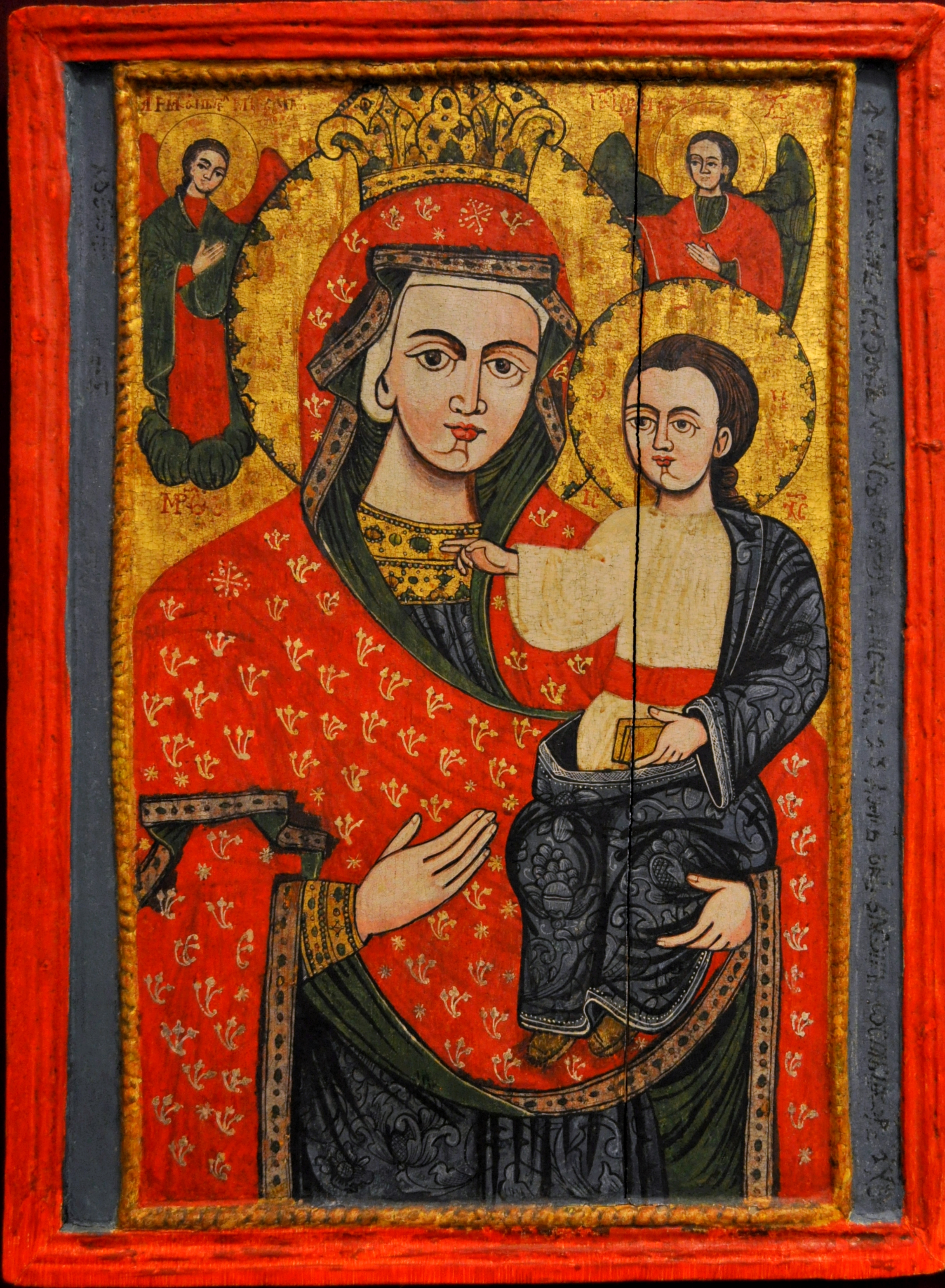
Nistor din Feleac, Maica Domnului cu Pruncul, 1784, Luna de Sus
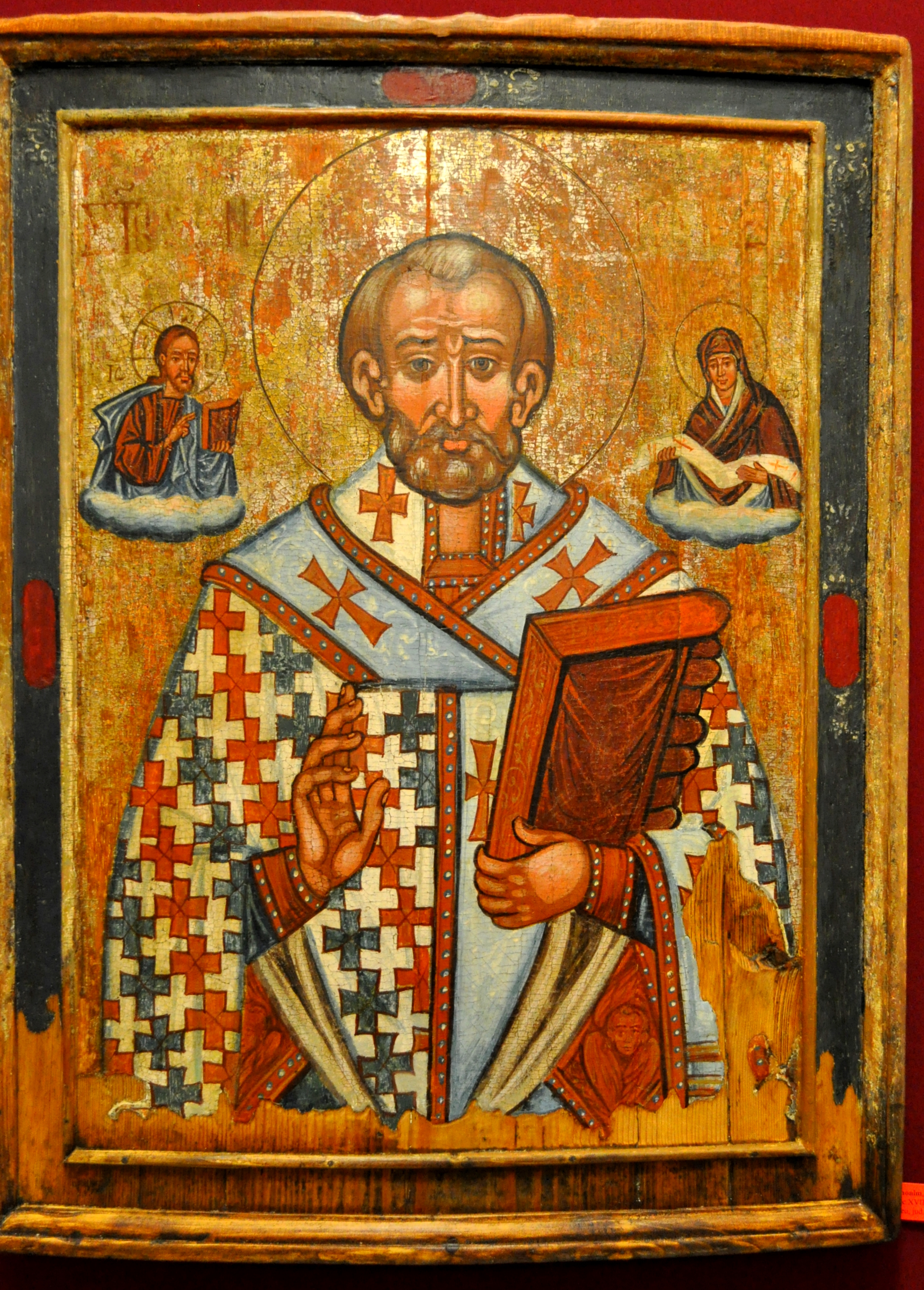
Anonim, Sfântul Nicolae, sec.XVIII, Șieu
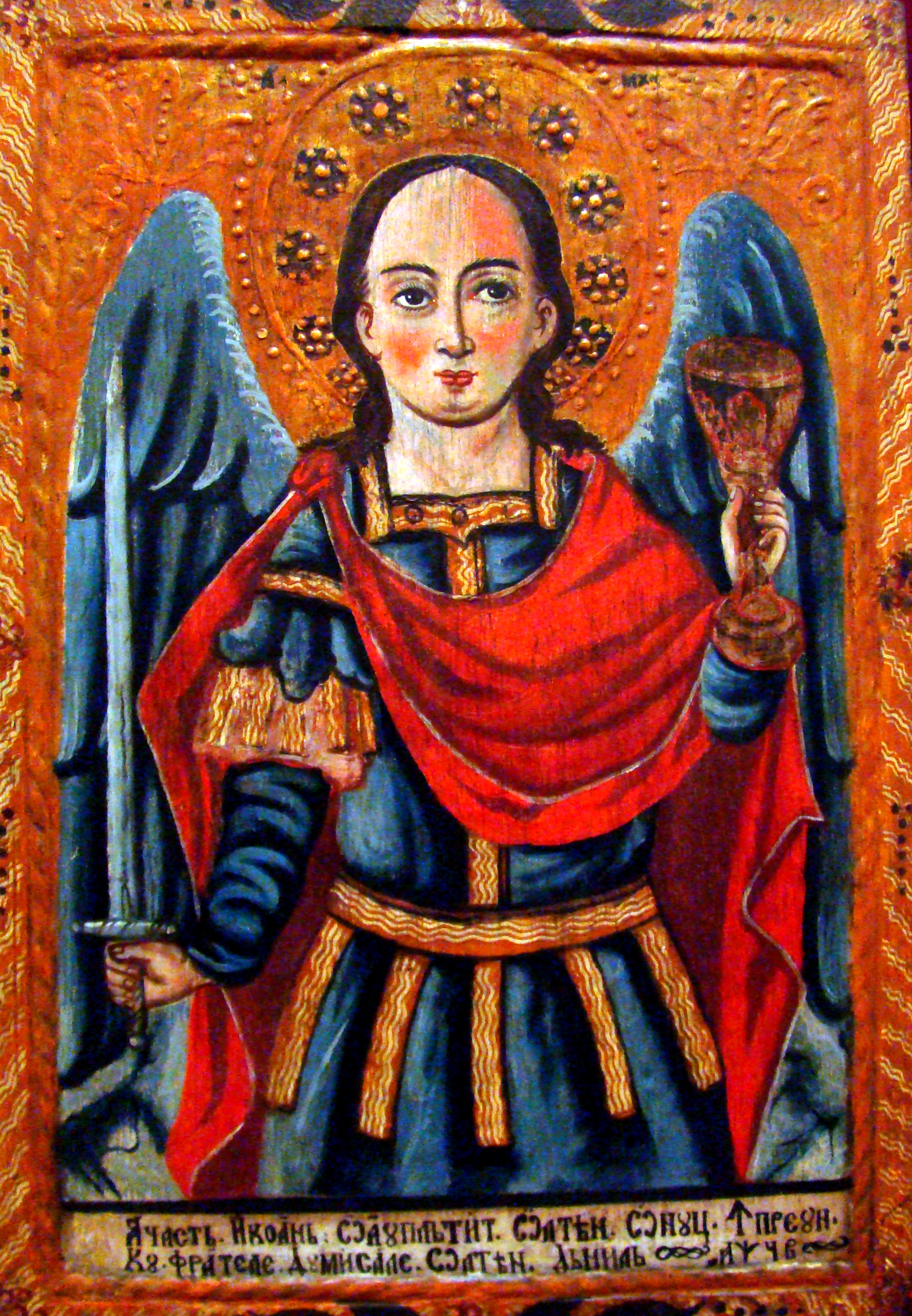
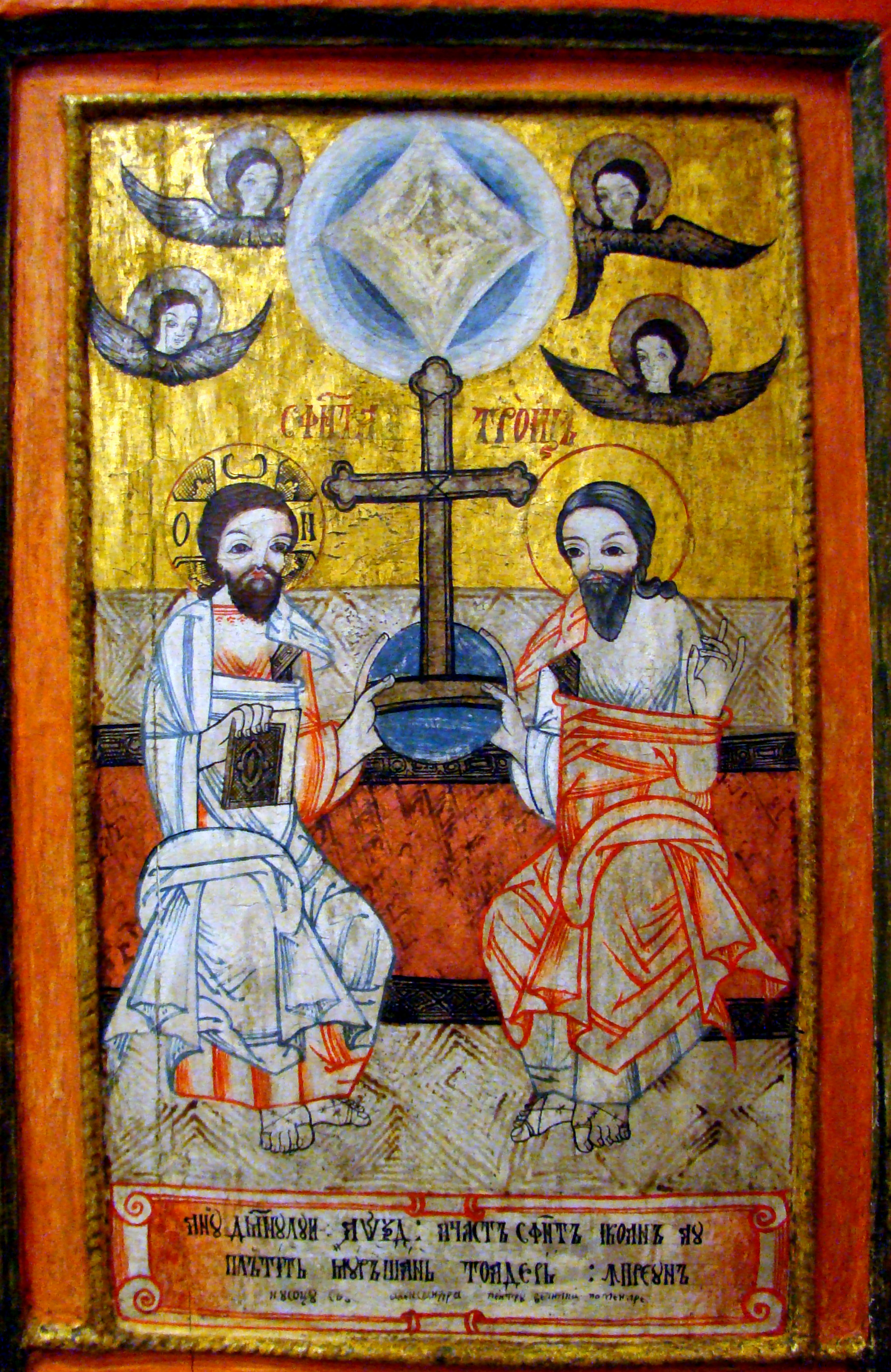
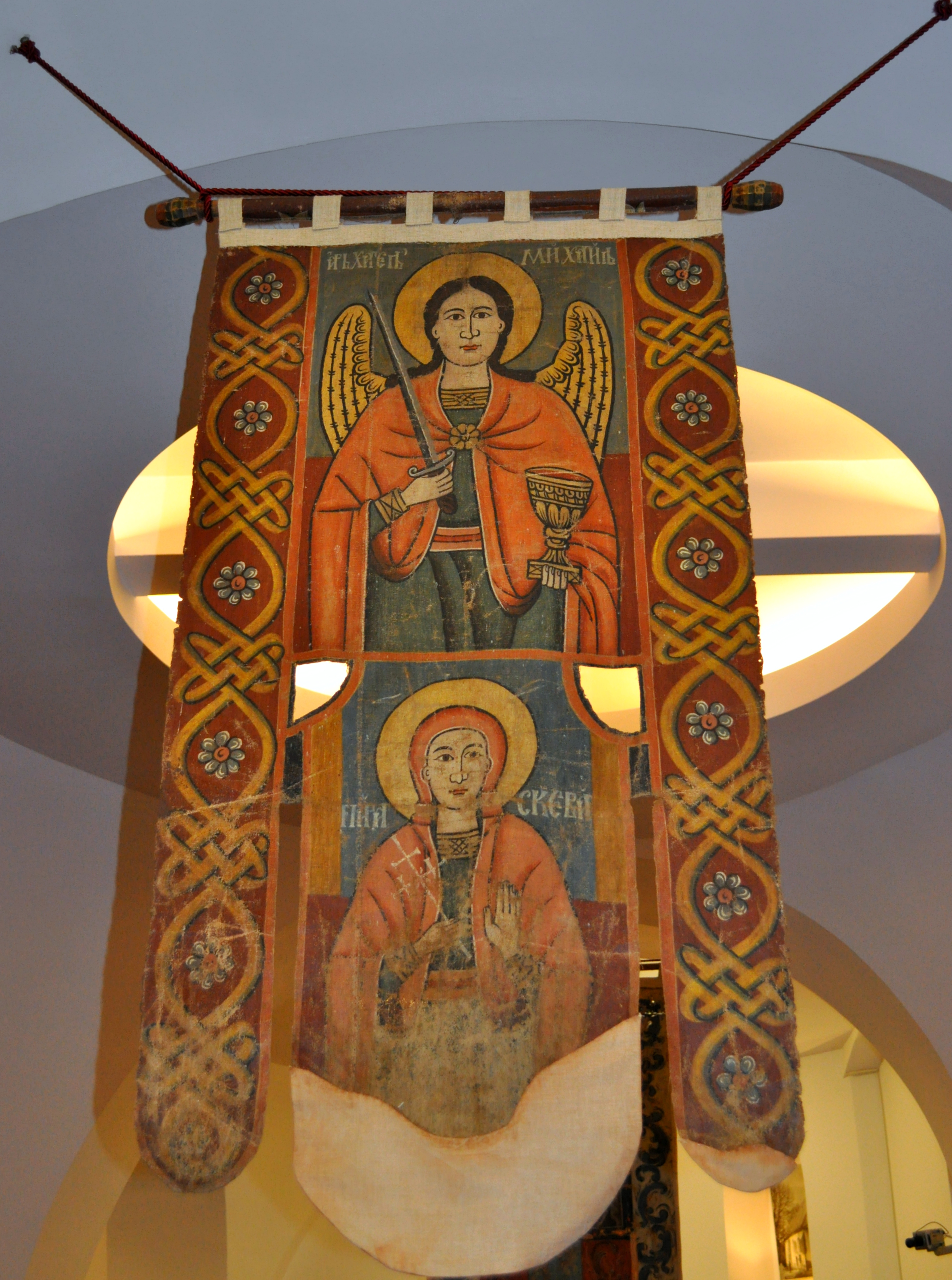
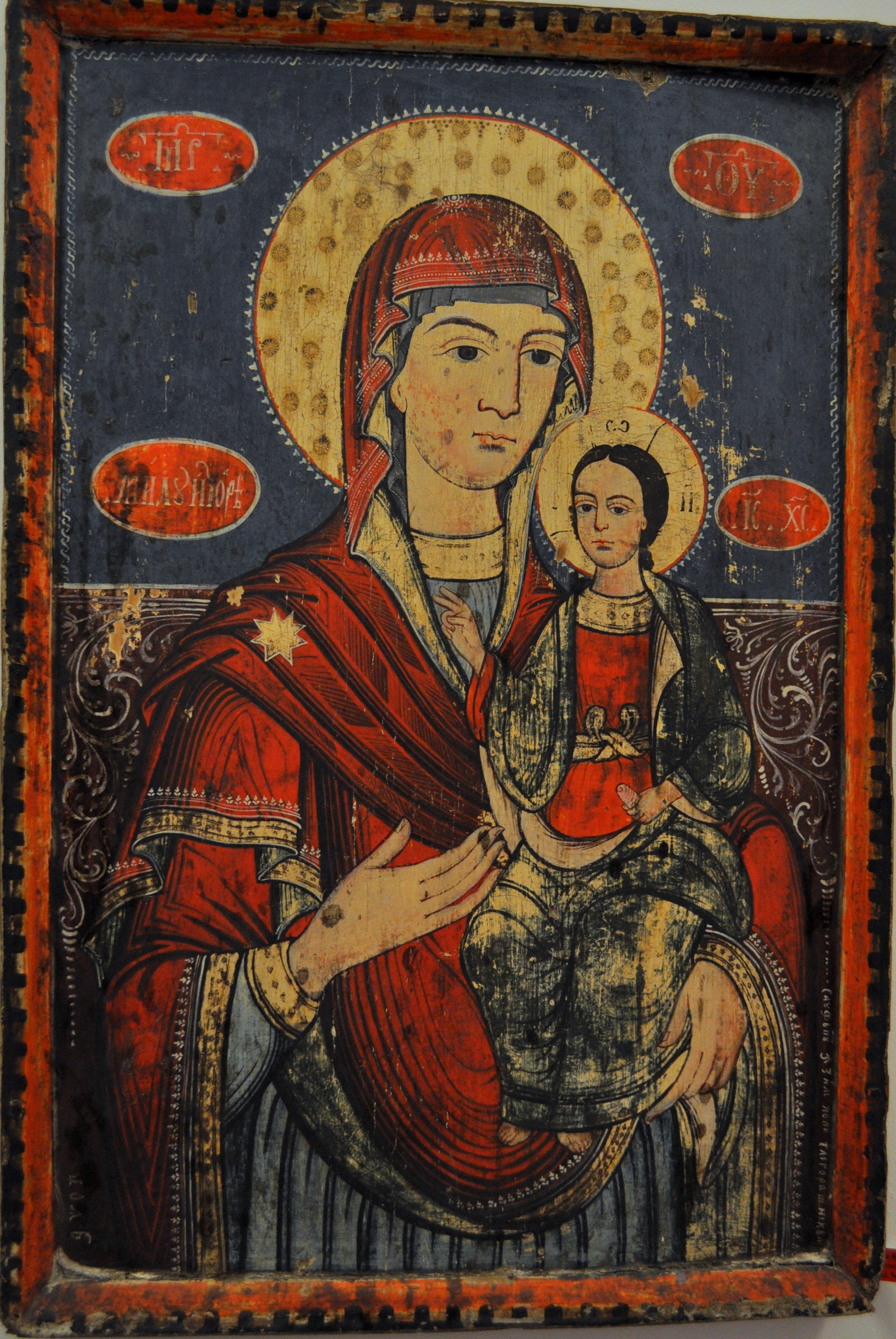
Maica Domnului cu Pruncul (pictor: Gheorghe, fiul lui Iacov, 1773)
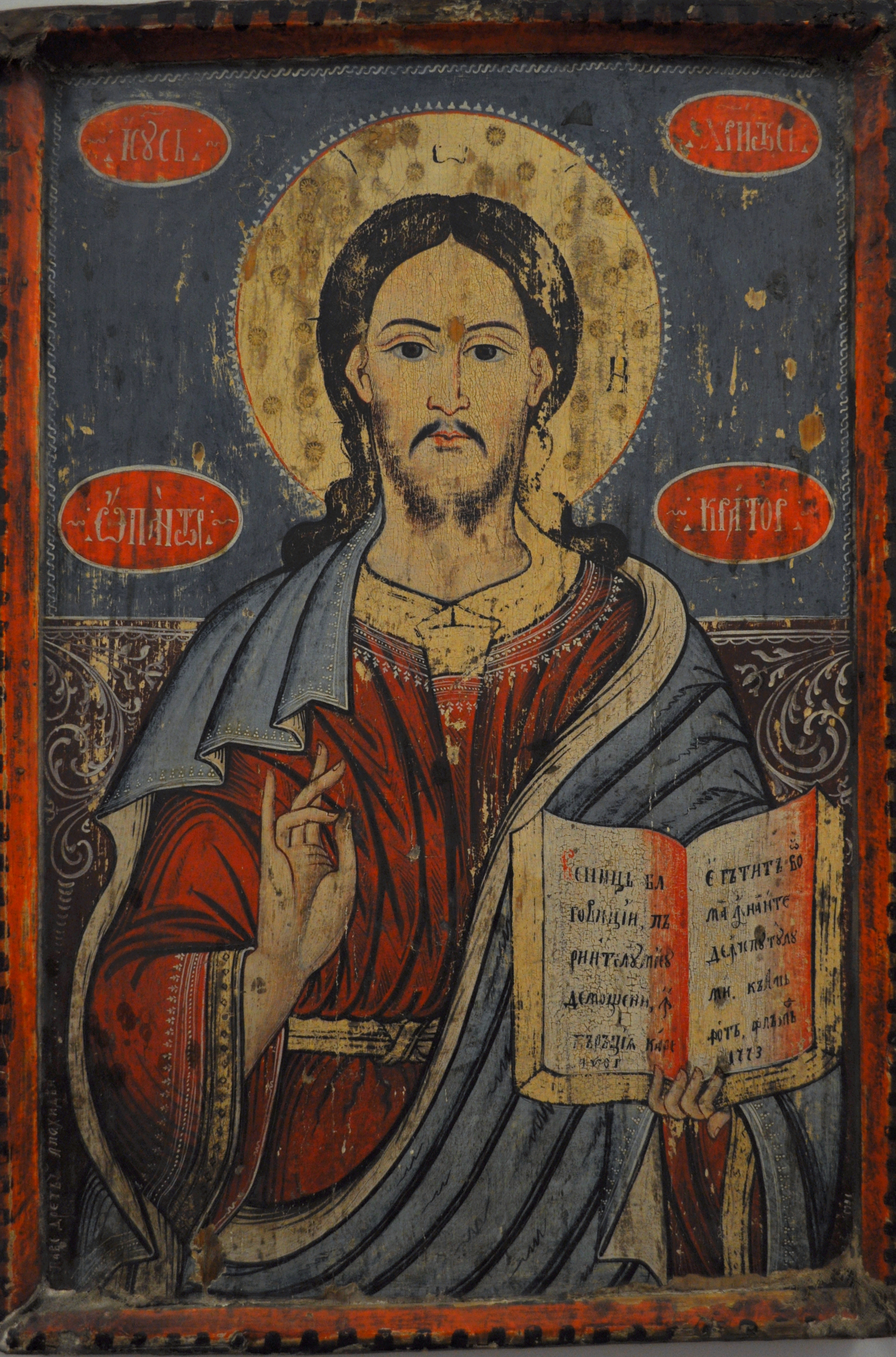
Deisis (pictor: Gheorghe, fiul lui Iacov, 1773)
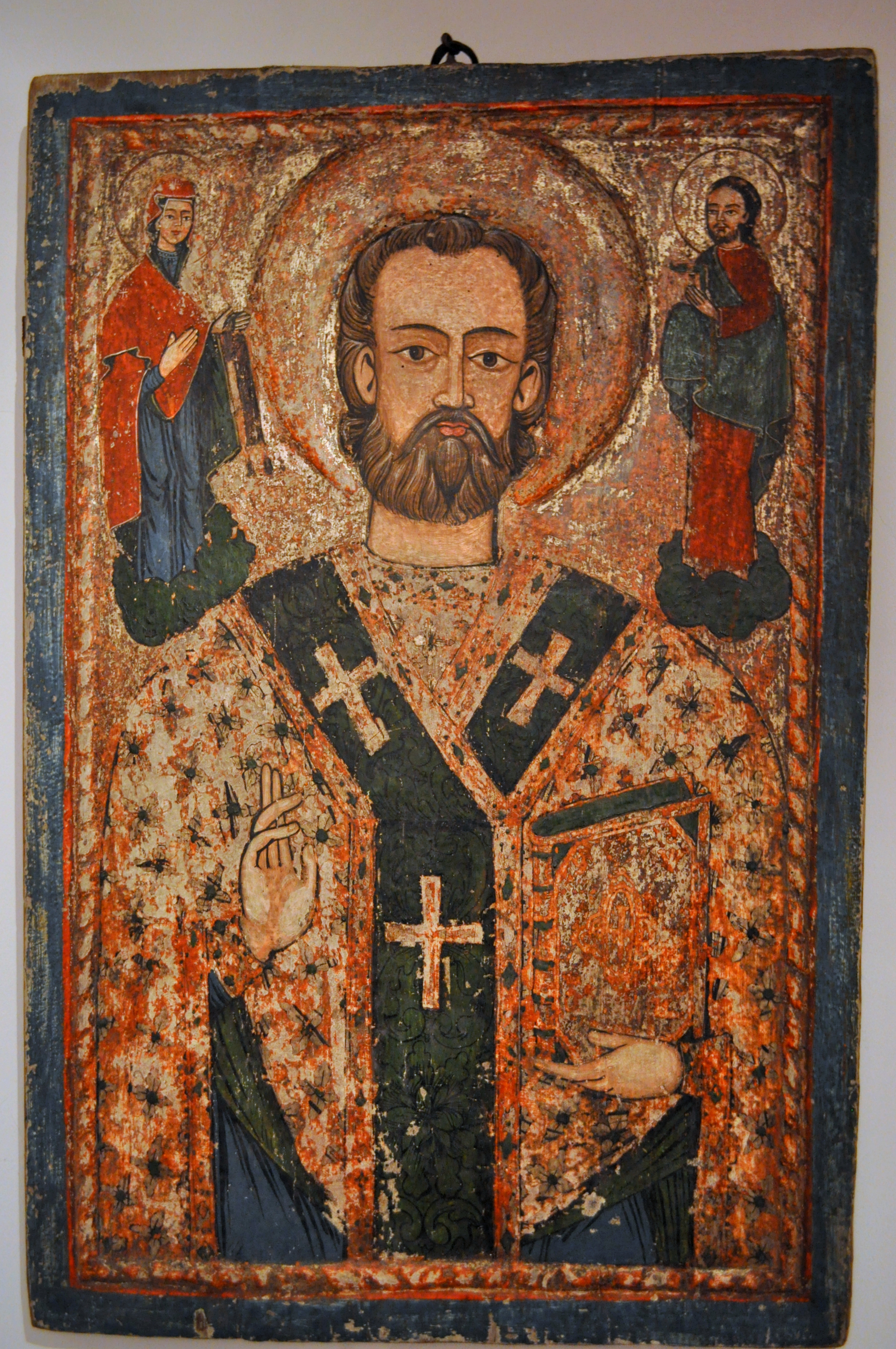
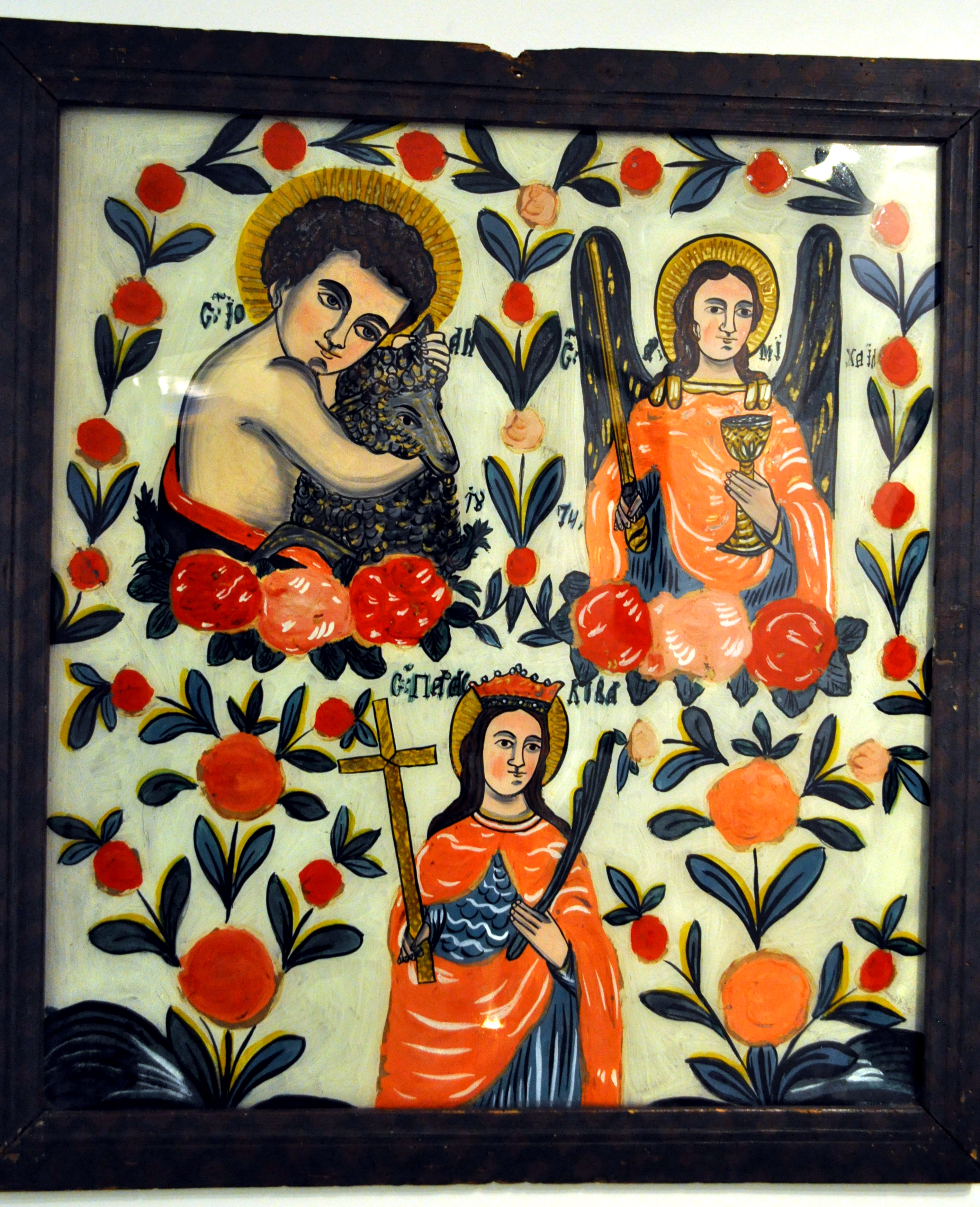
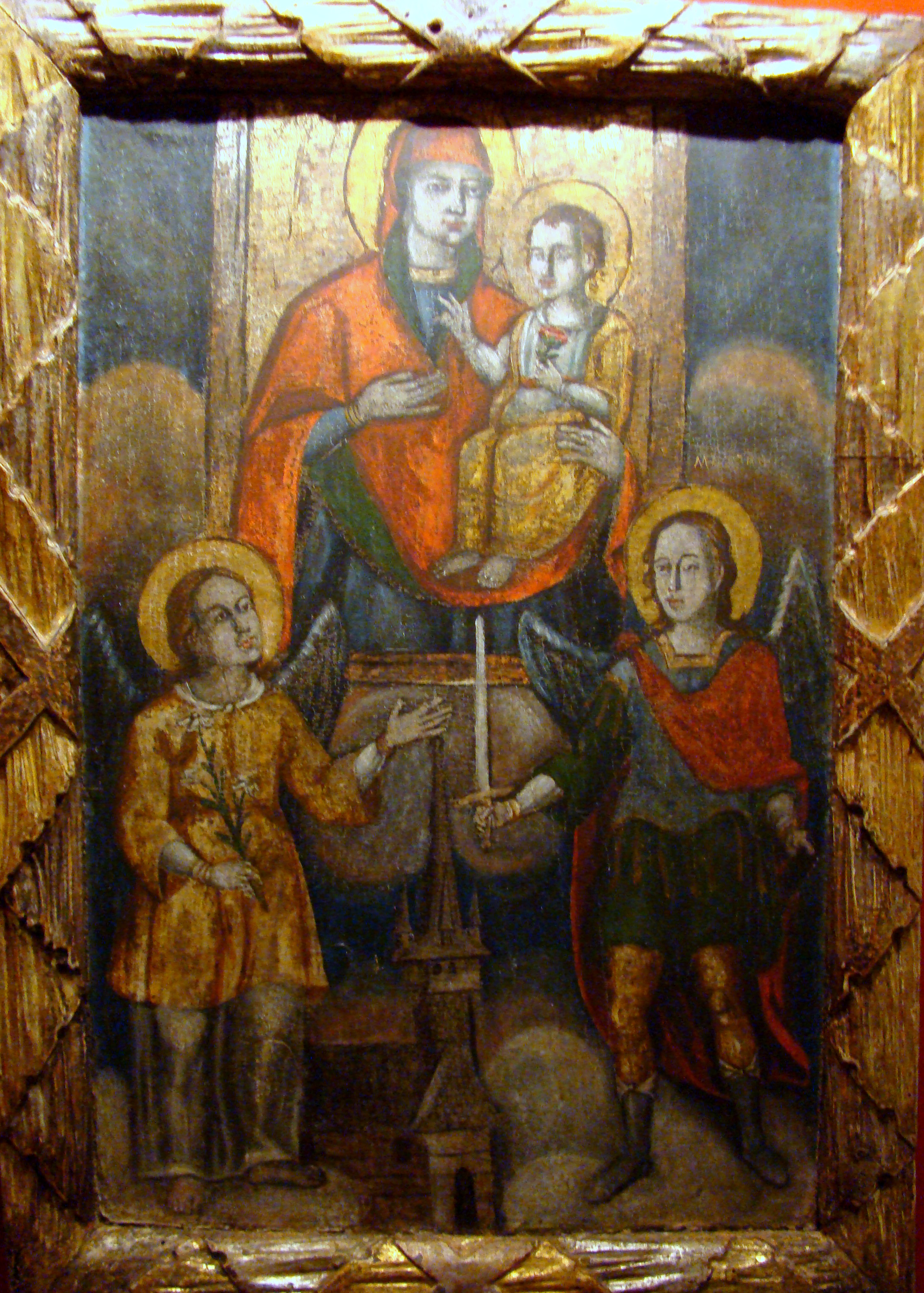
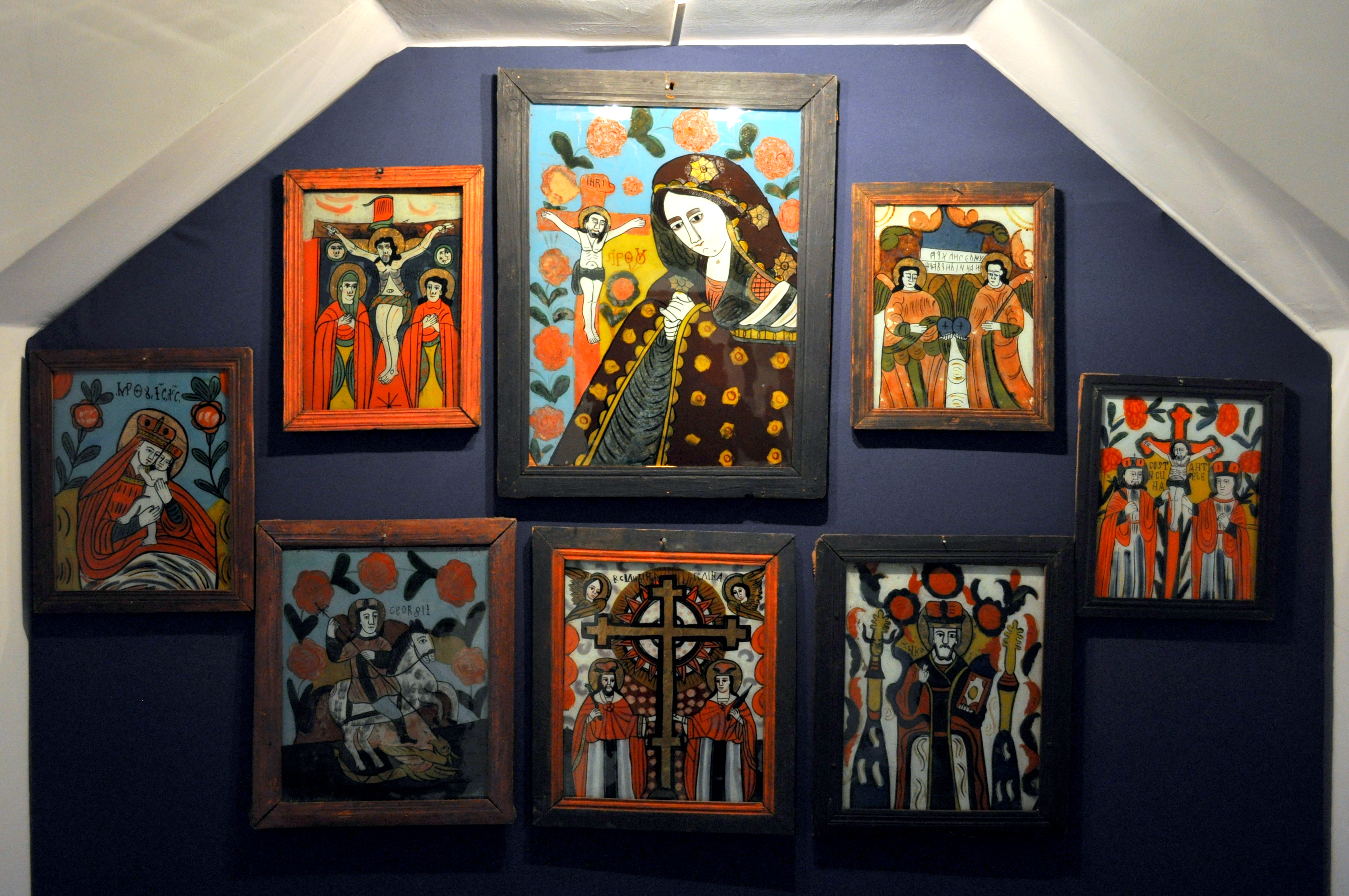
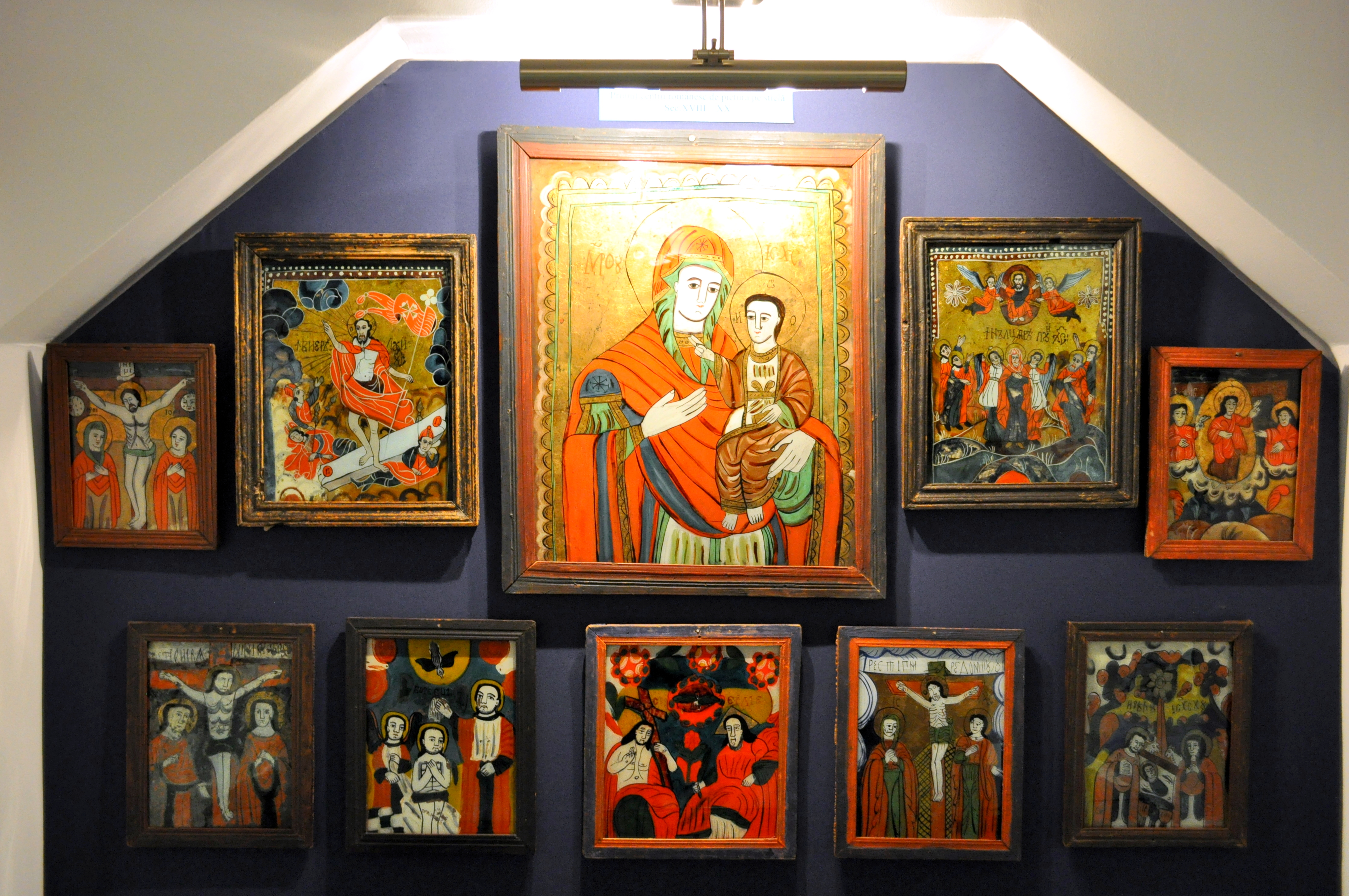
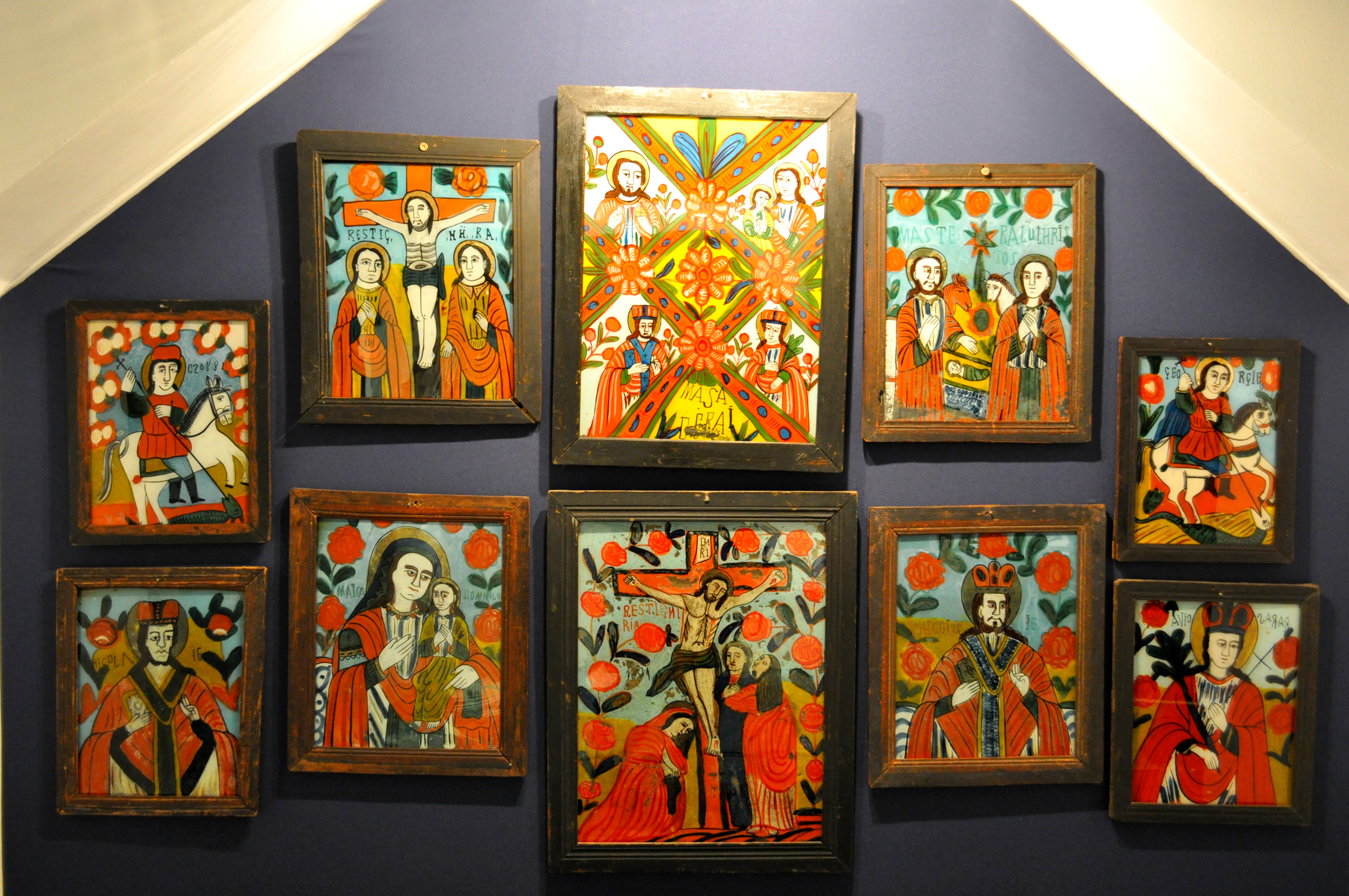
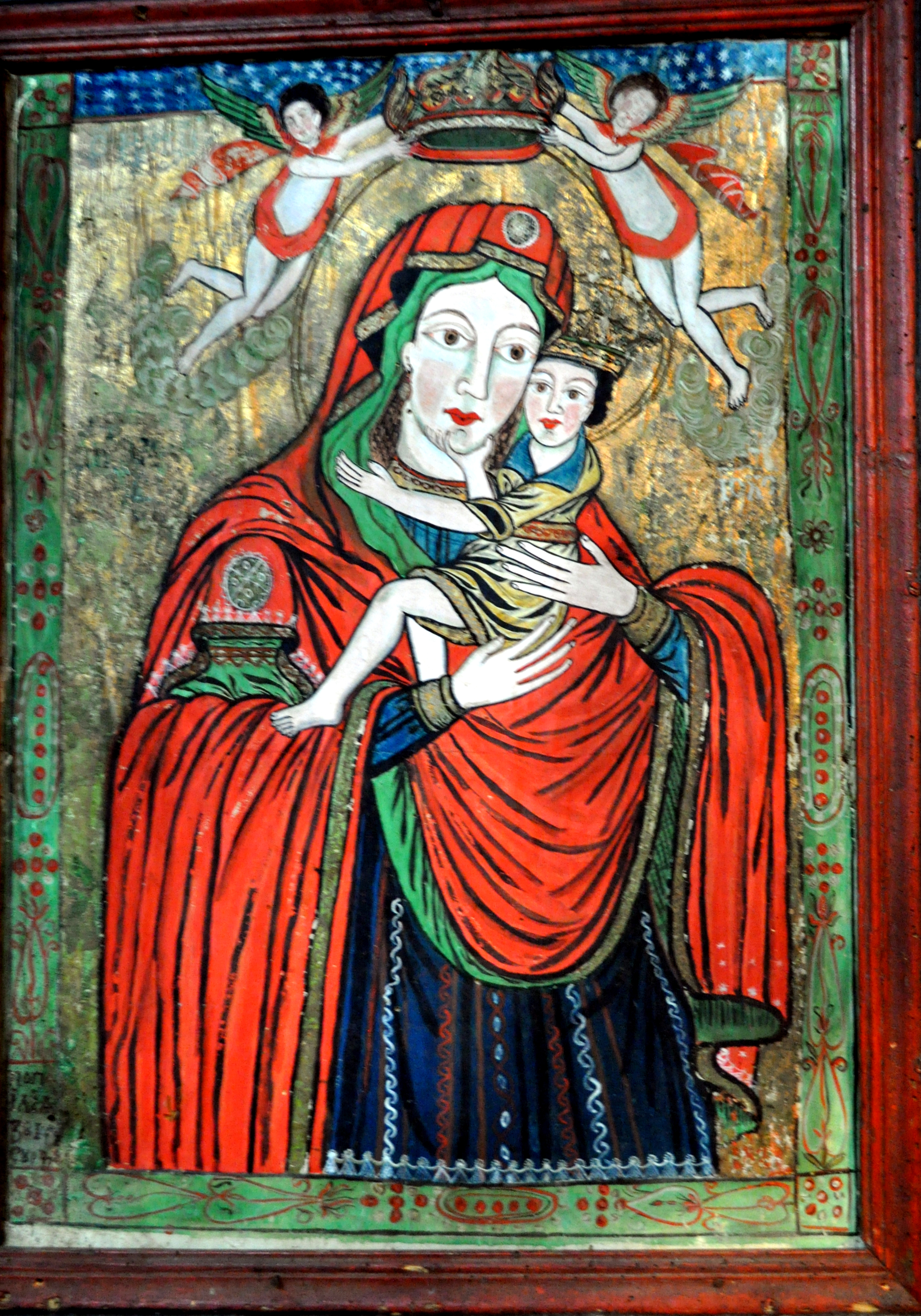
Maica Domnului cu Pruncul (popa Ilie Zugravul-1828)
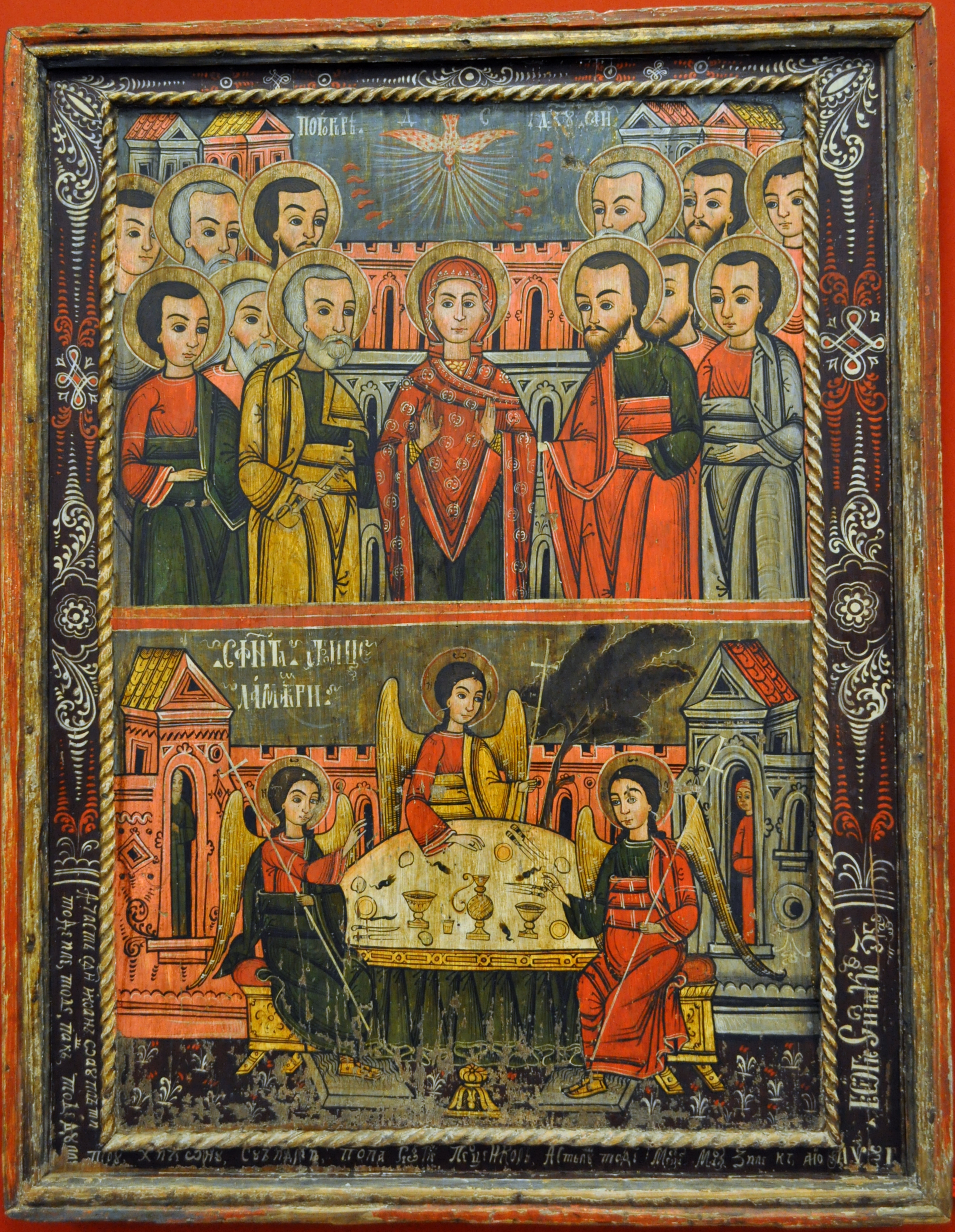
Gheorghe, fiul lui Iacov, Pogorârea Sfântului Duh și Sfânta Troiță la Mamvri (1763)
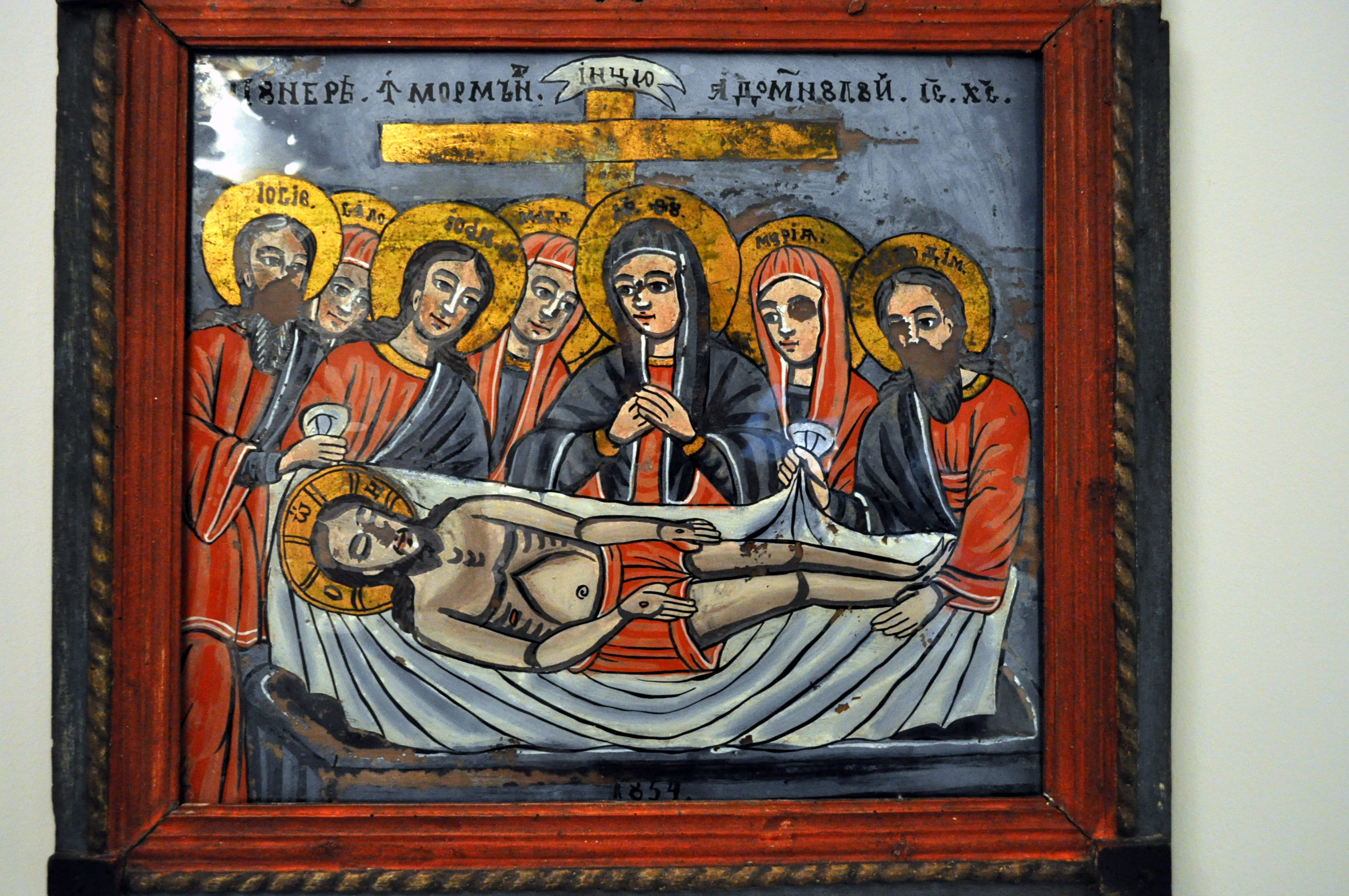
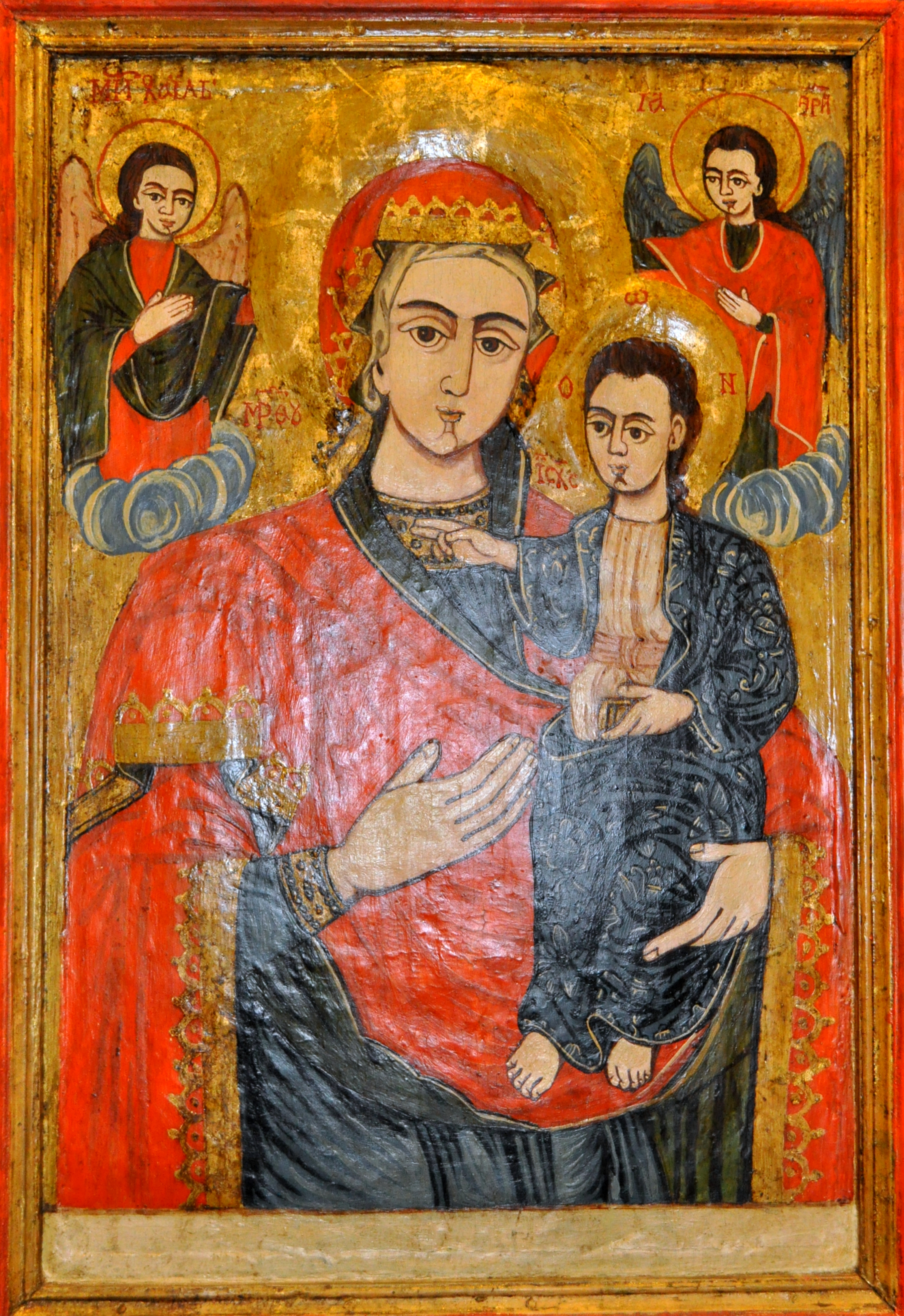
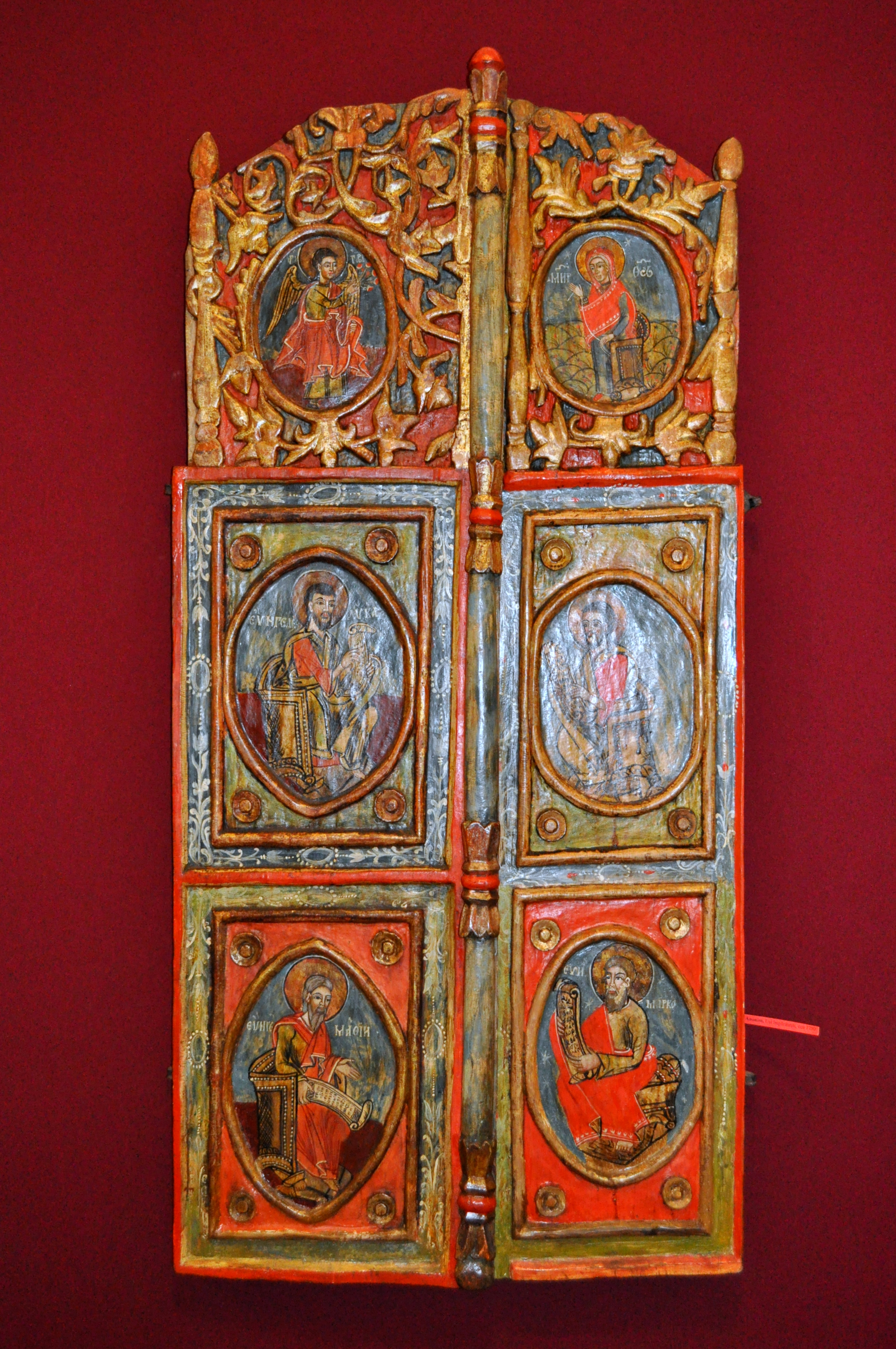
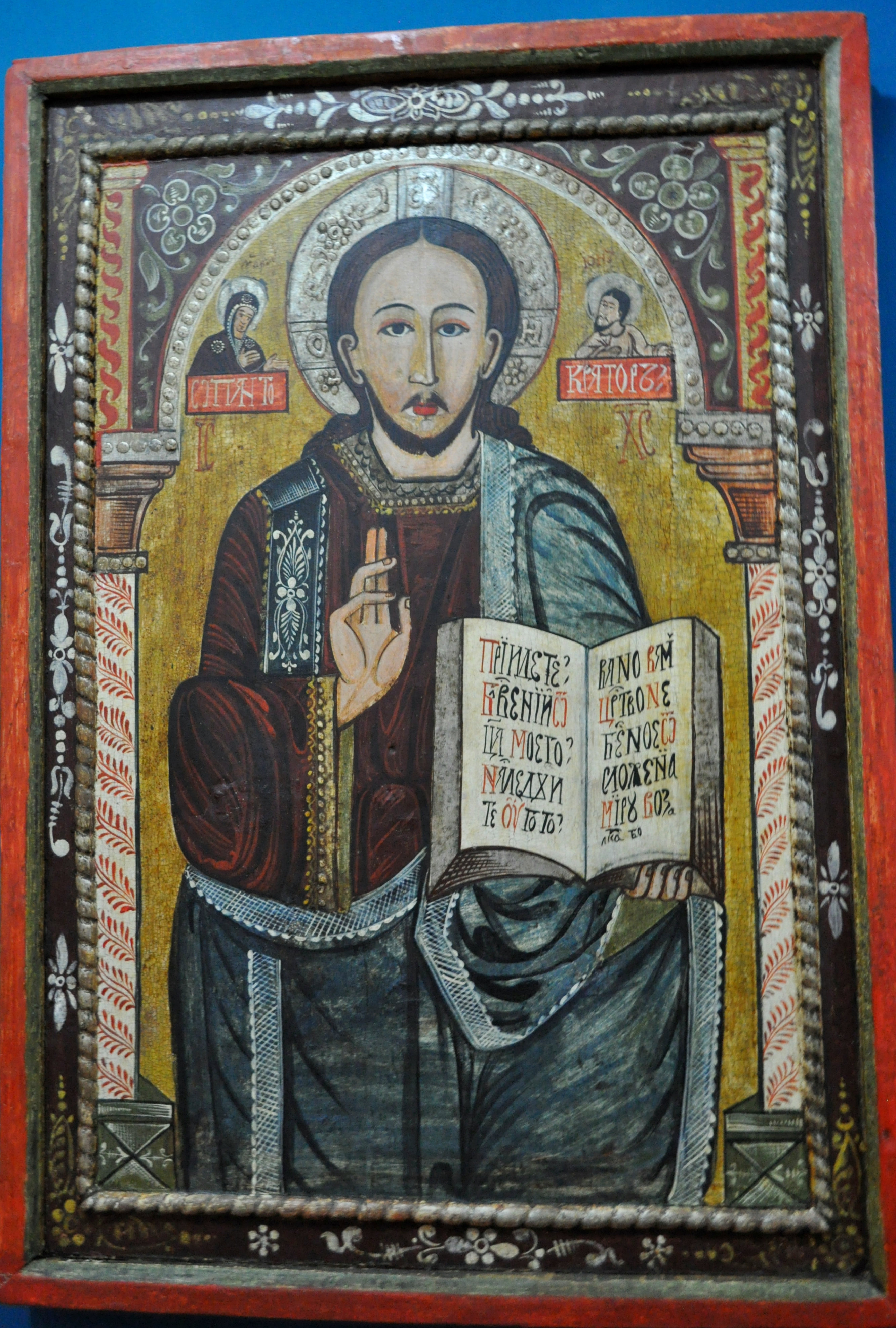
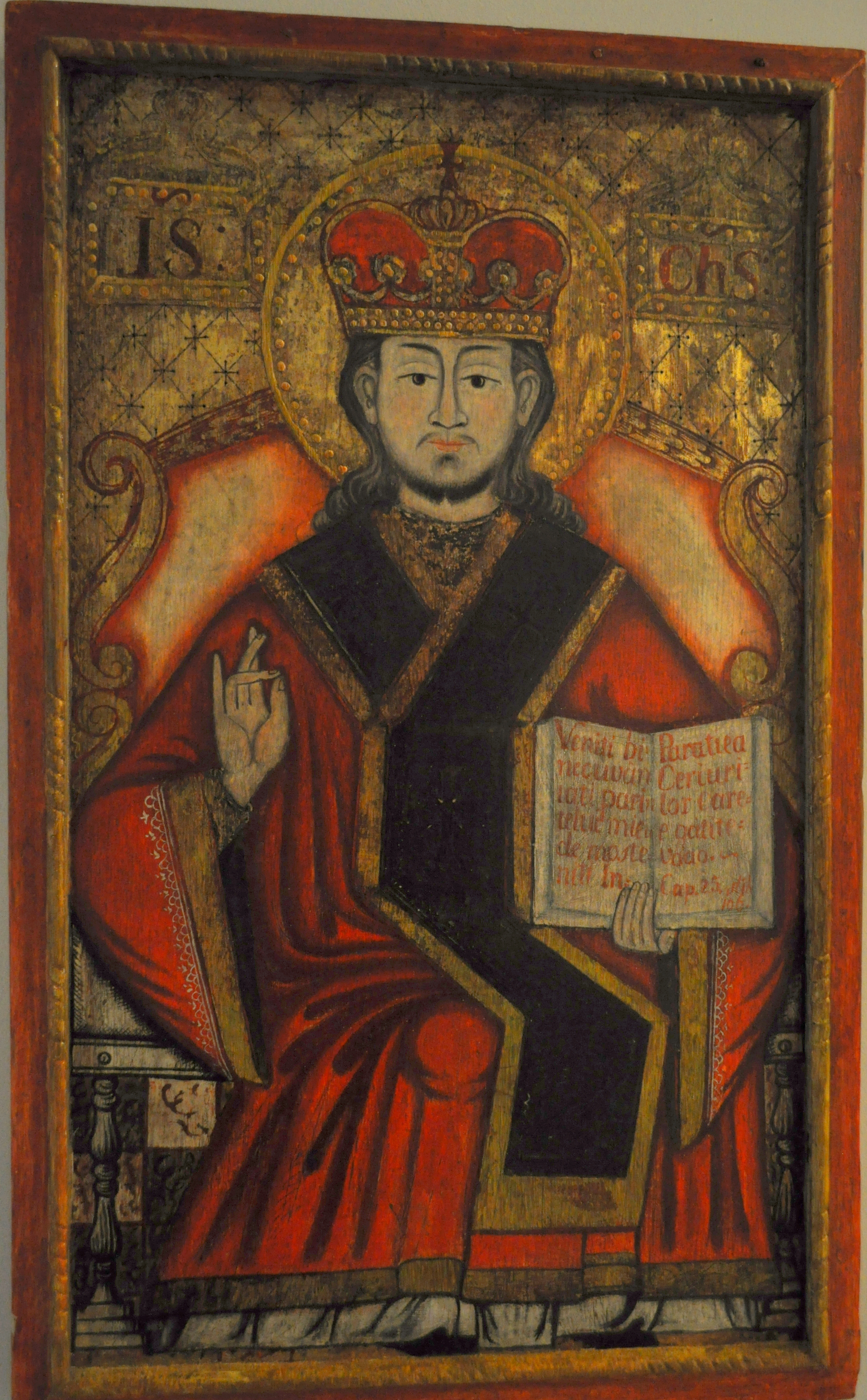
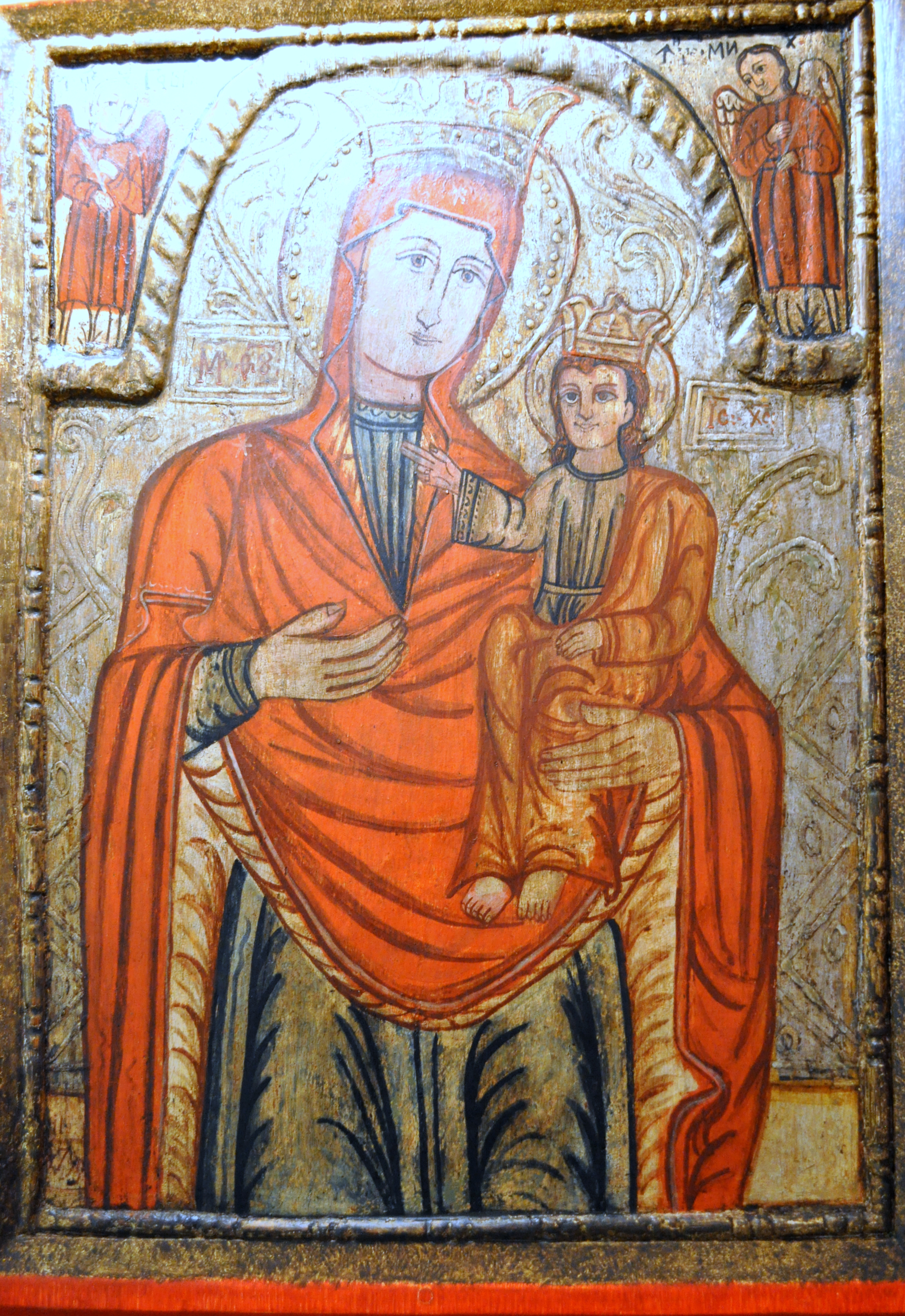
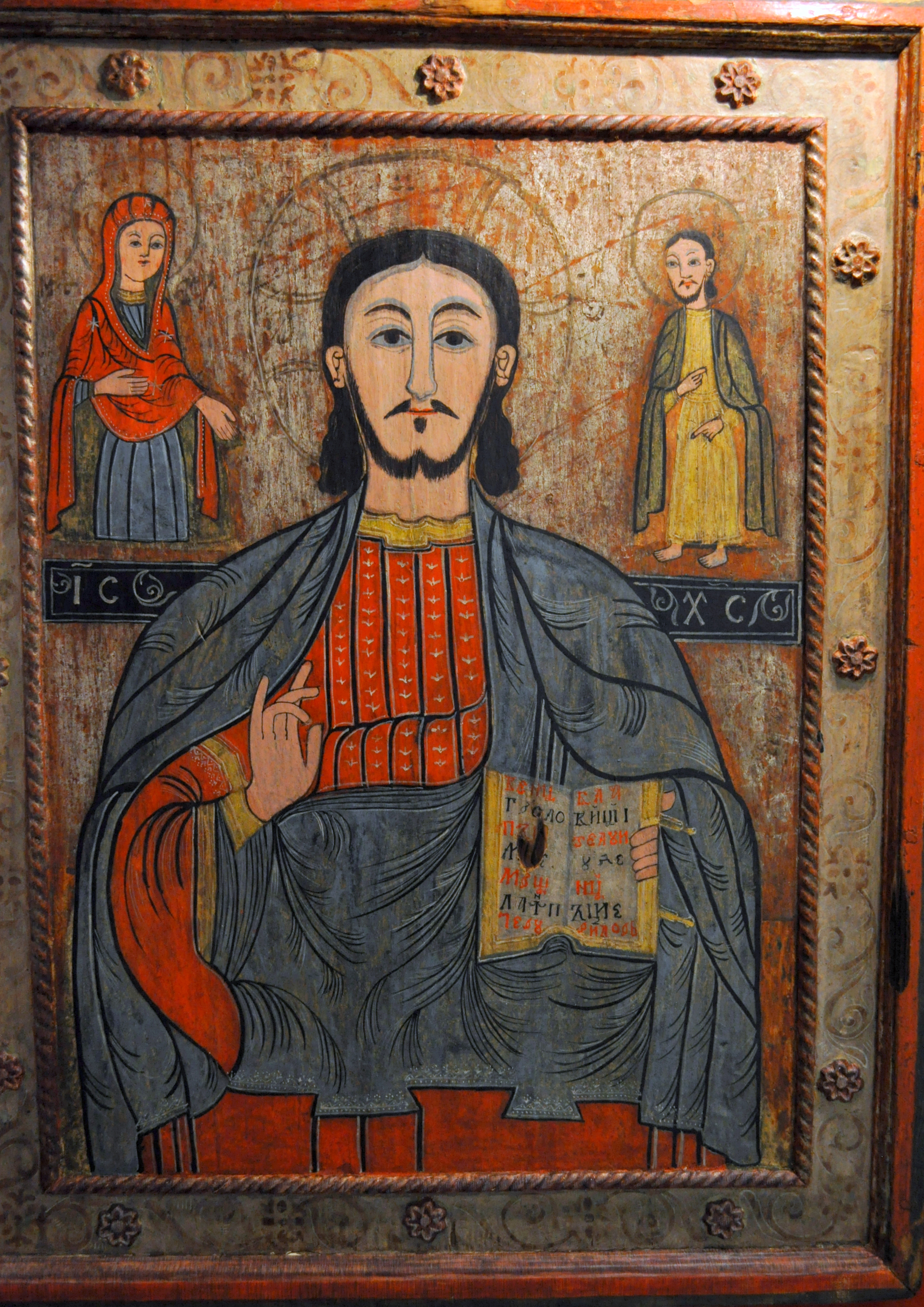
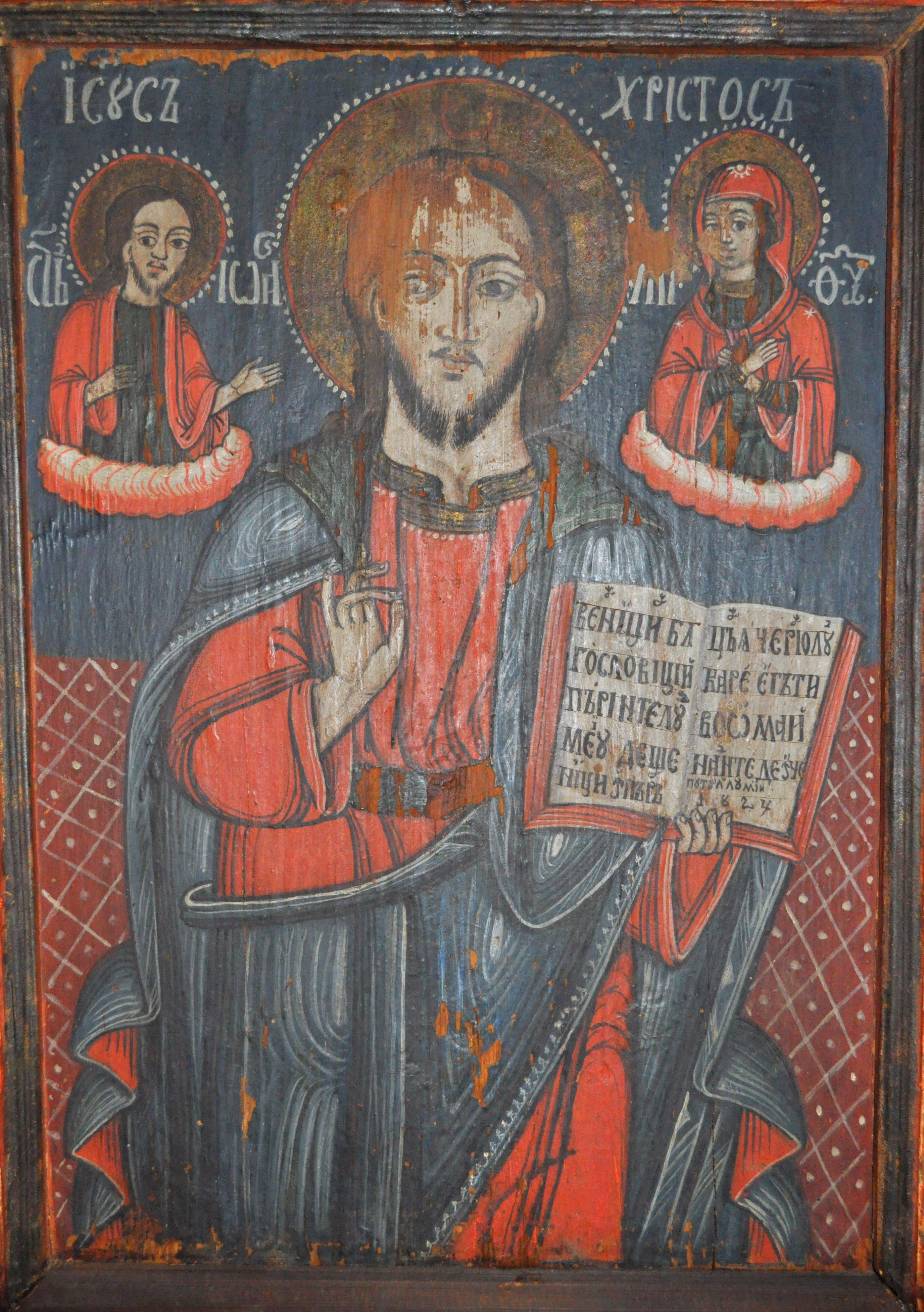
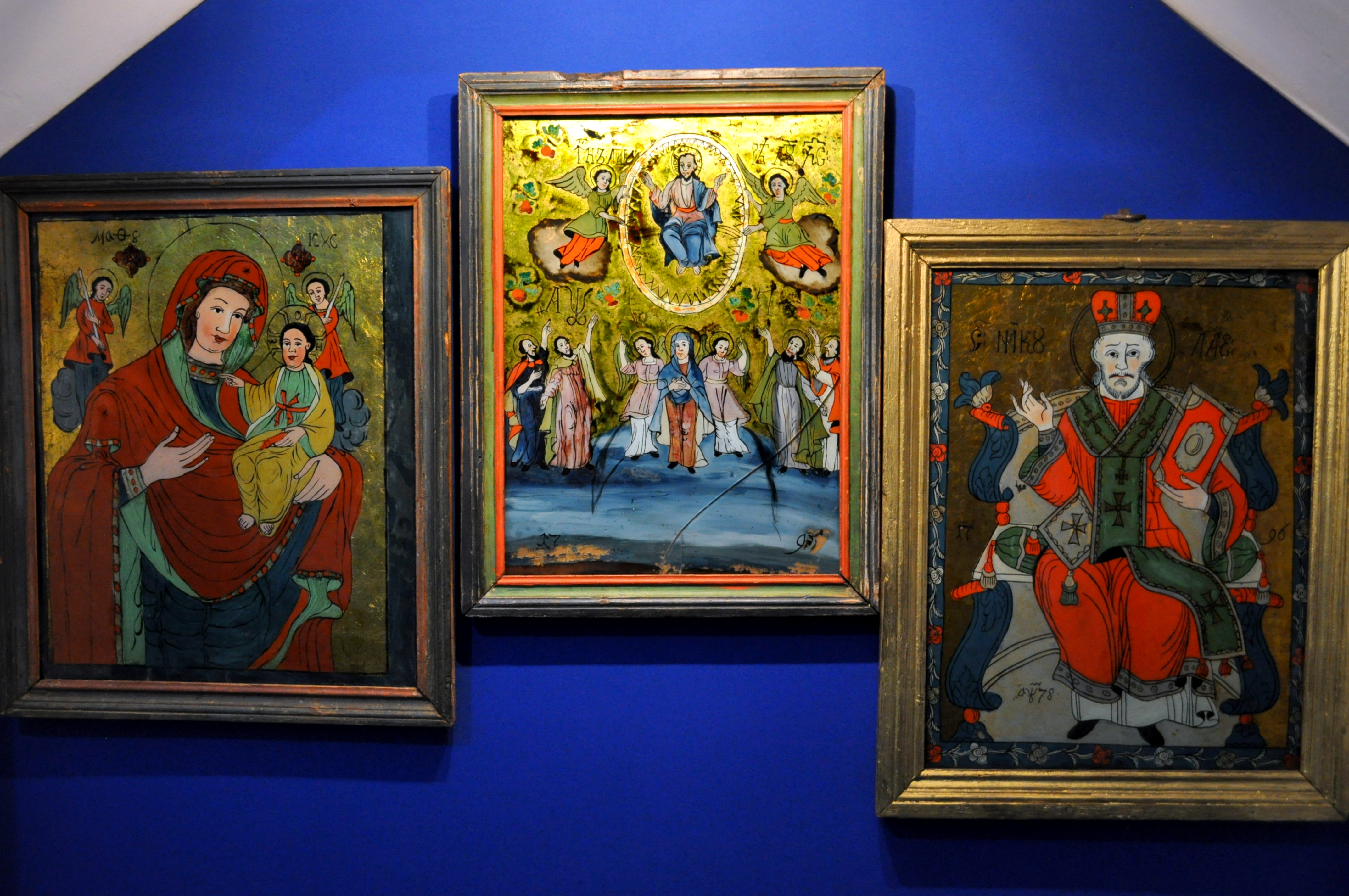
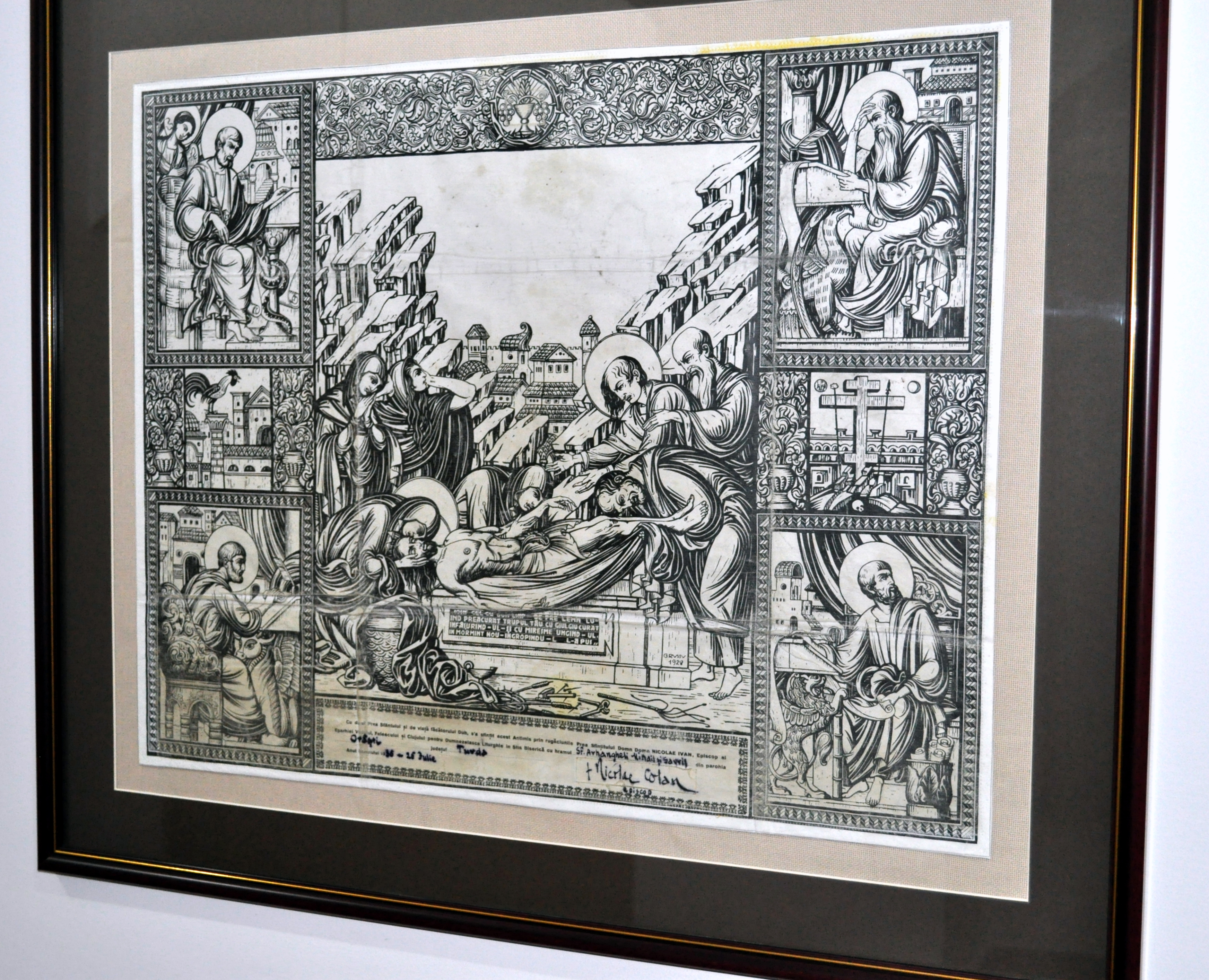
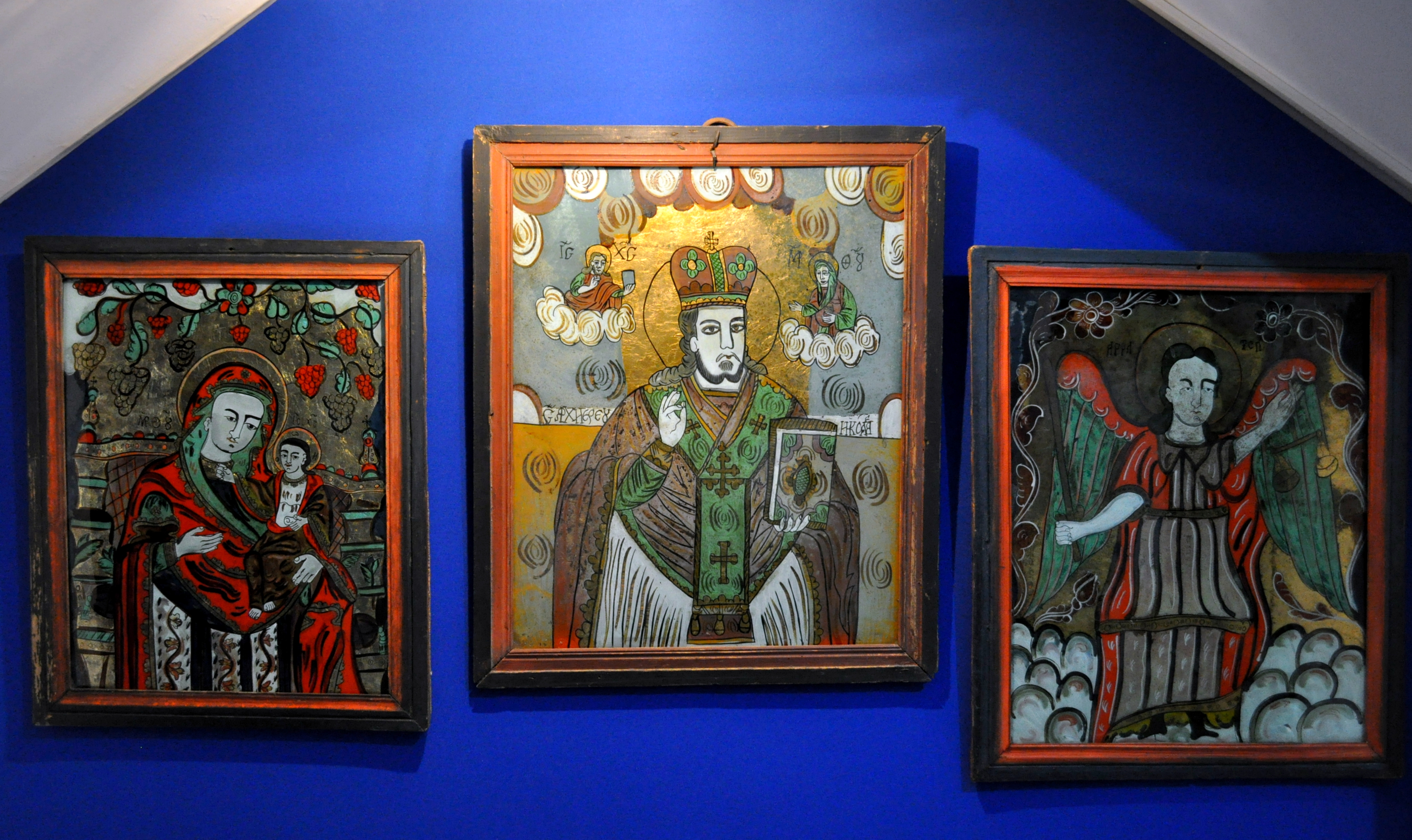
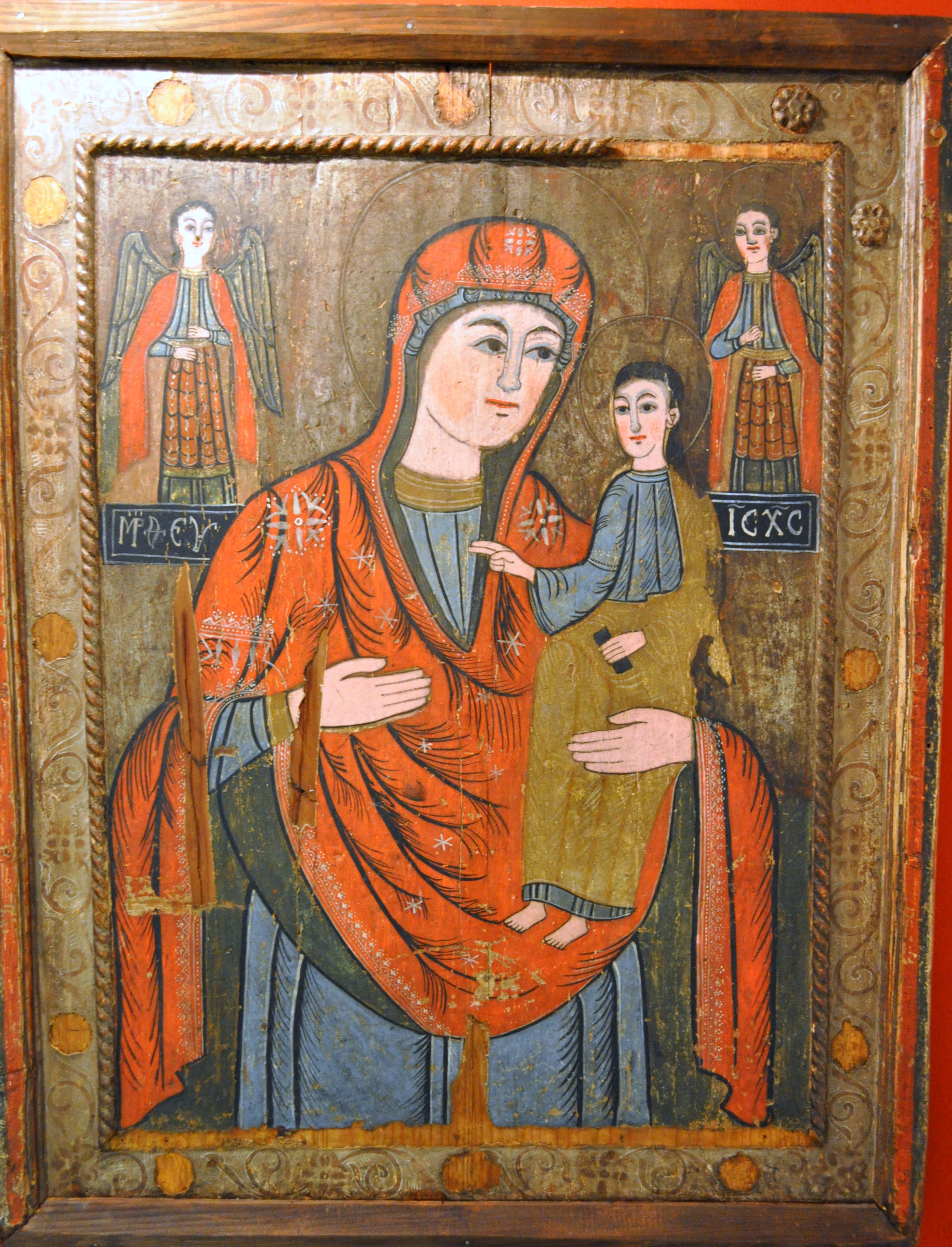
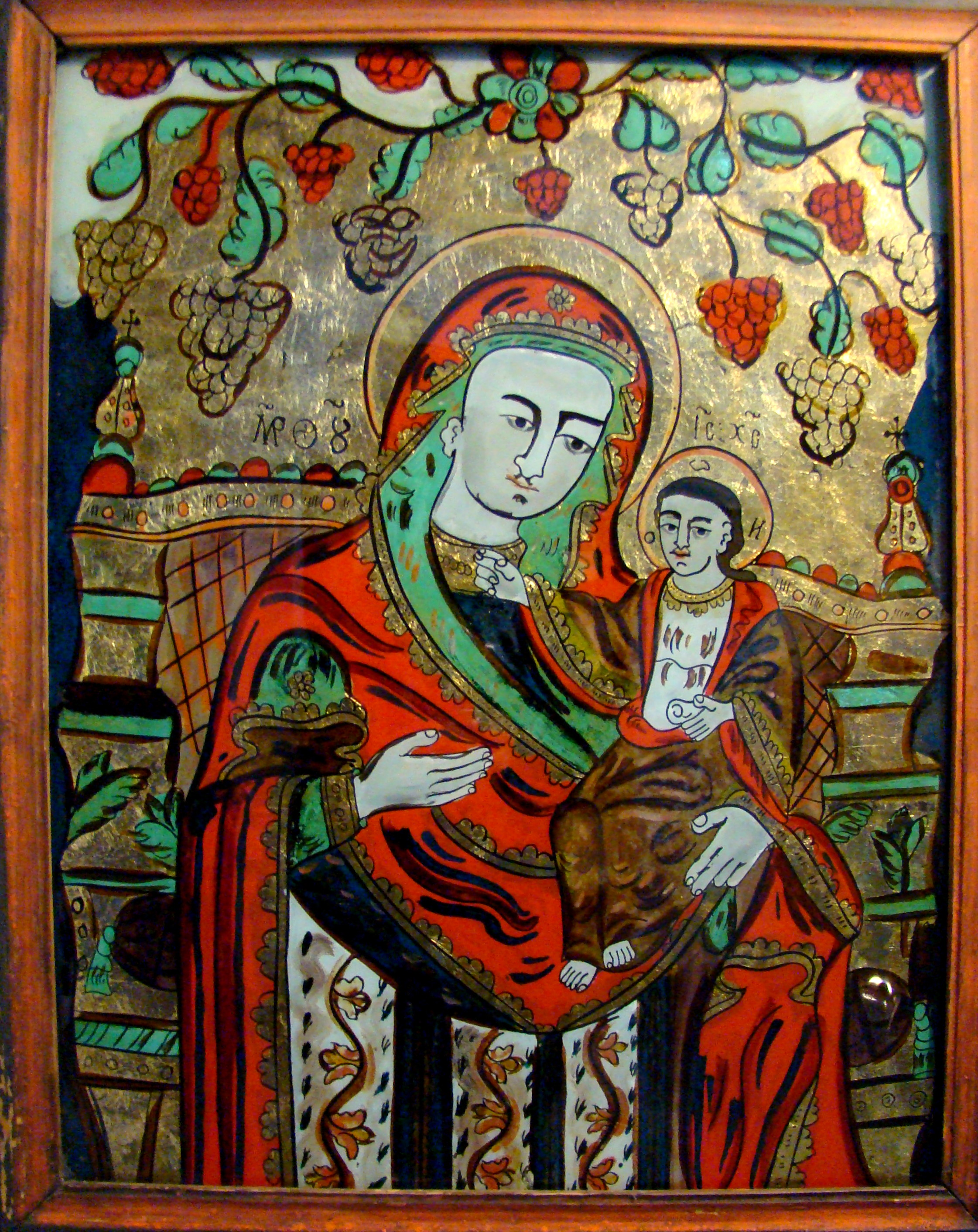
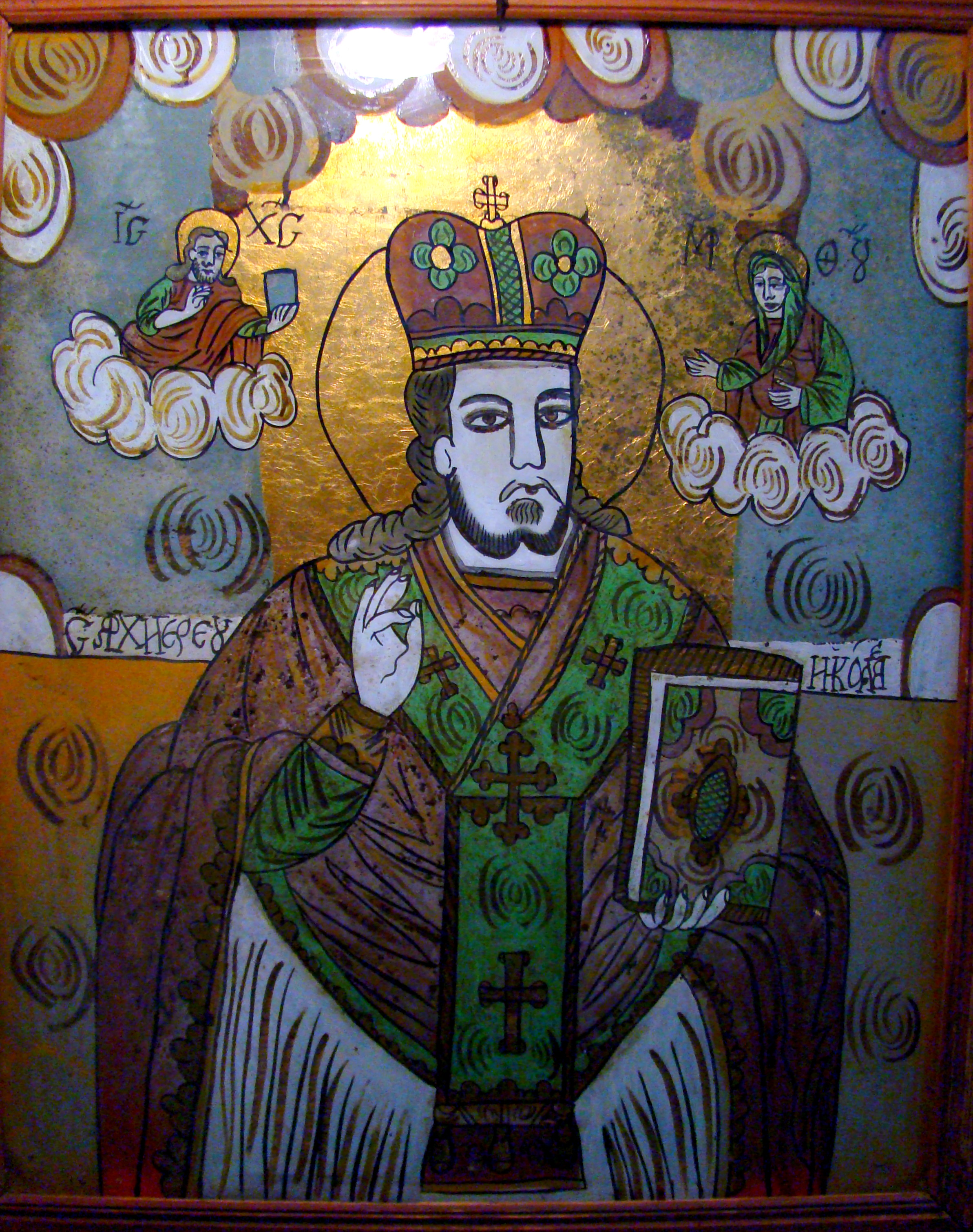
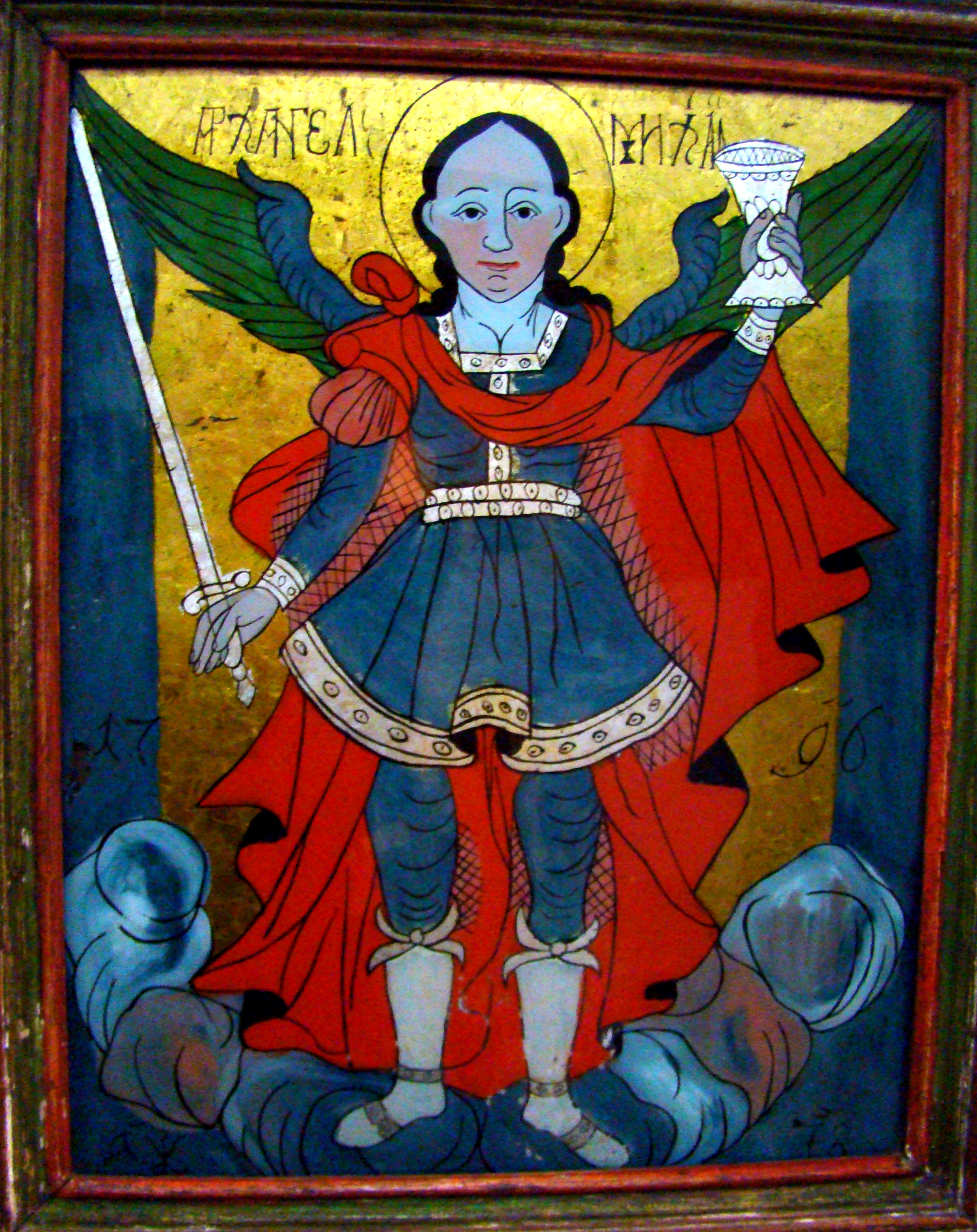
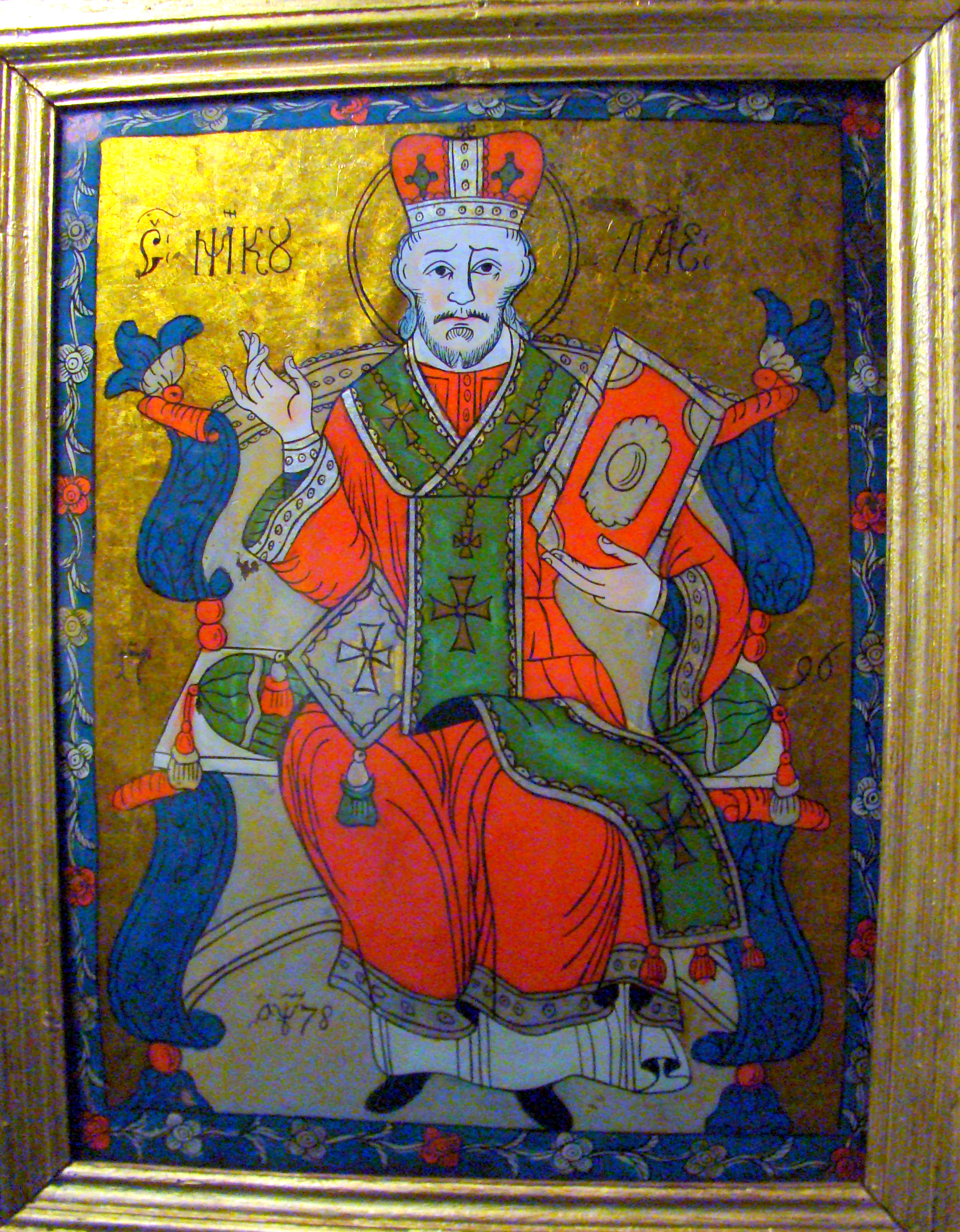
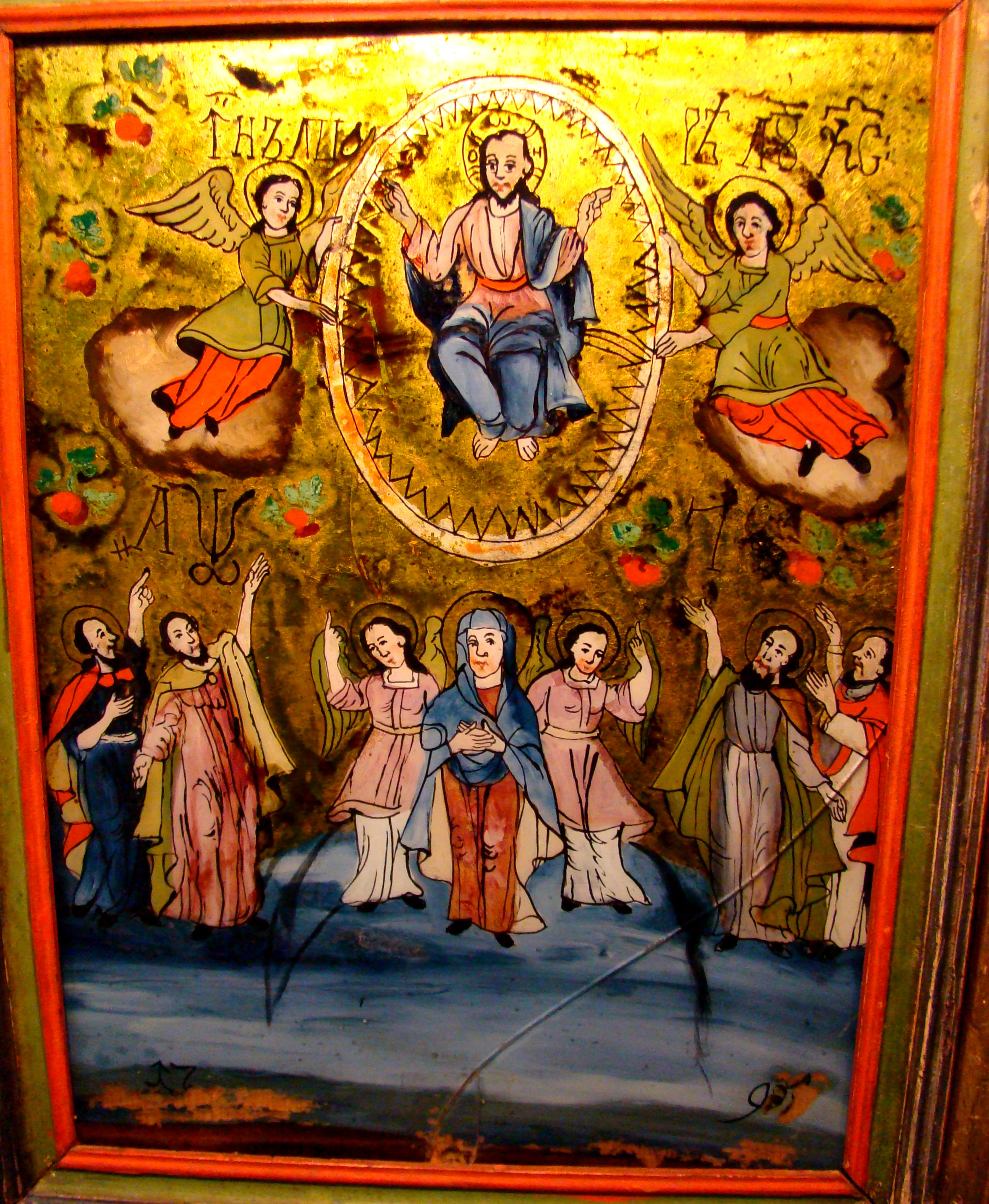
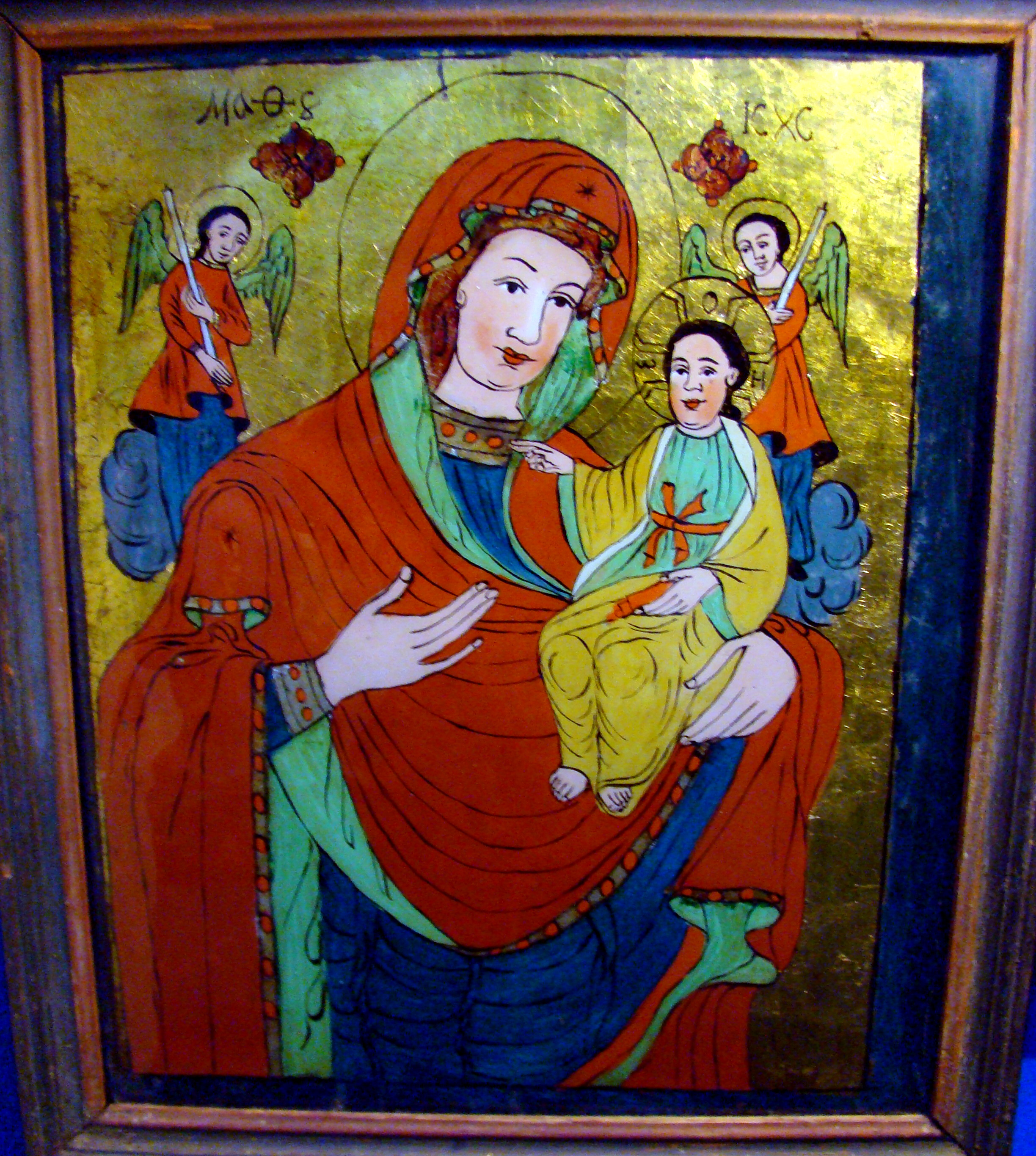
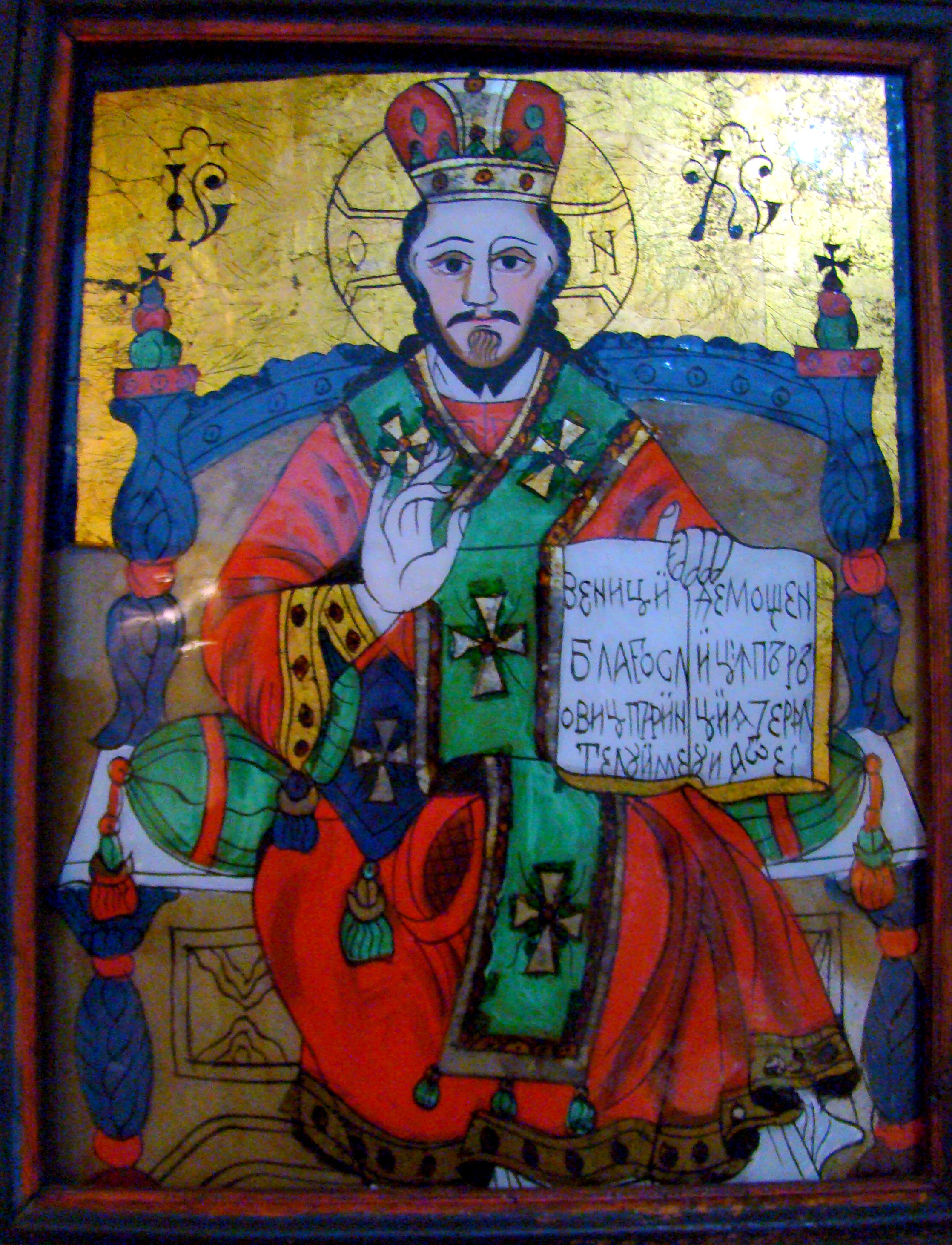
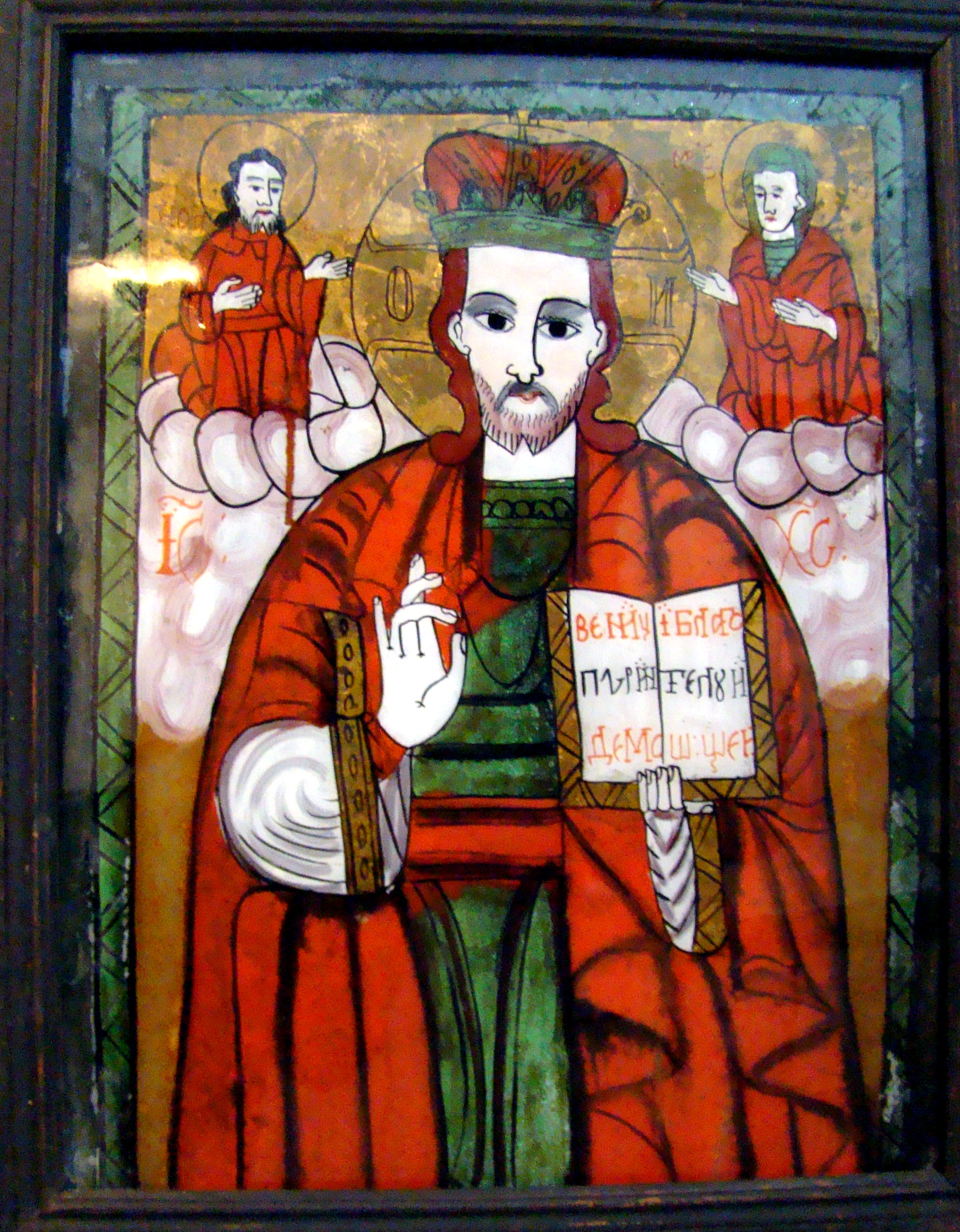
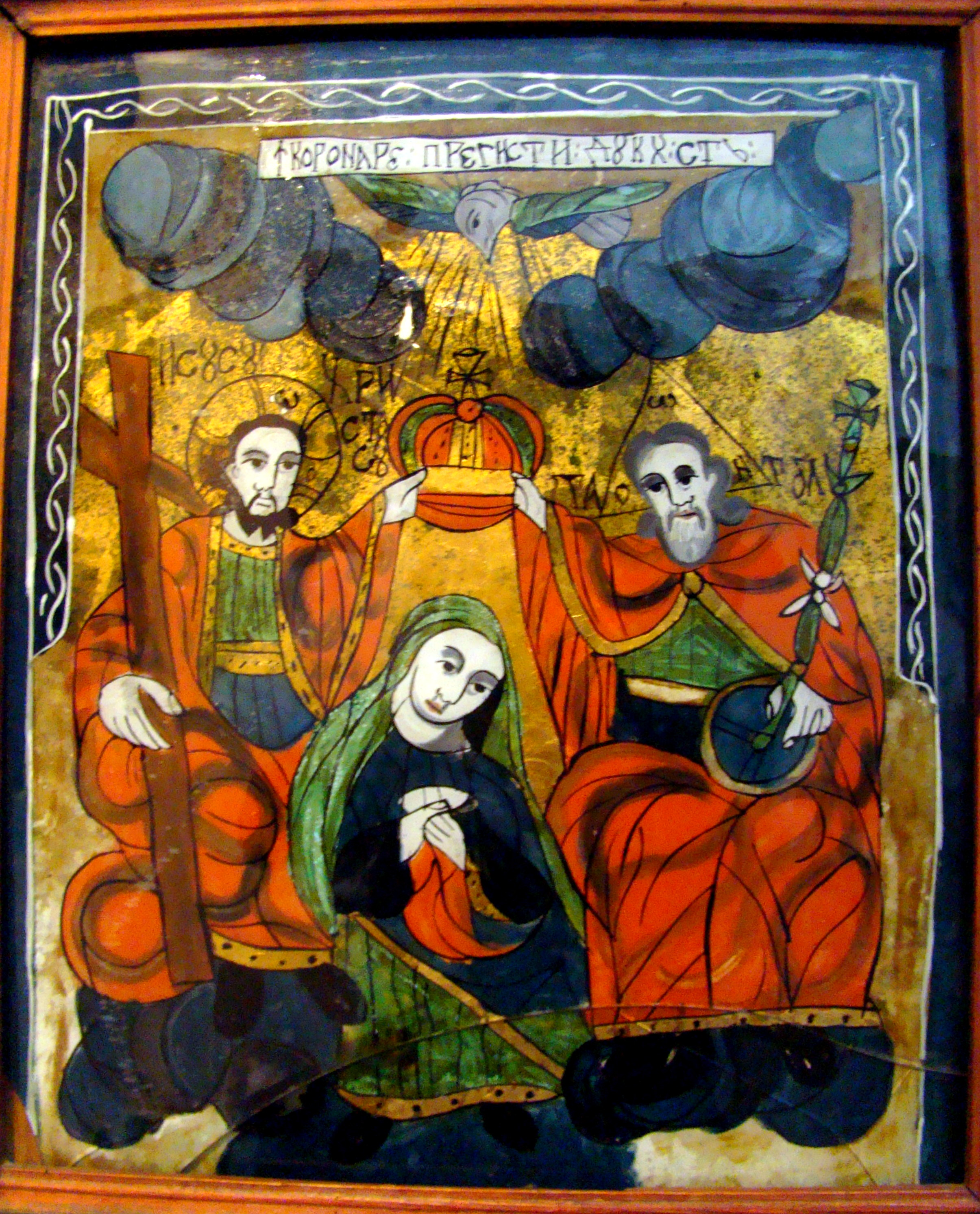
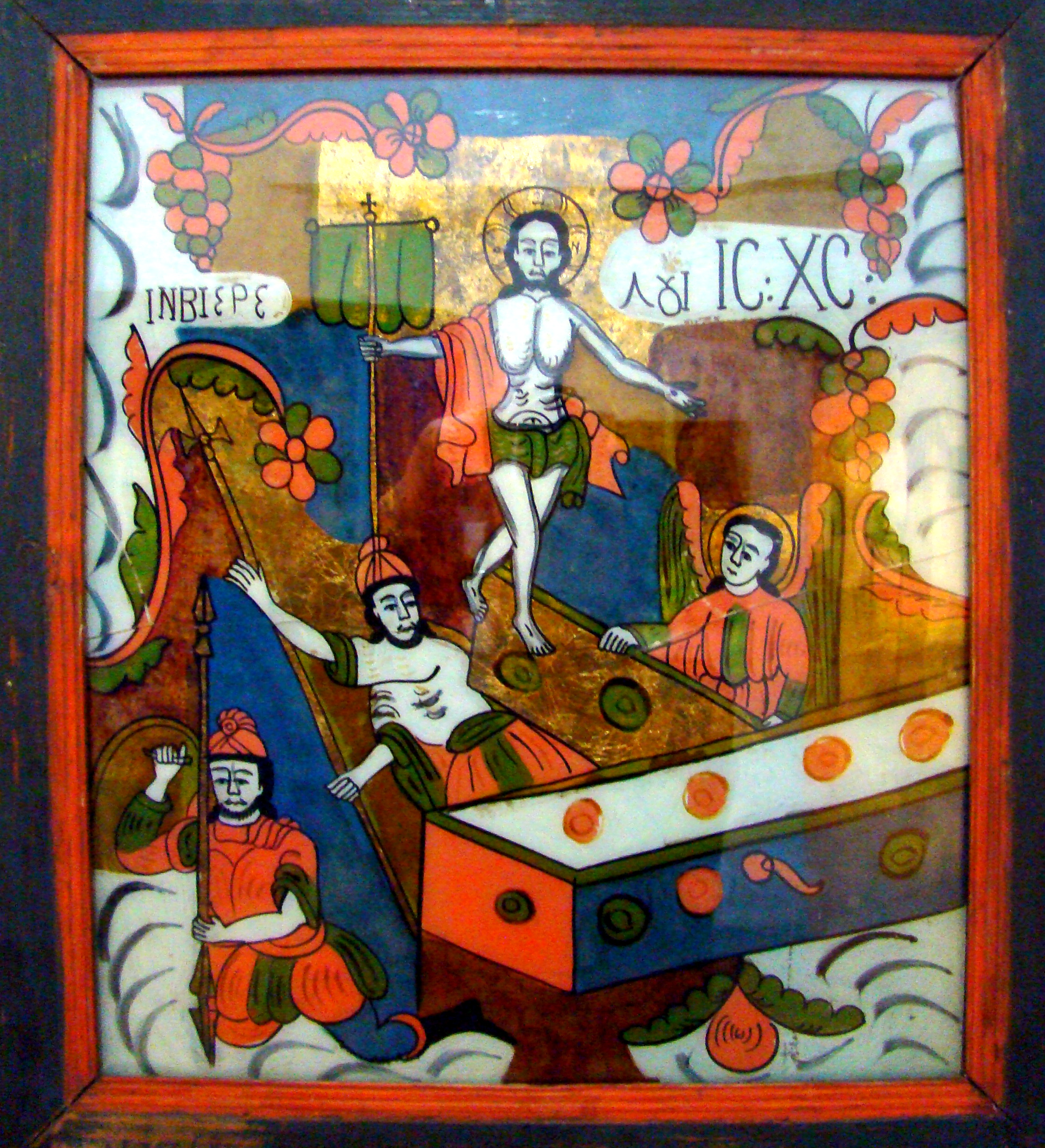
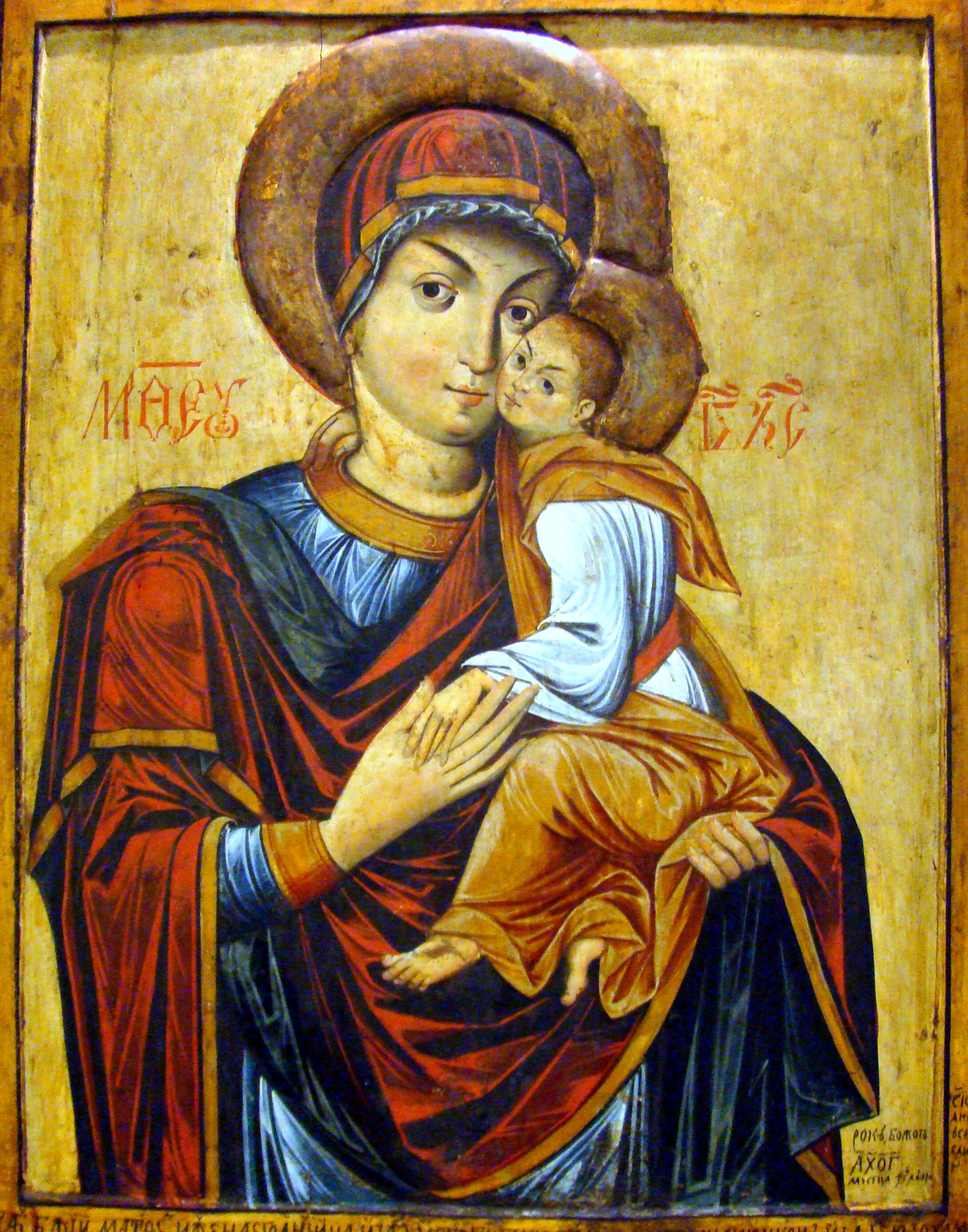
Maica Domnului cu Pruncul, Ilișua, Bistrița-Năsăud (Luca din Iclod, 1673)
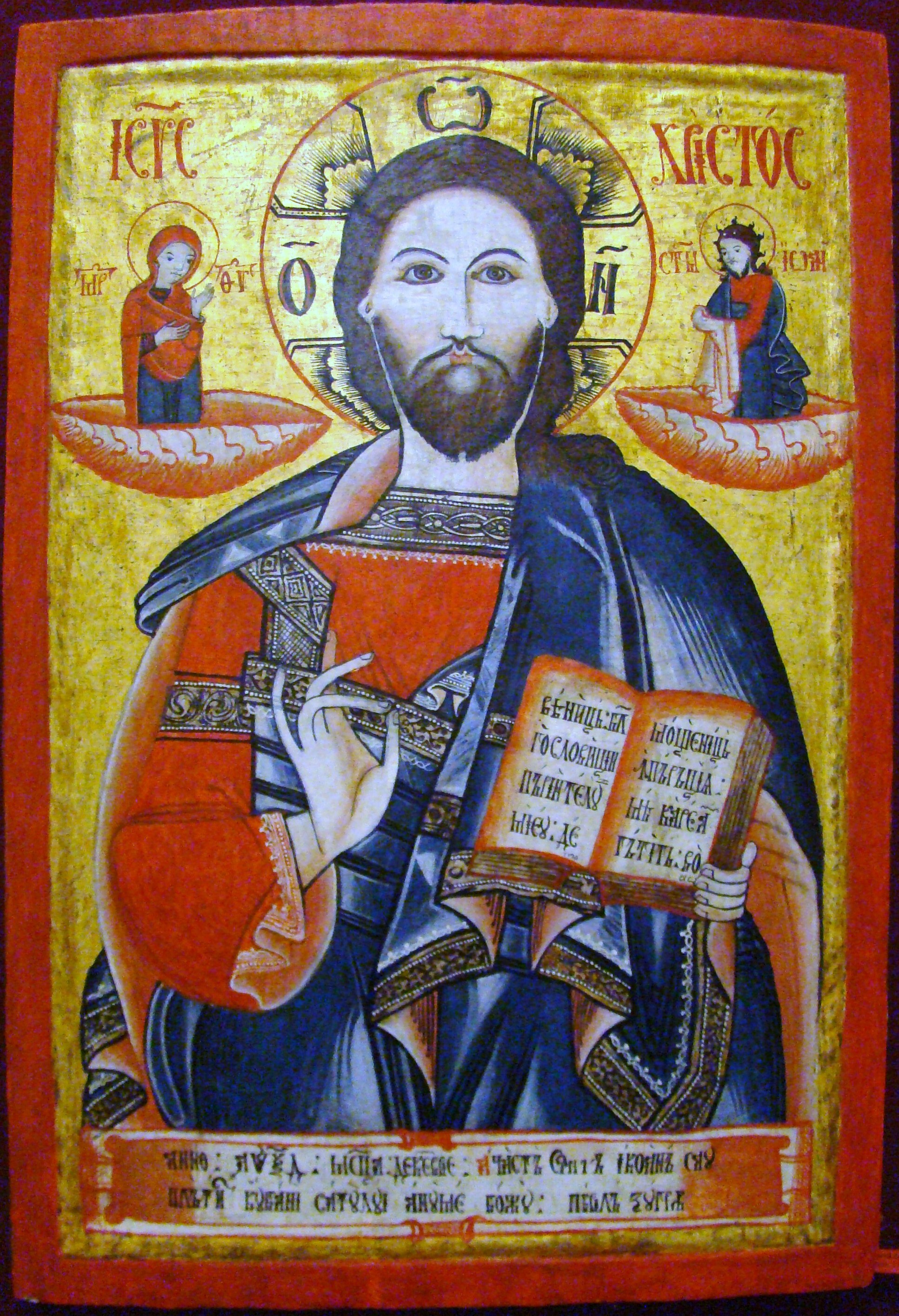
Deisis (Gavril Zugrav, 1761, pentru biserica din Boju)
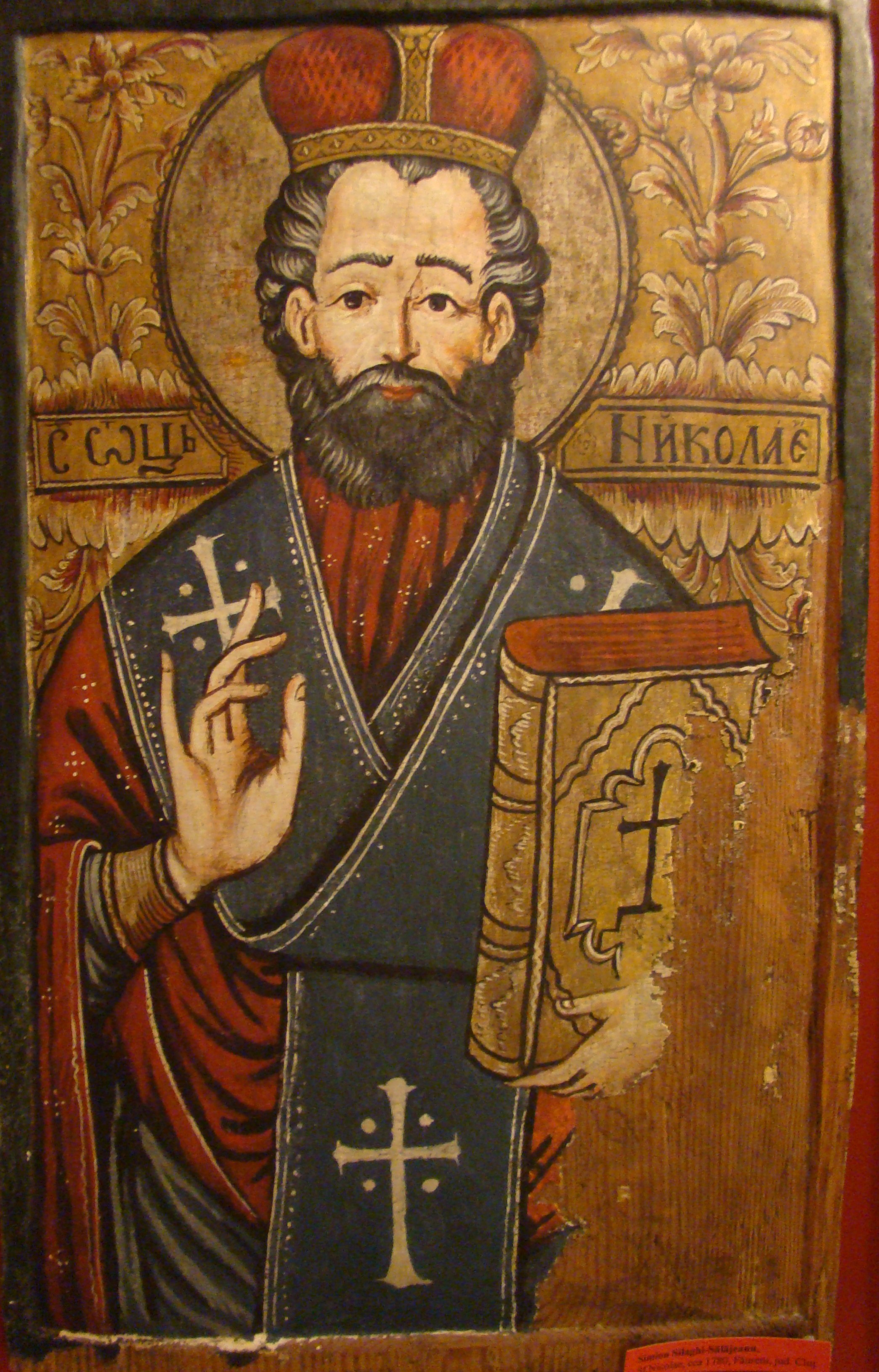
Sfântul Nicolae (cca 1780, icoană de Simion Silaghi pentru biserica din Făureni)
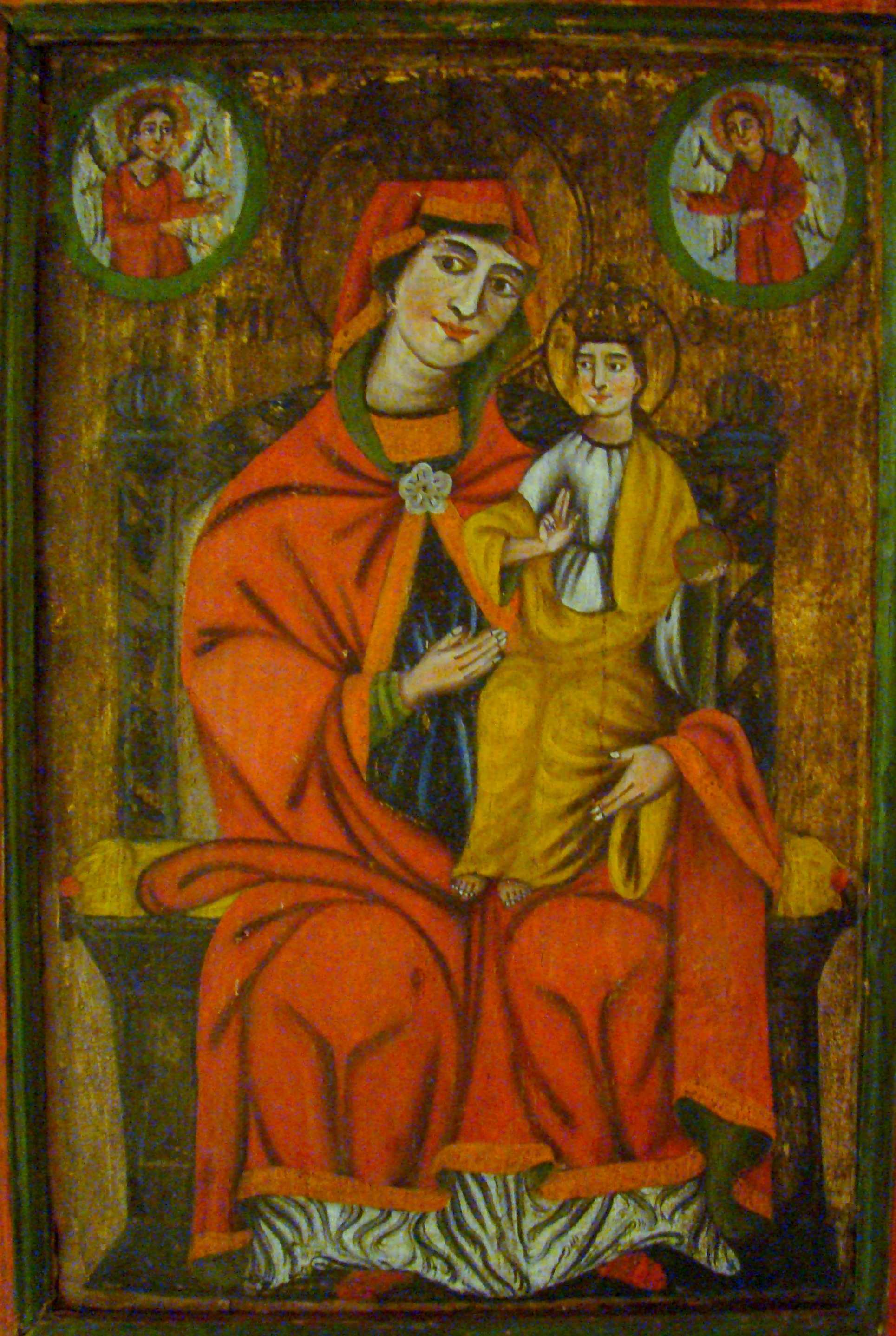
Maica Domnului cu Pruncul pe tron (cca 1760, Mureșenii de Câmpie)
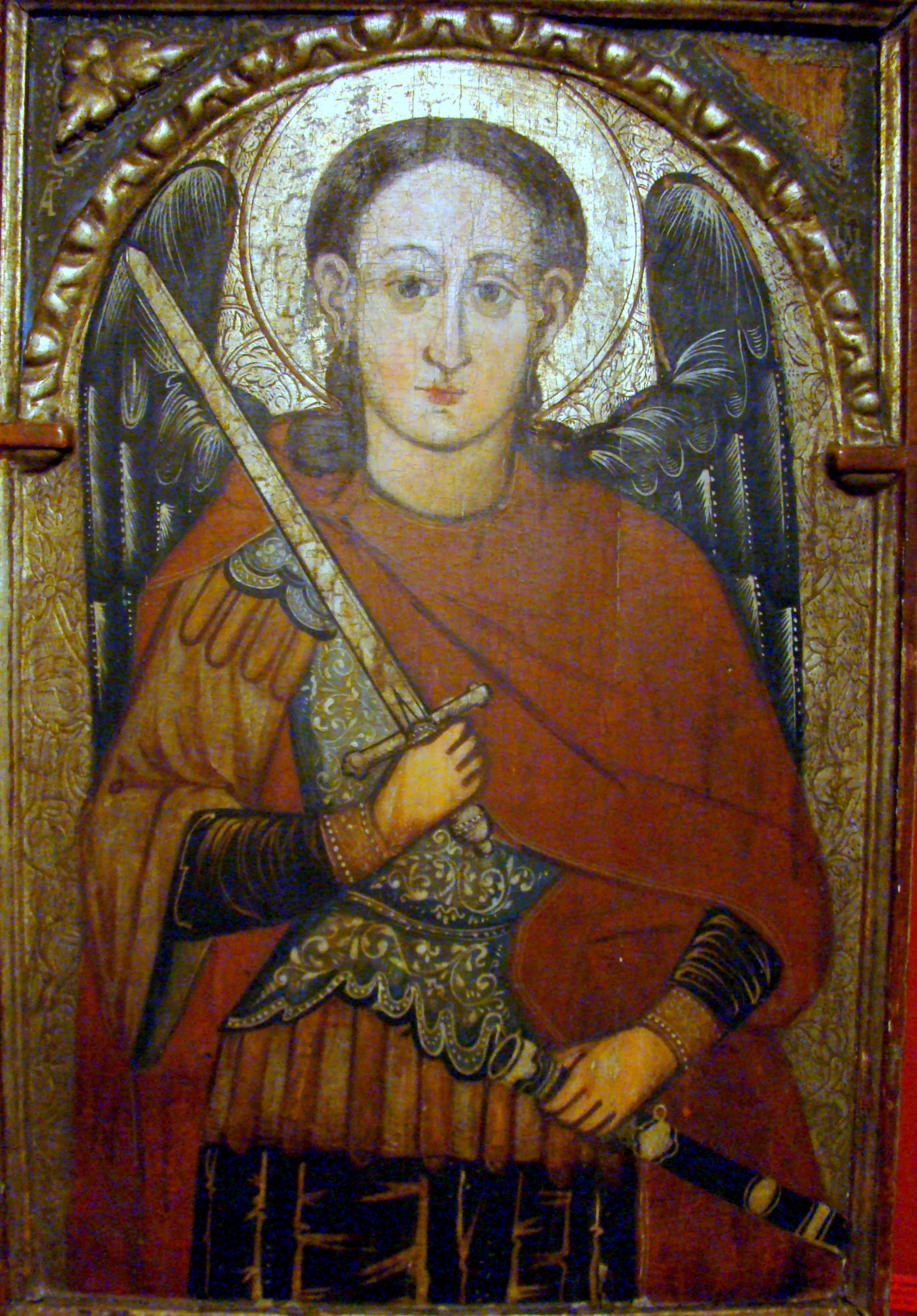
Pictor maramureșan, Arhanghelul Mihail, Rona de Jos, sf. sec. XVII
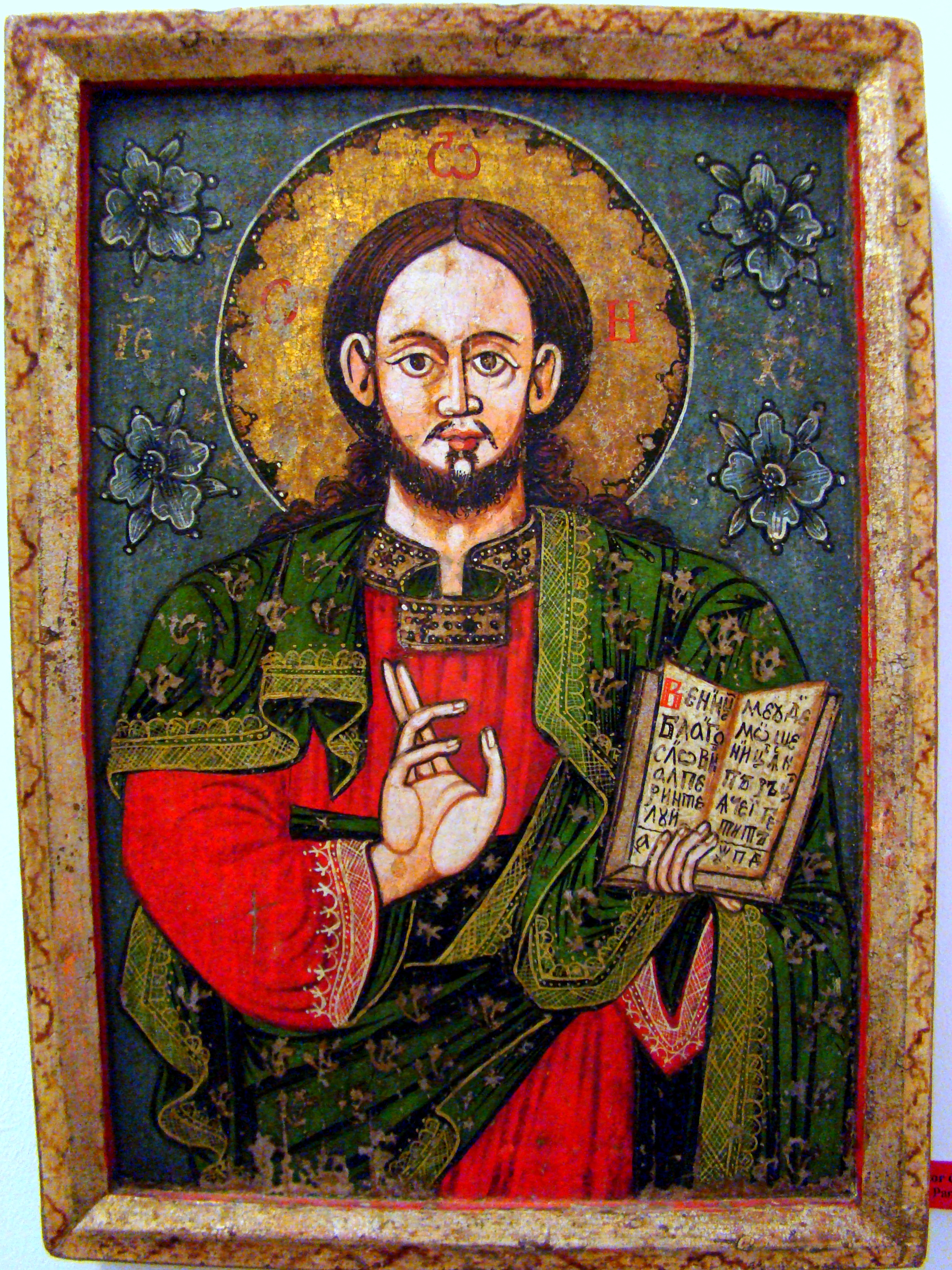
Nistor din Feleac, Iisus Pantocrator, 1784
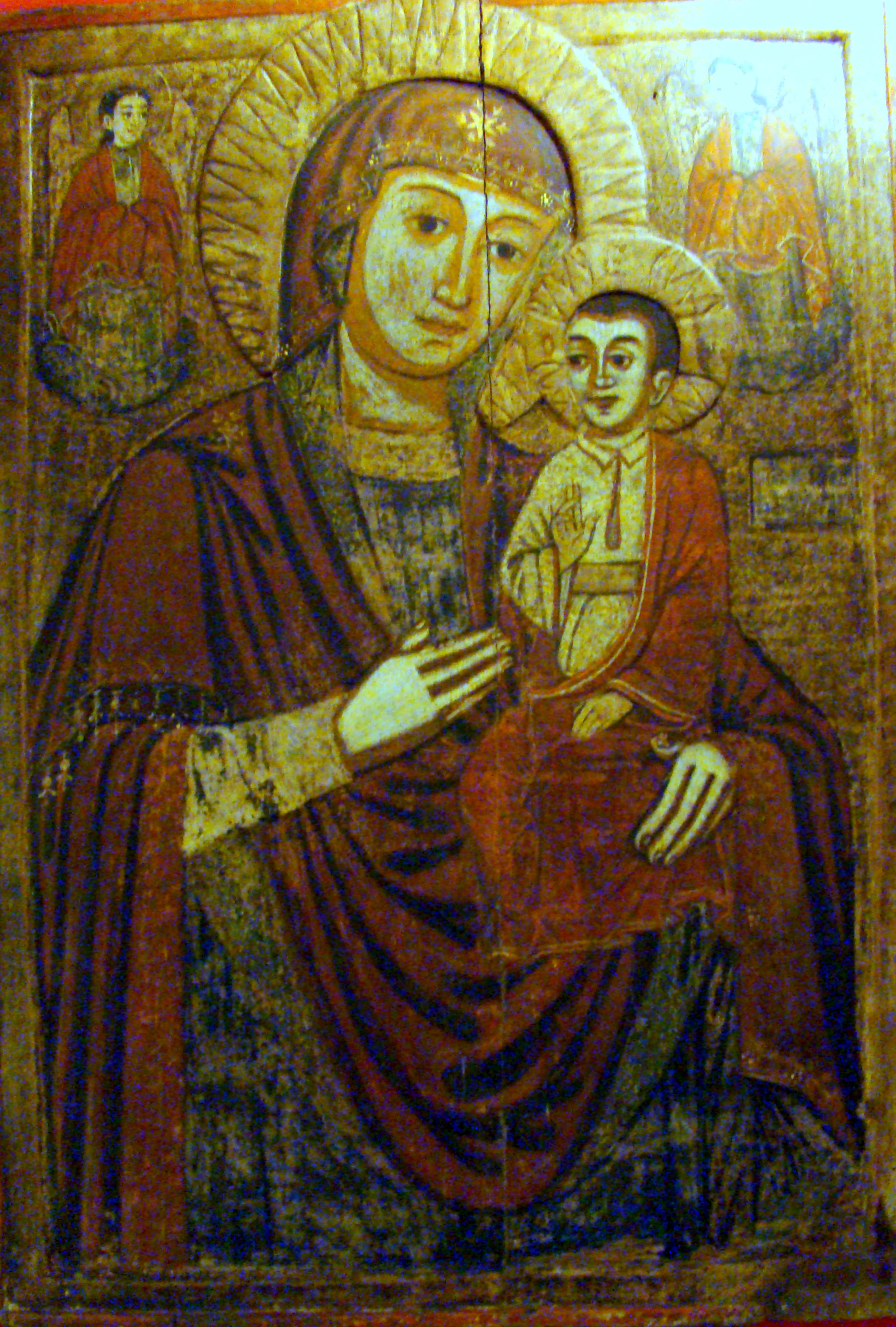
Andrei din Cornești, Maica Domnului cu Pruncul, cca 1740
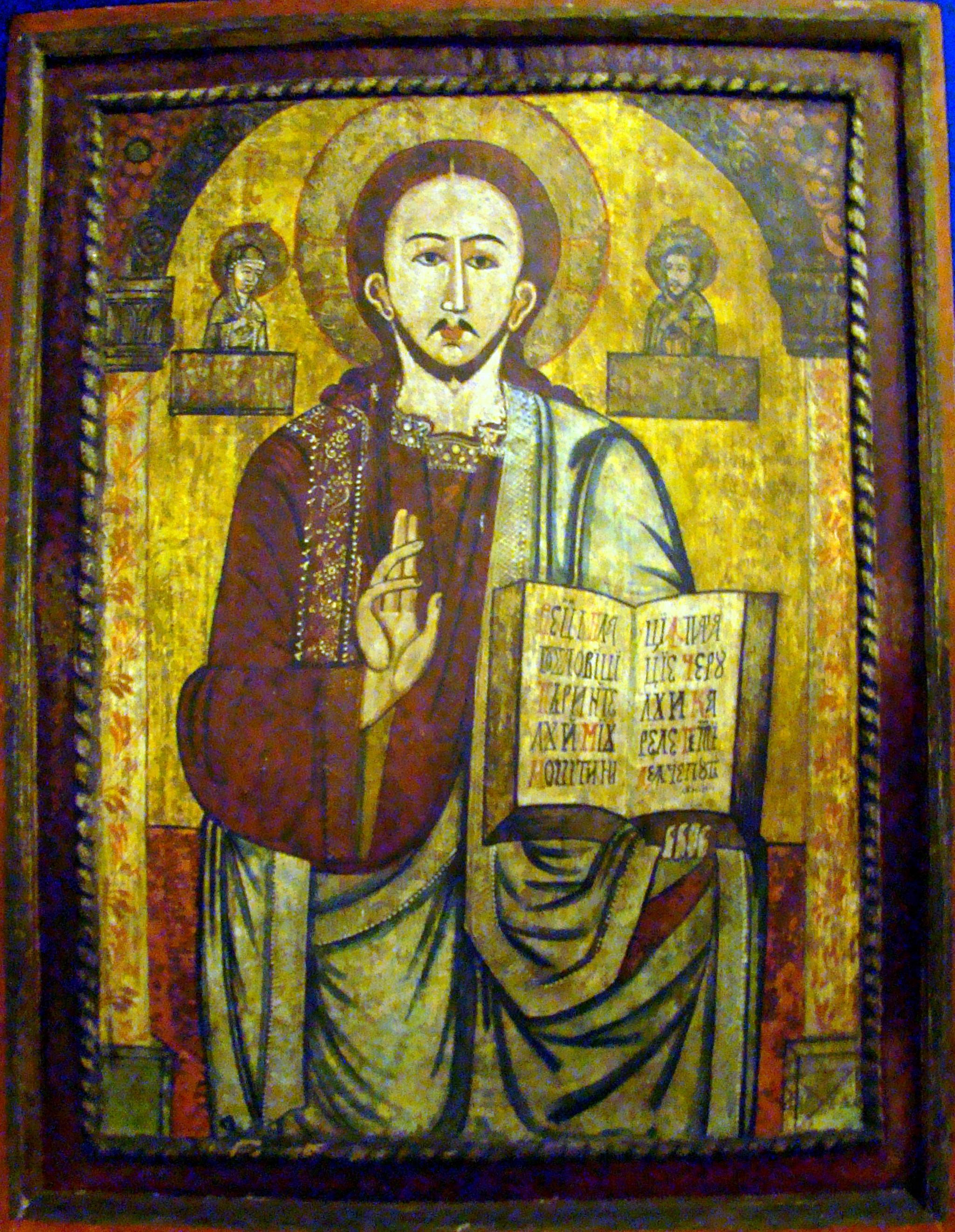
Andrei din Cornești, Deisis, cca 1740
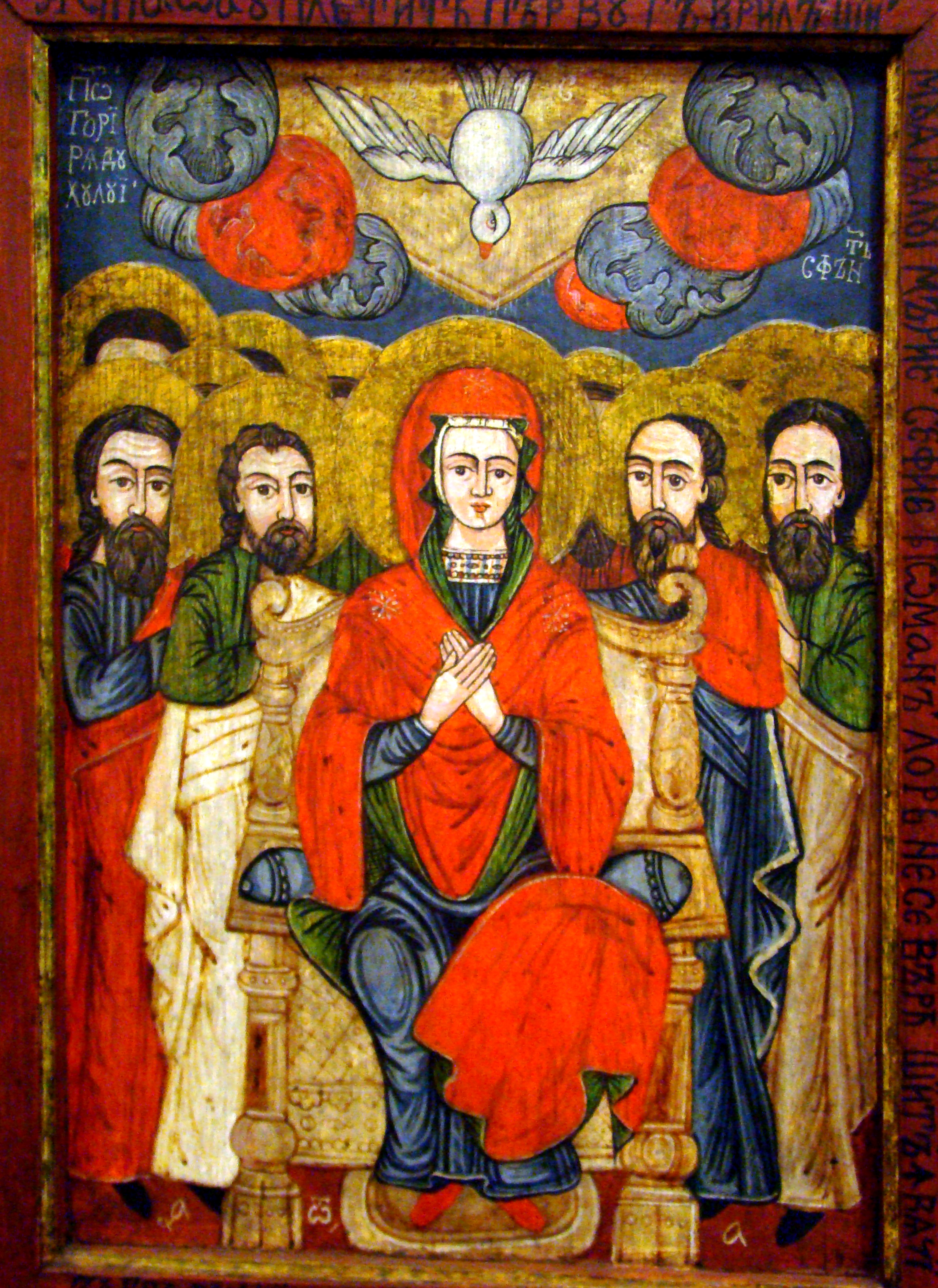
Nistor din Feleac, Pogorârea Sfântului Duh, 1801
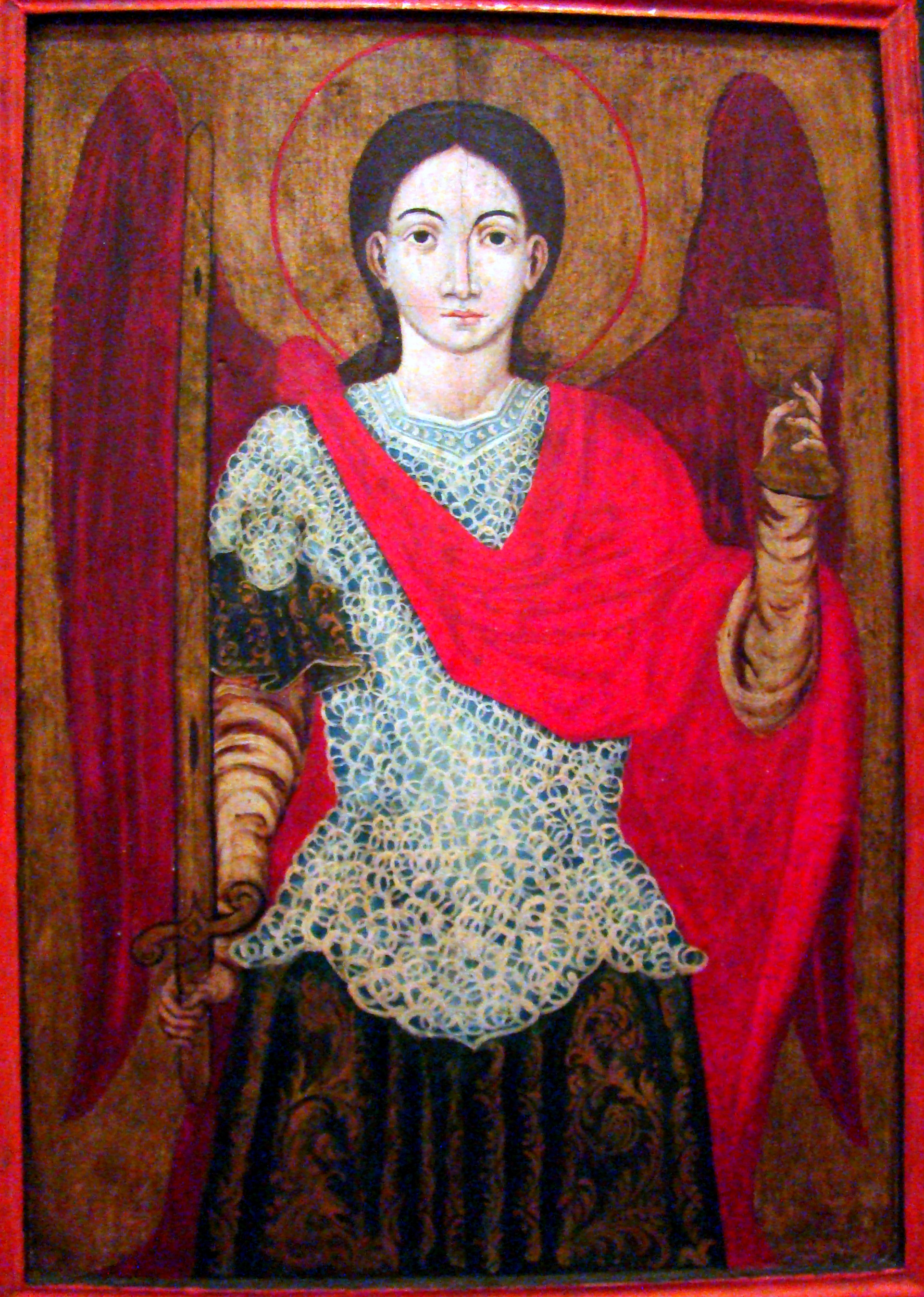
Simion Silaghi-Sălăjeanu, Arhanghelul Mihail, cca 1780
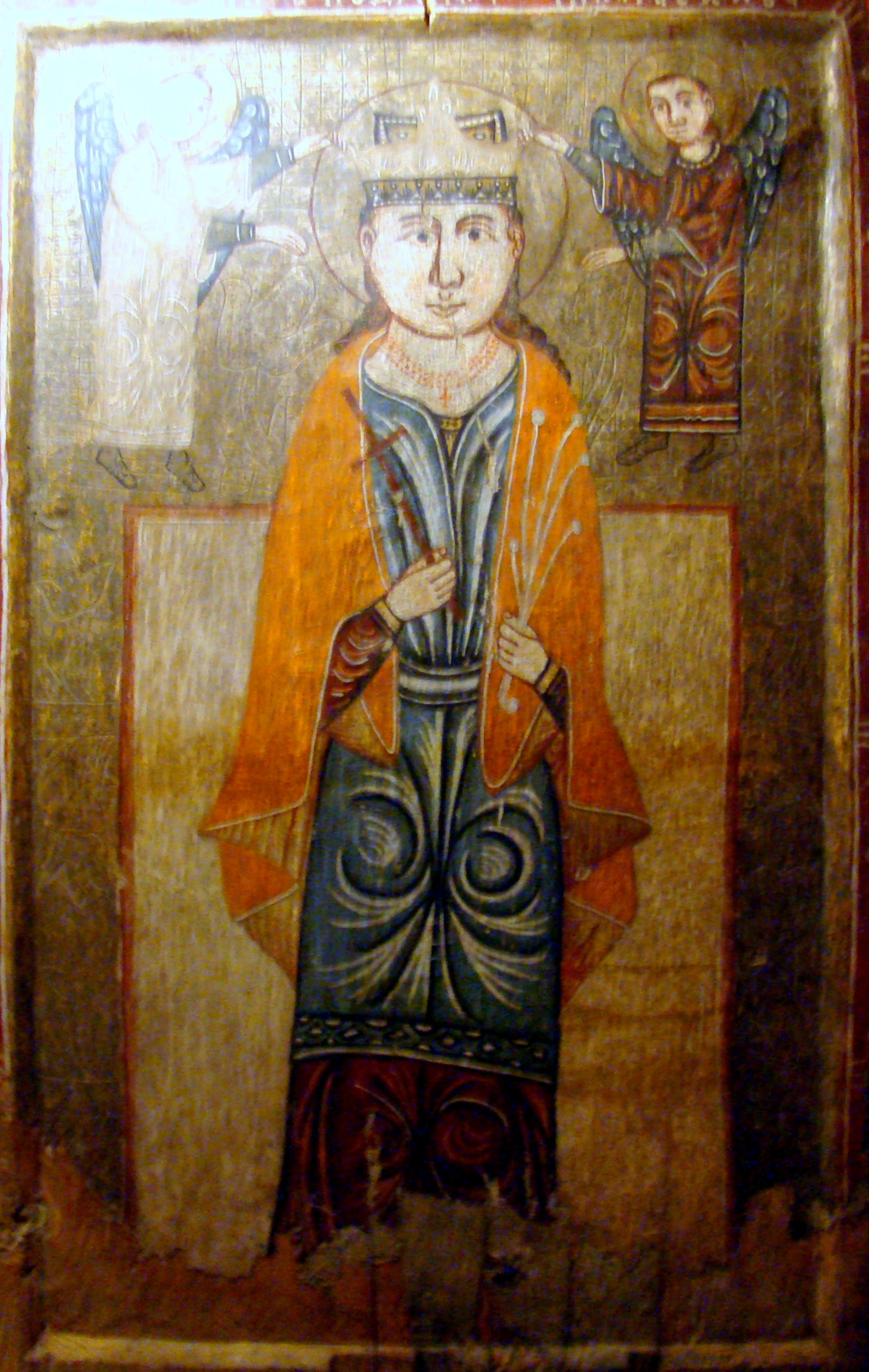
Radu Muntean, Cuvioasa Paraschiva, cca 1794, Rugășești
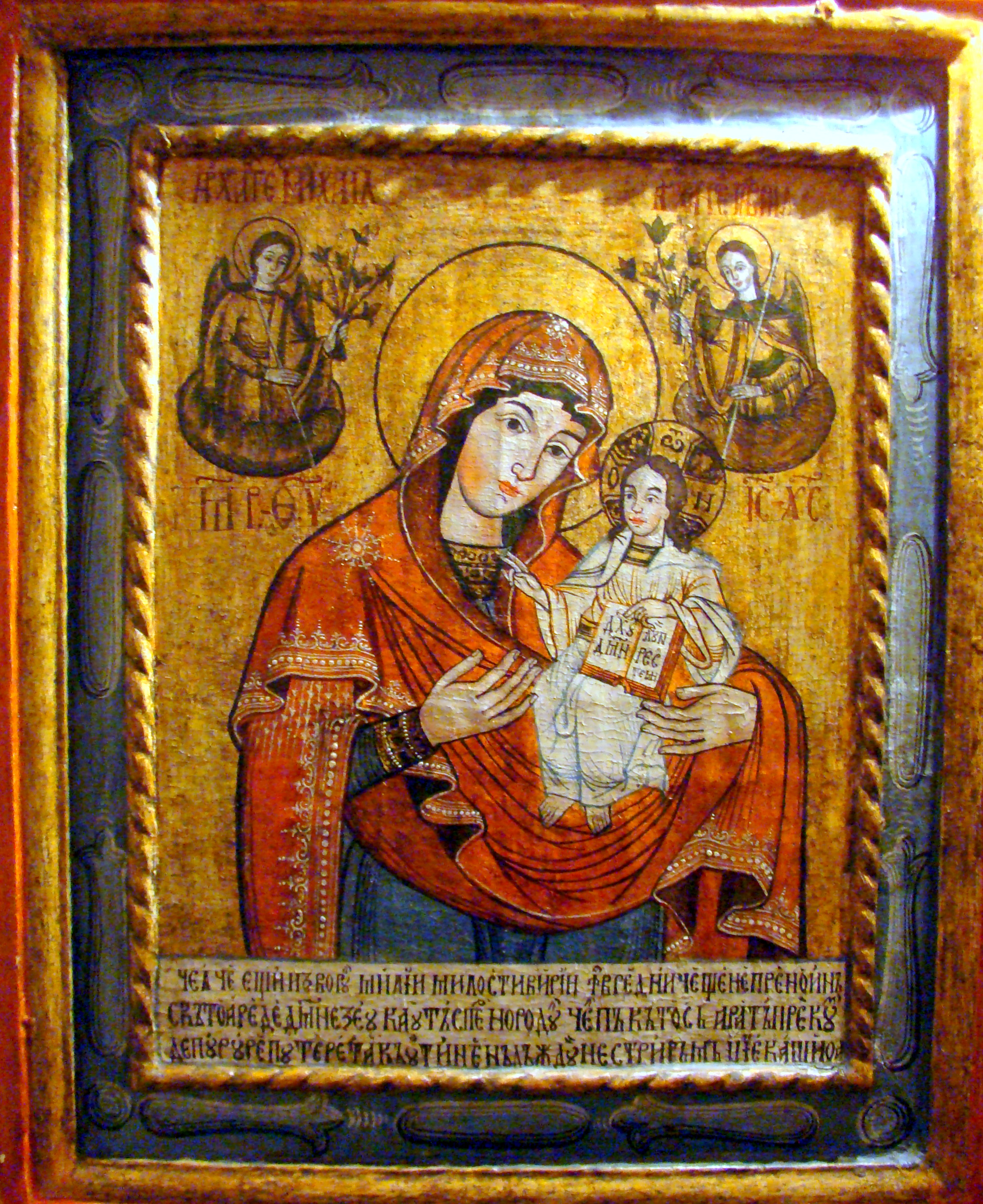
Popa Ștefan zugrav, Maica Domnului cu Pruncul, 1774
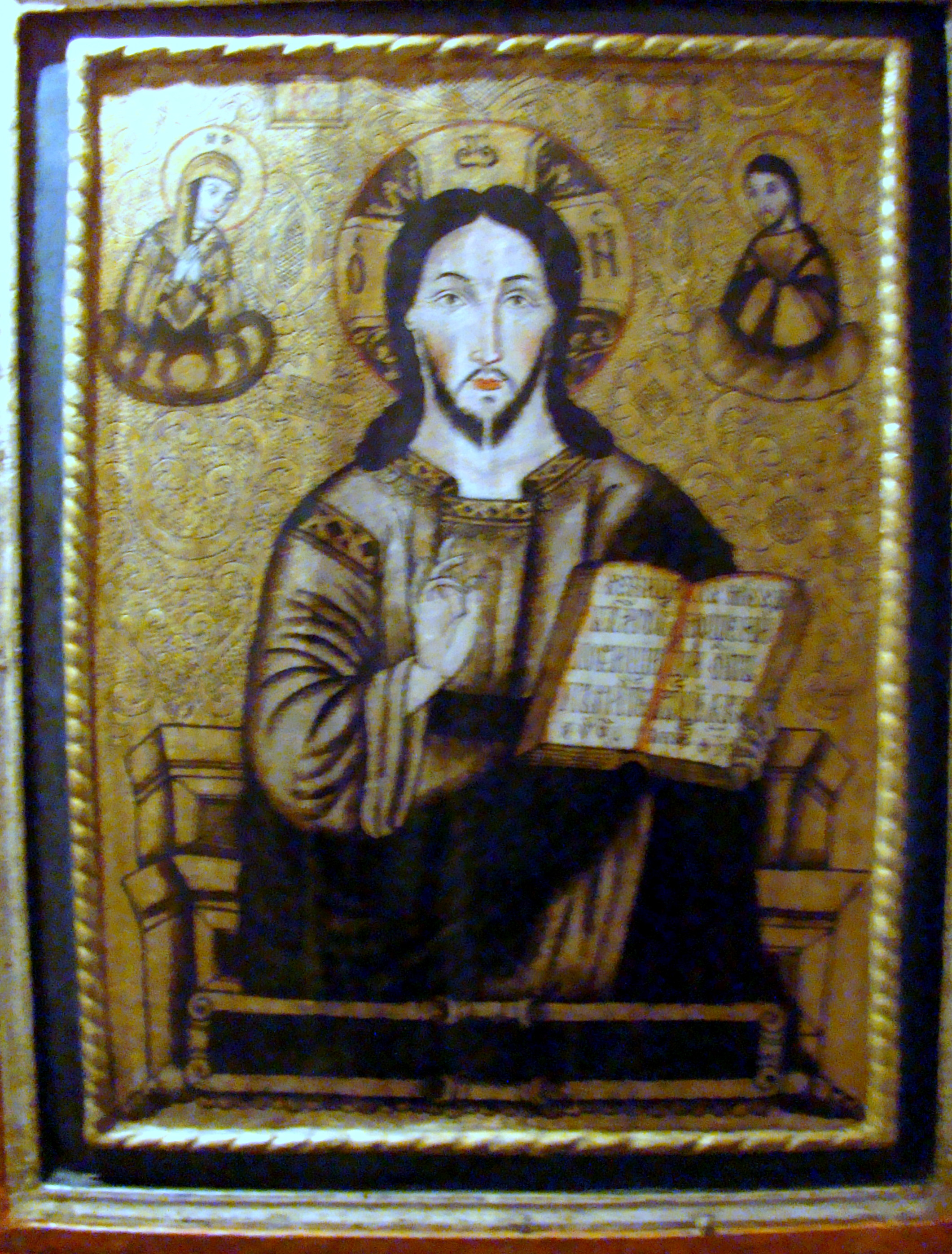
Popa Ștefan zugrav, Deisis, 1774

## Sala ierarhilor

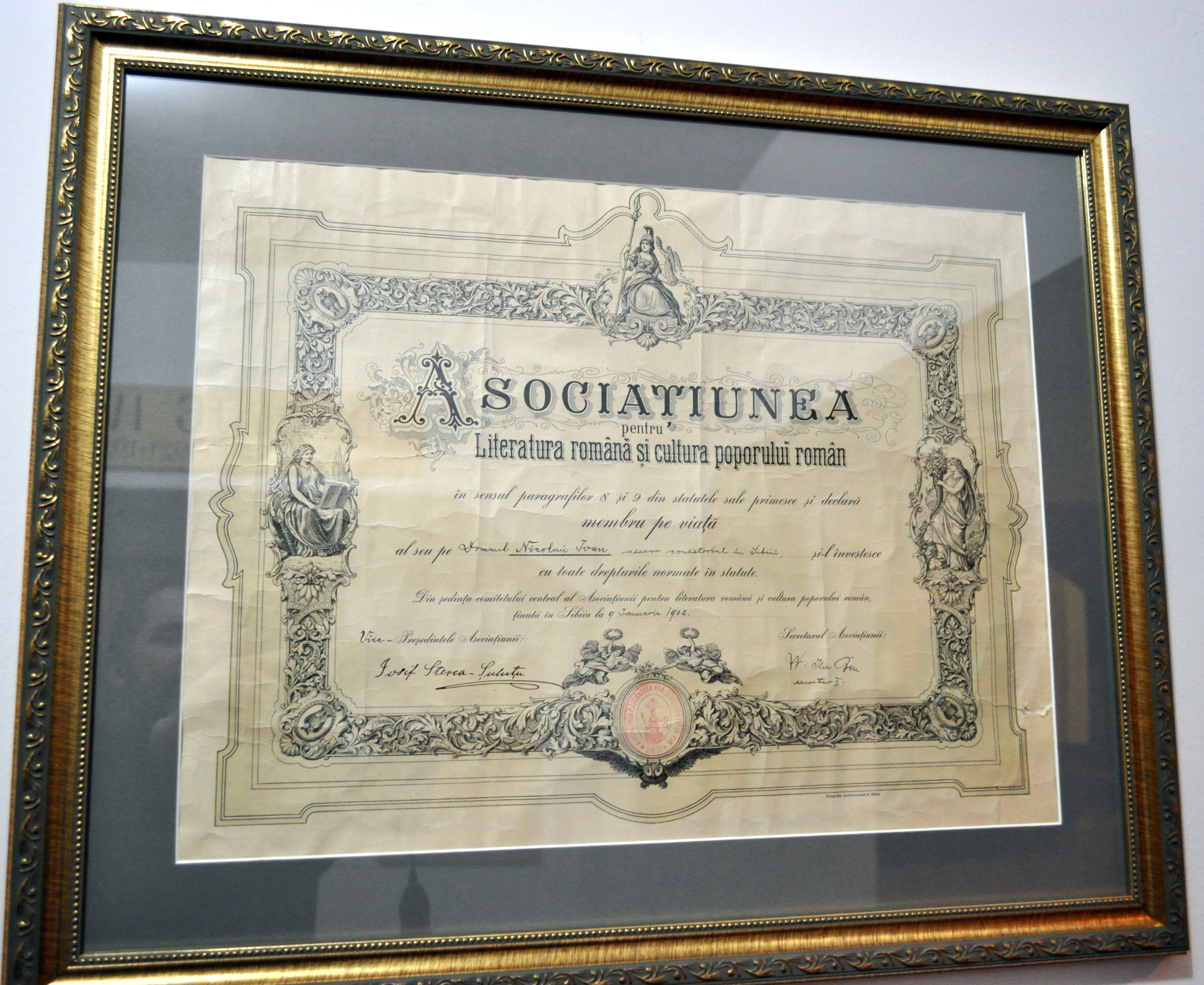
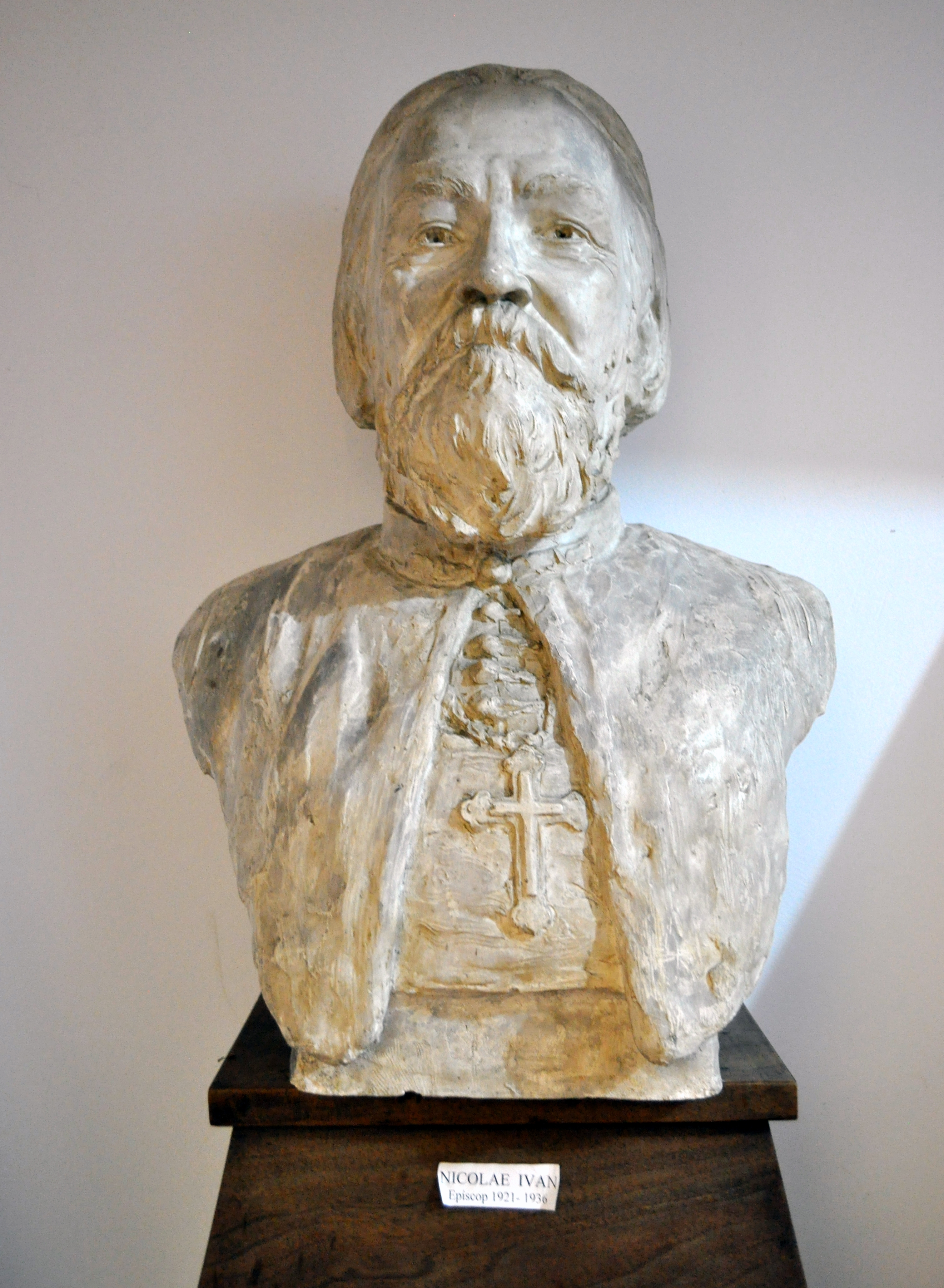
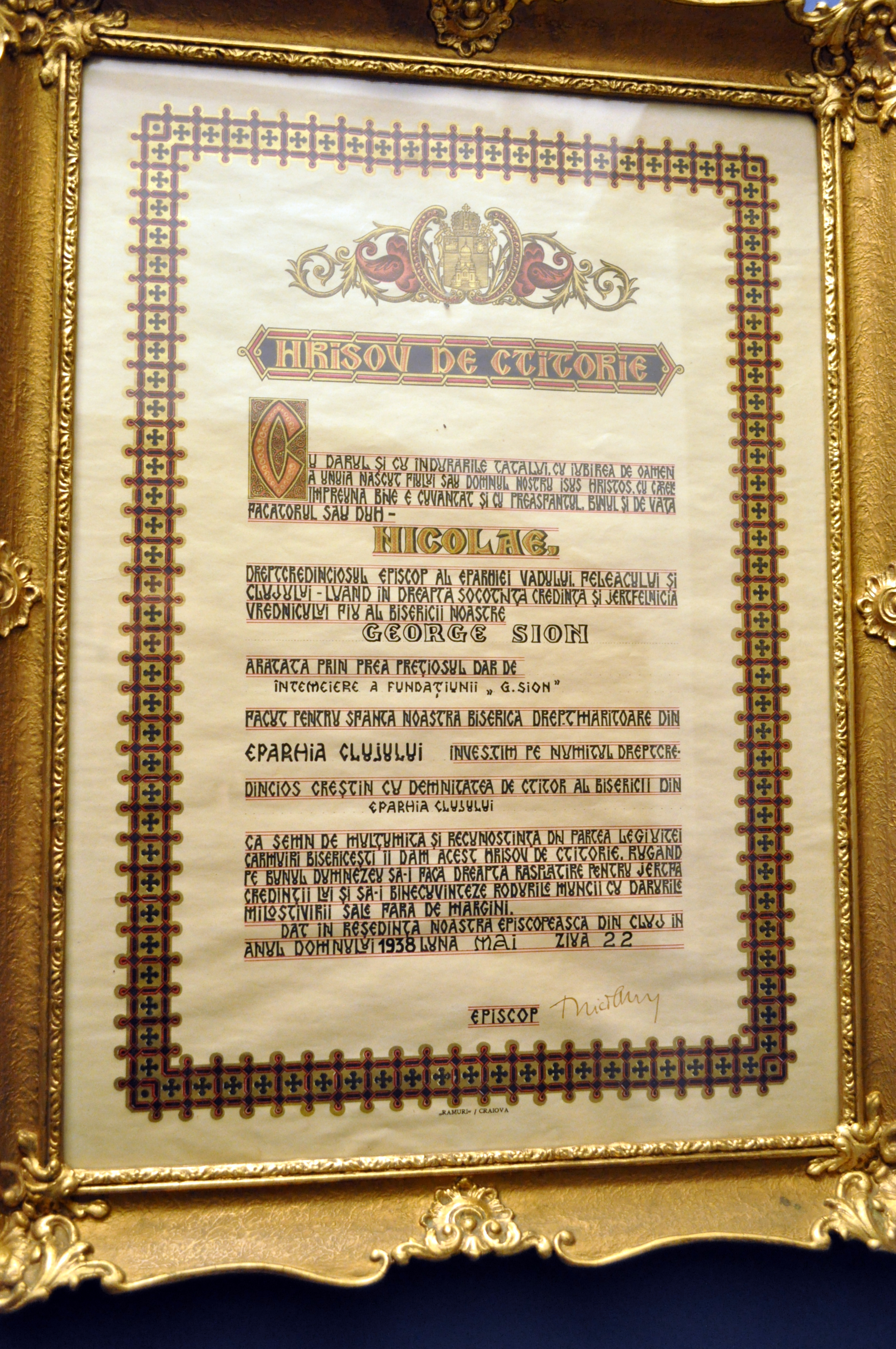
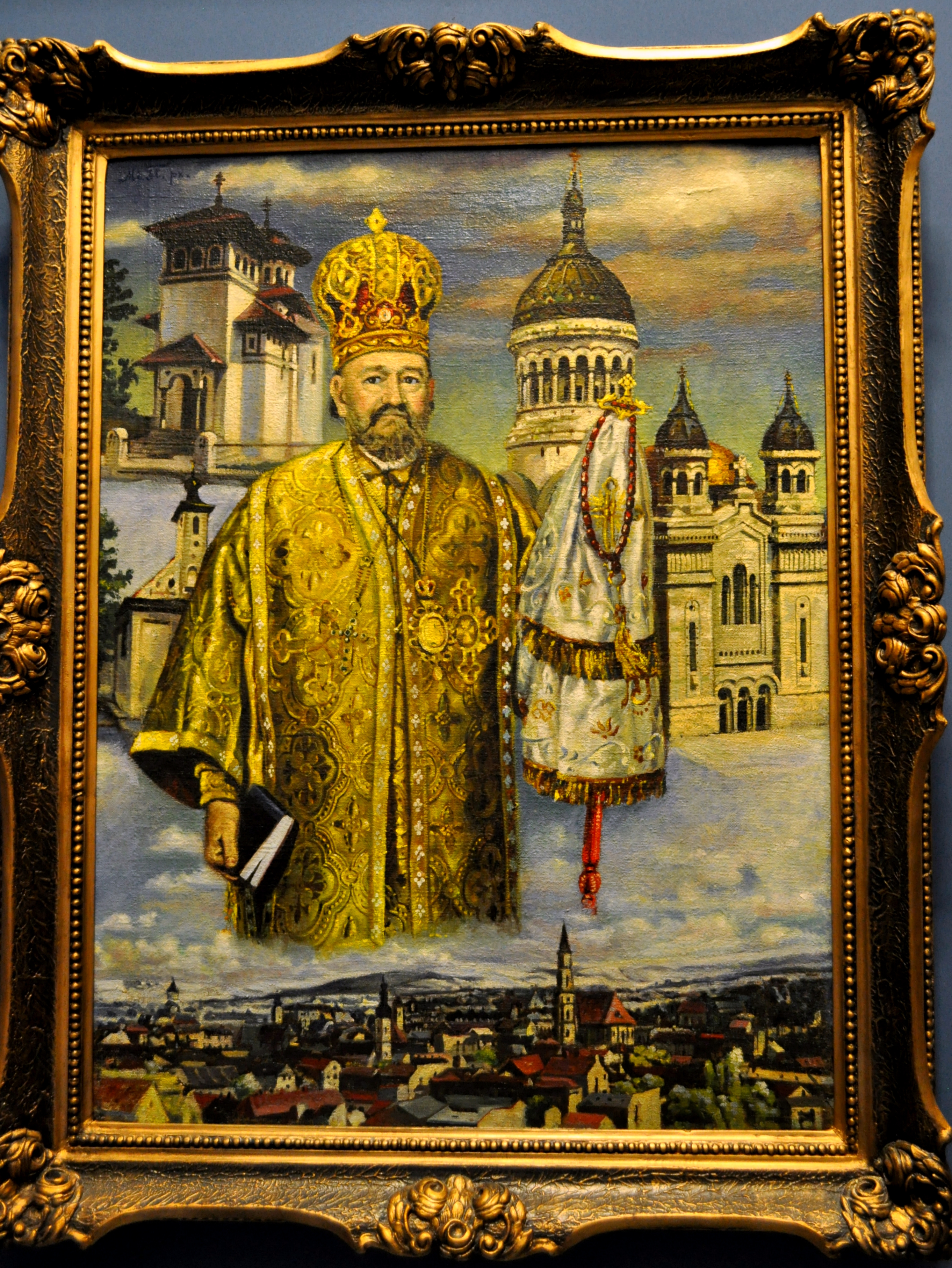
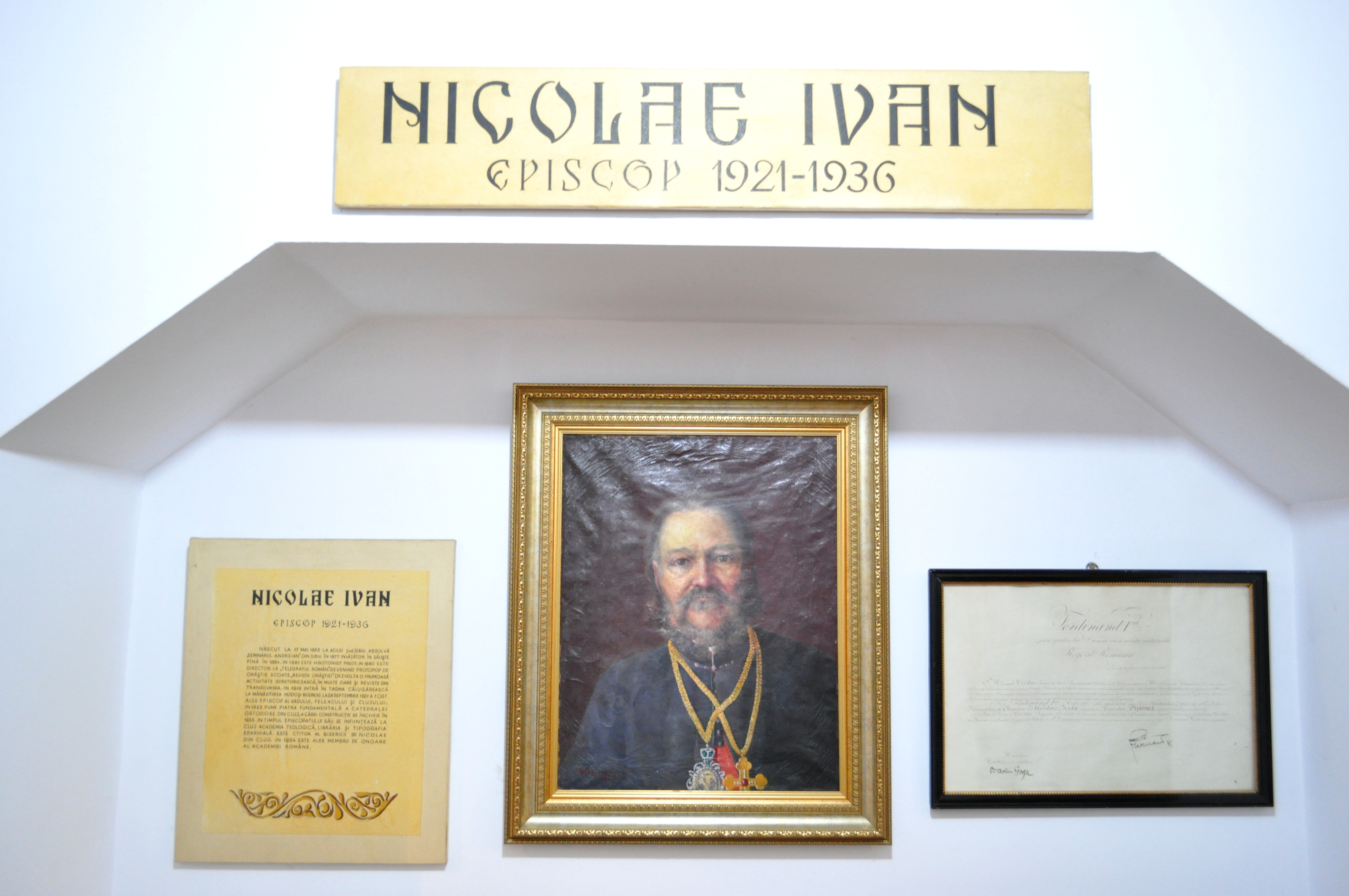
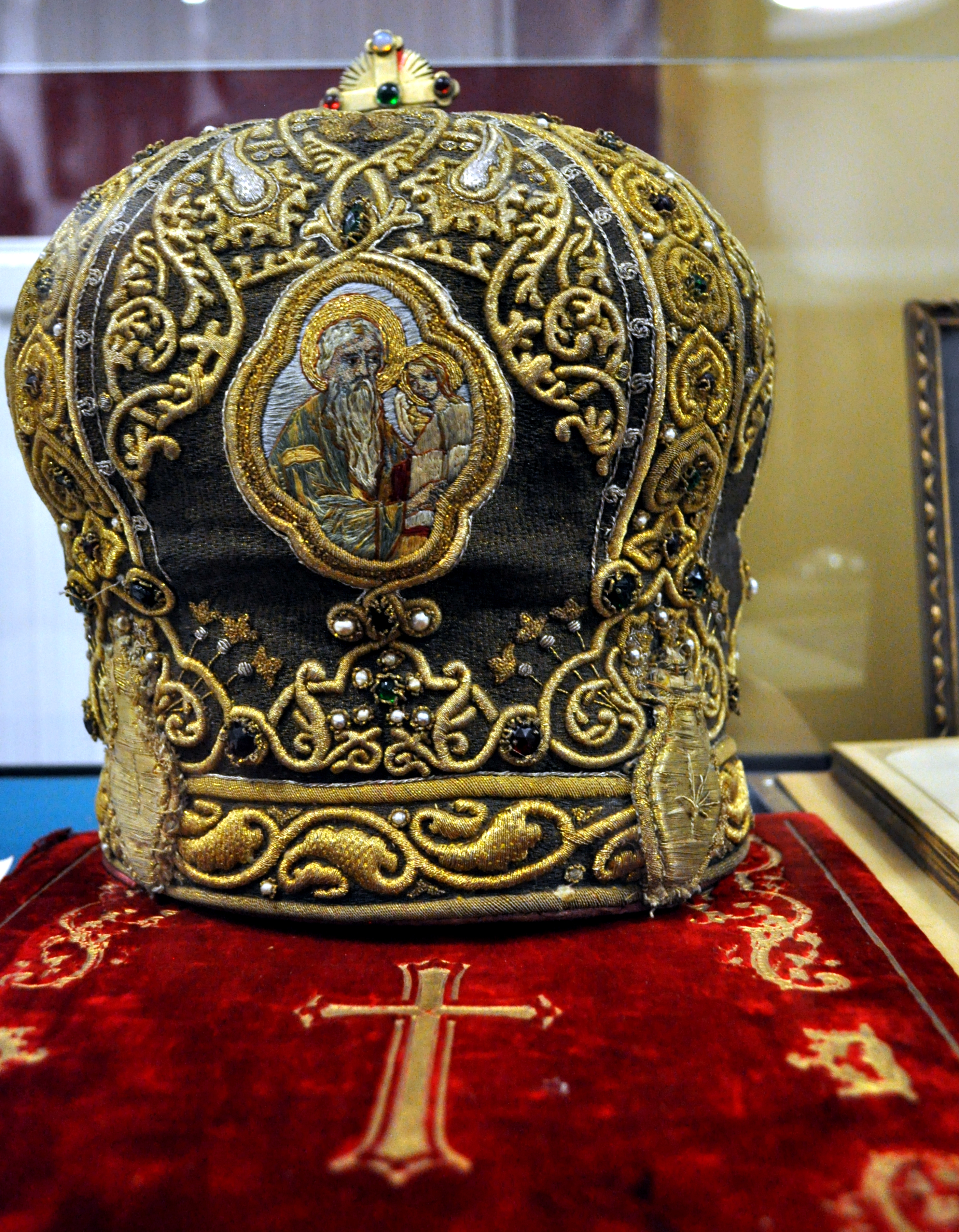
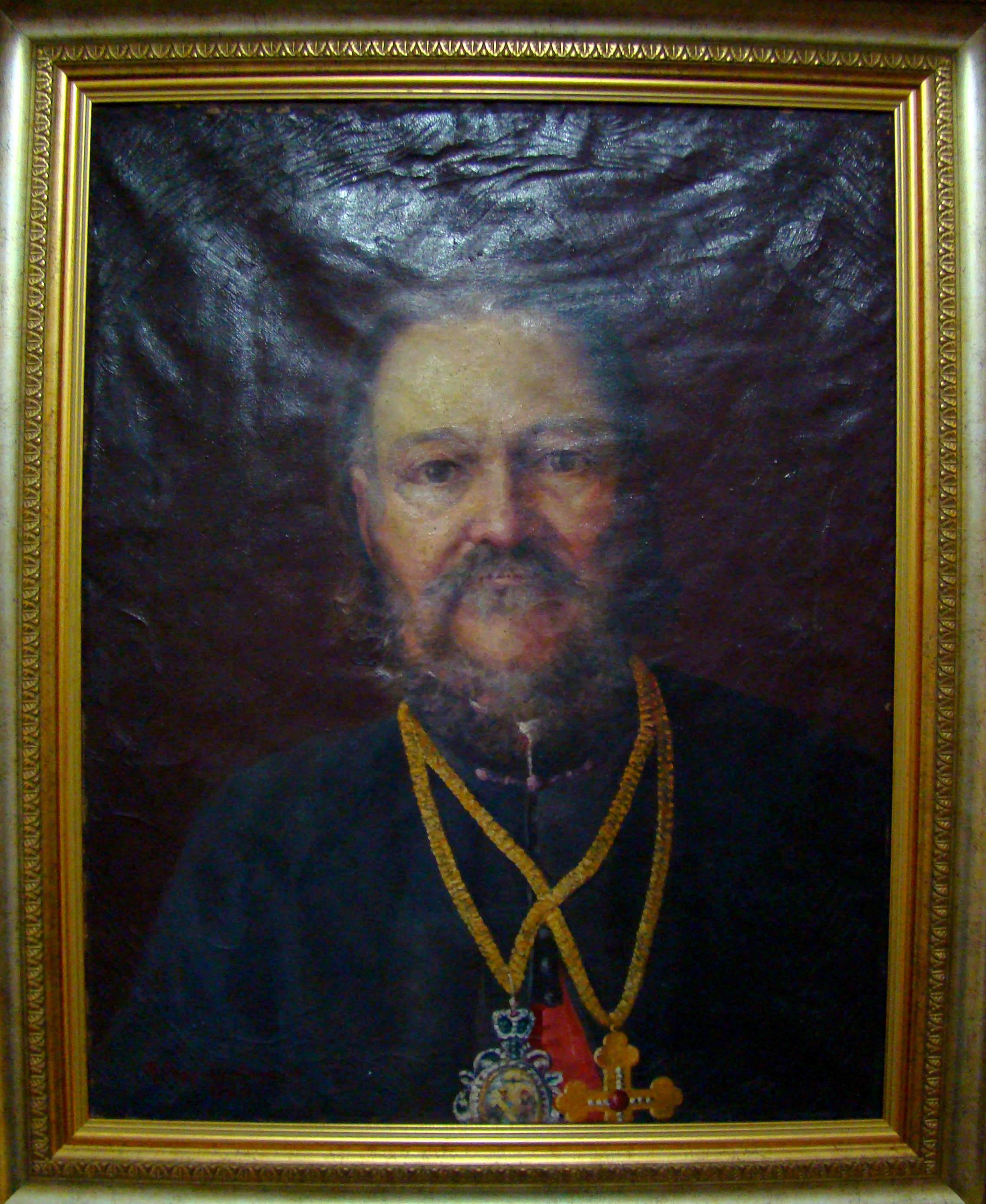
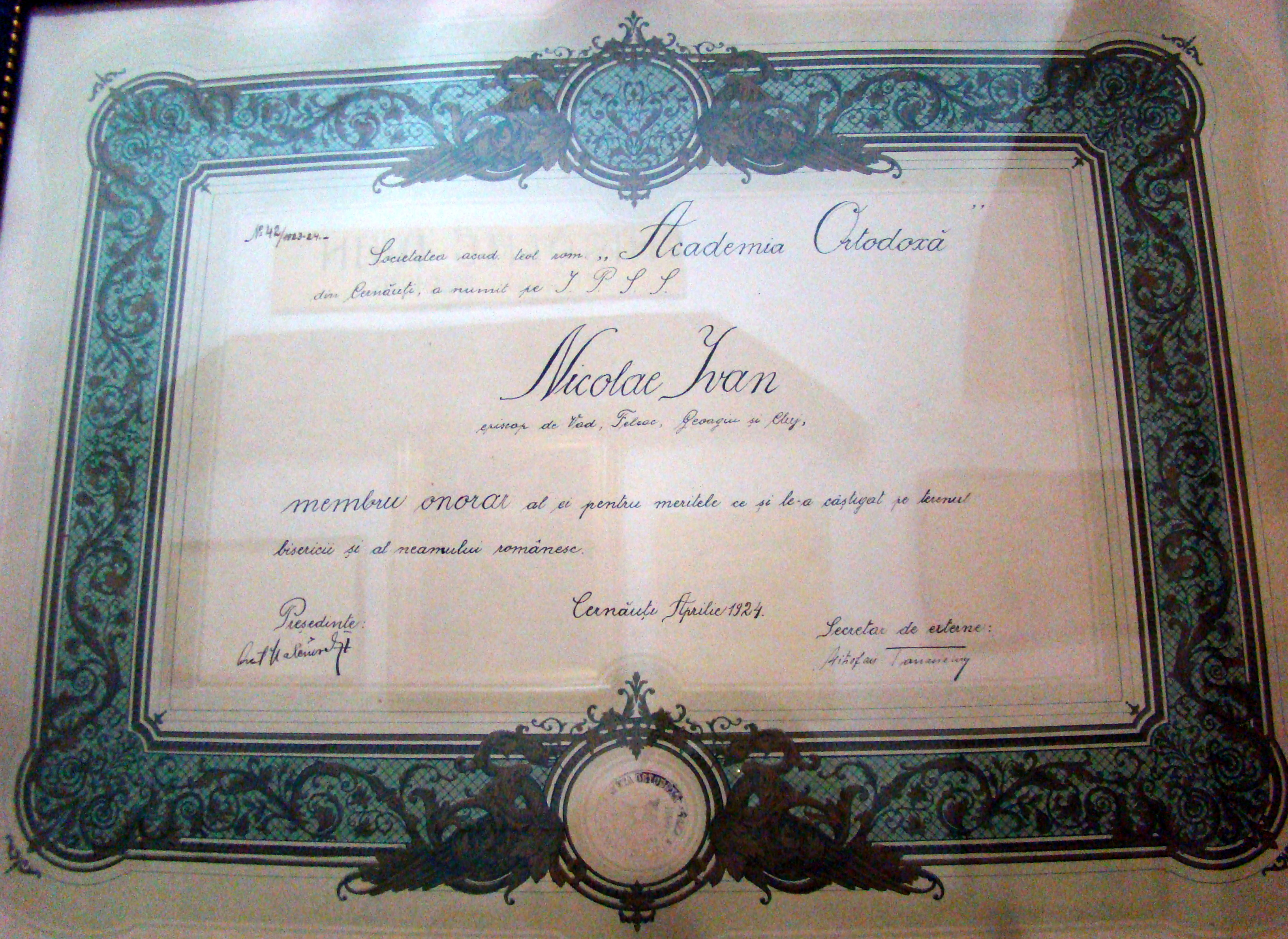
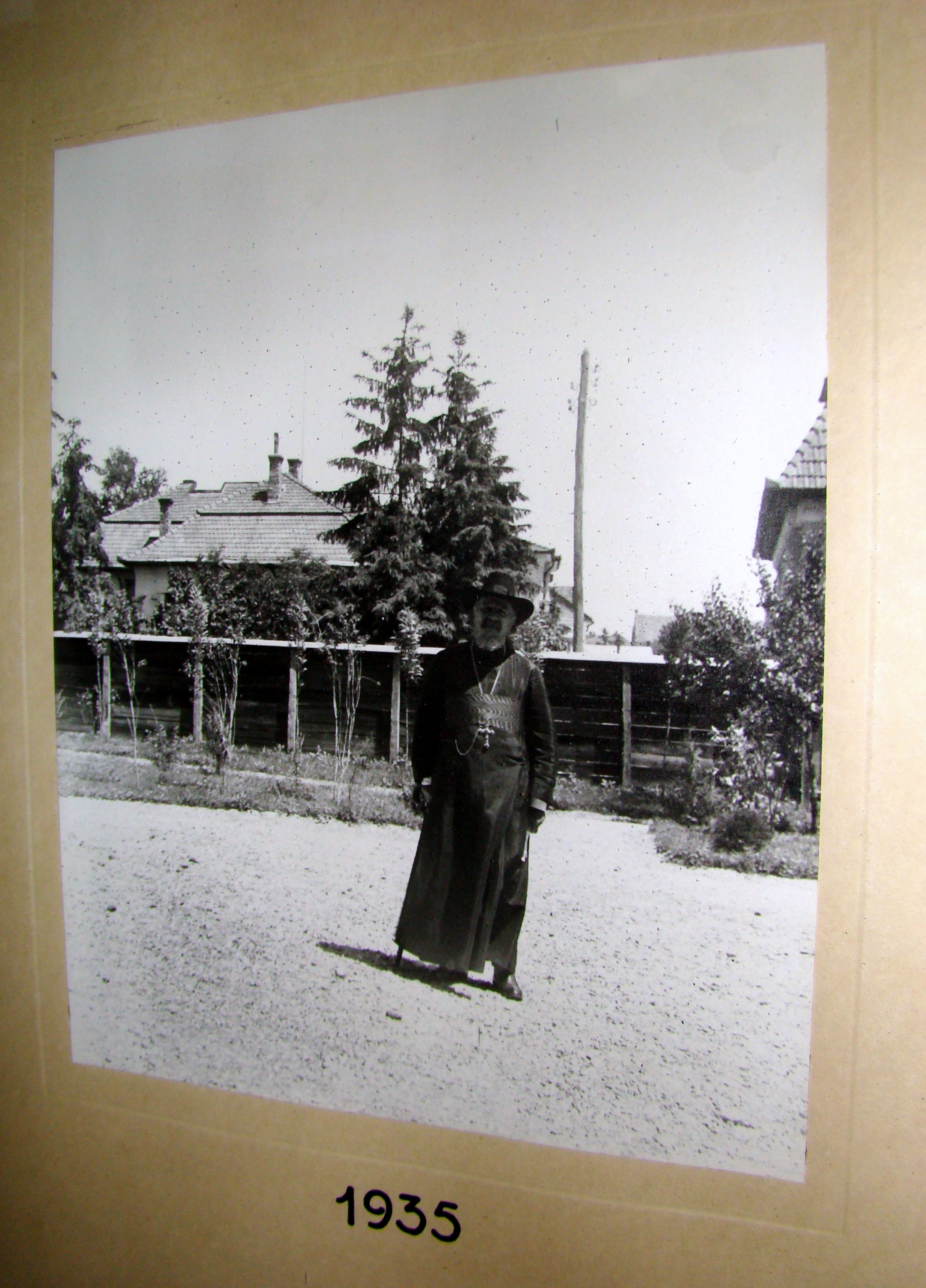
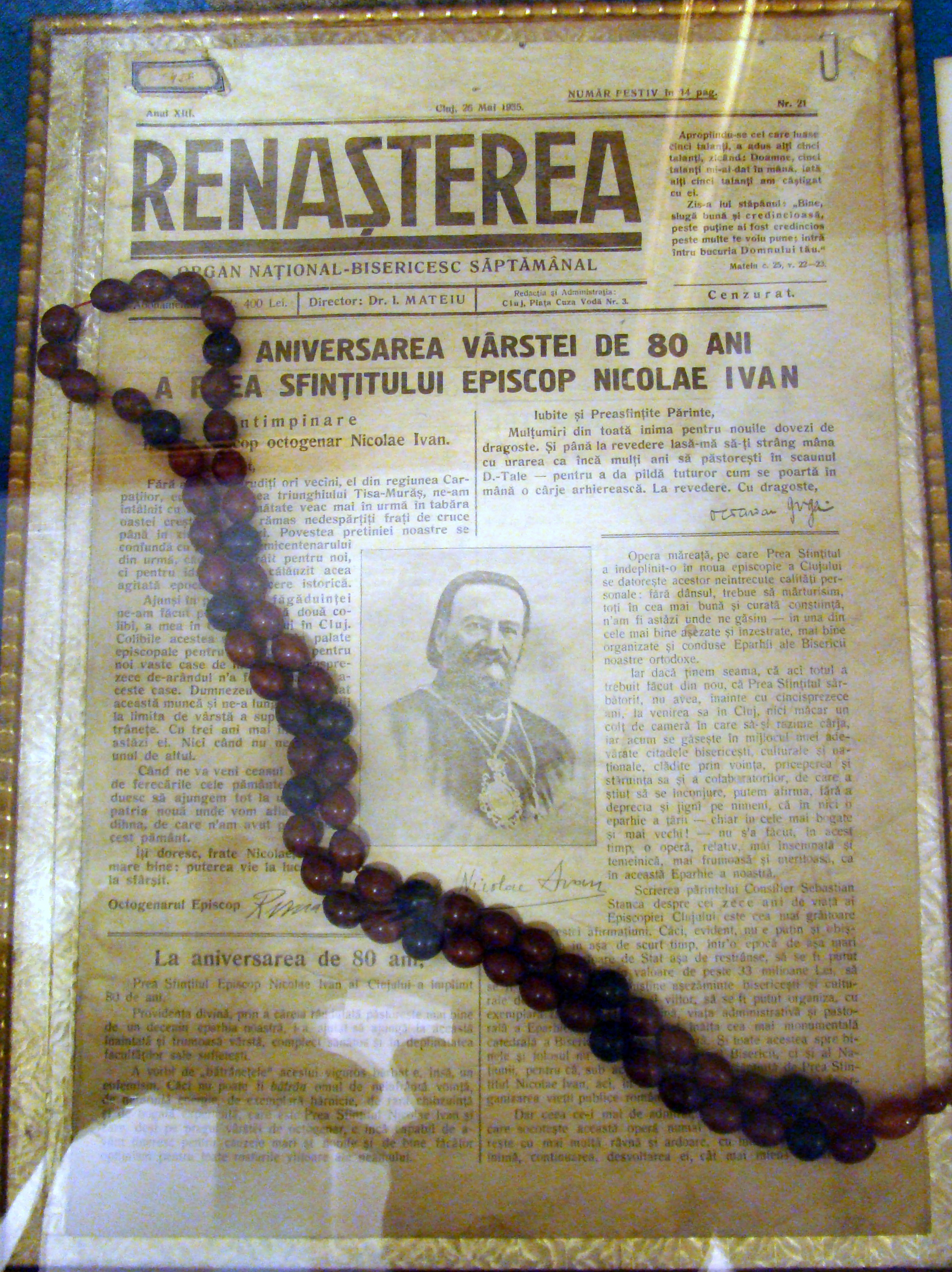
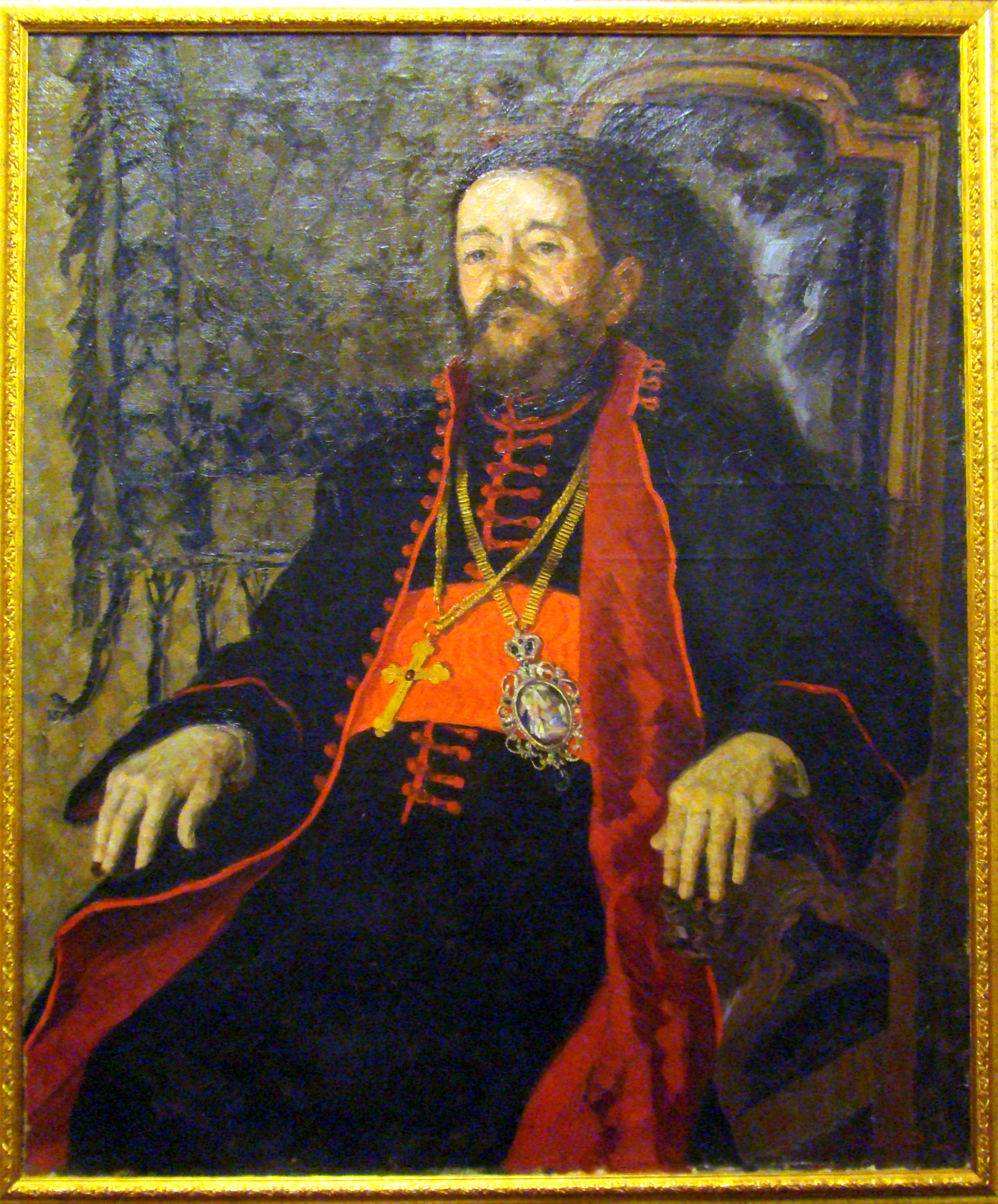
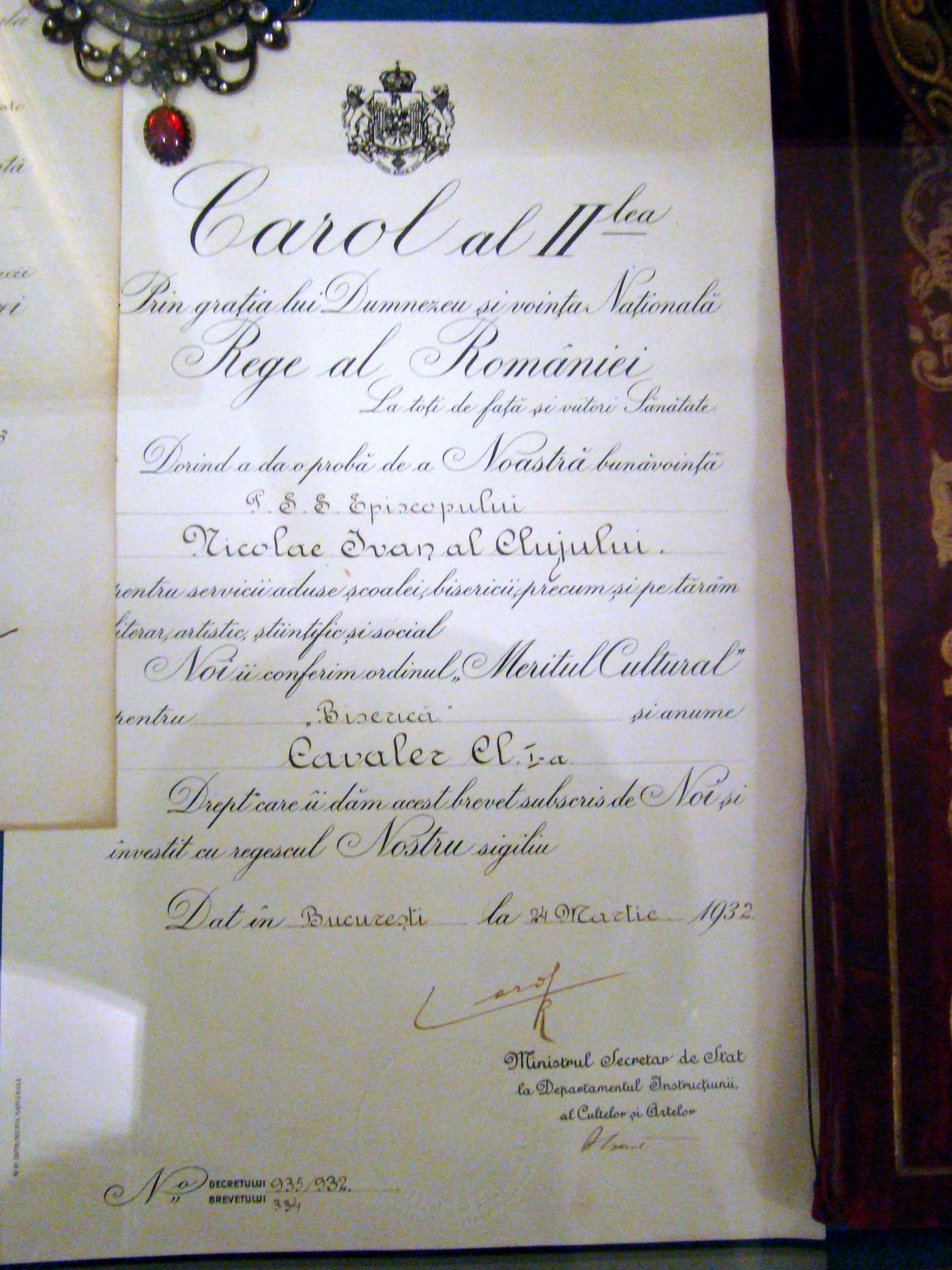
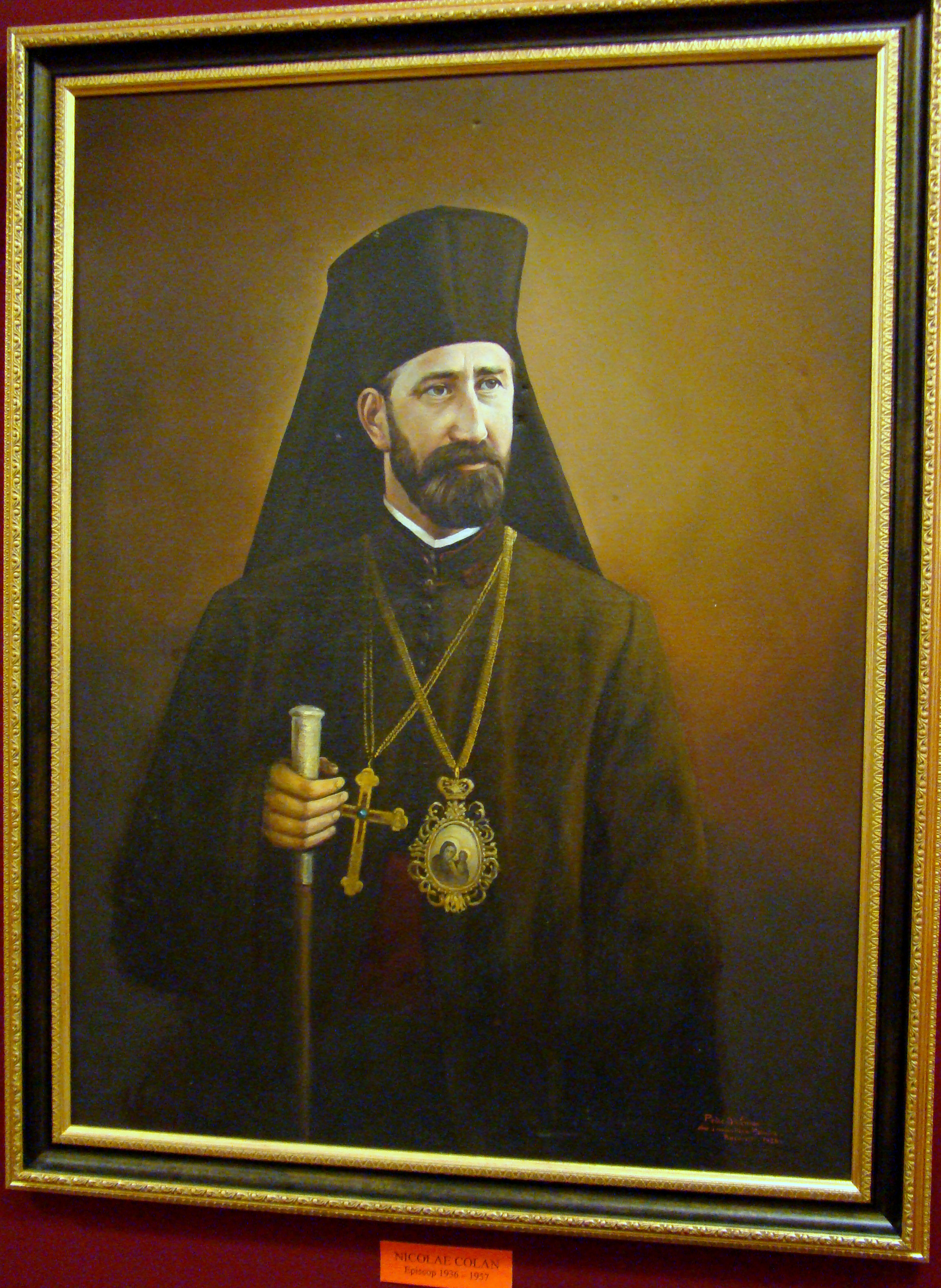
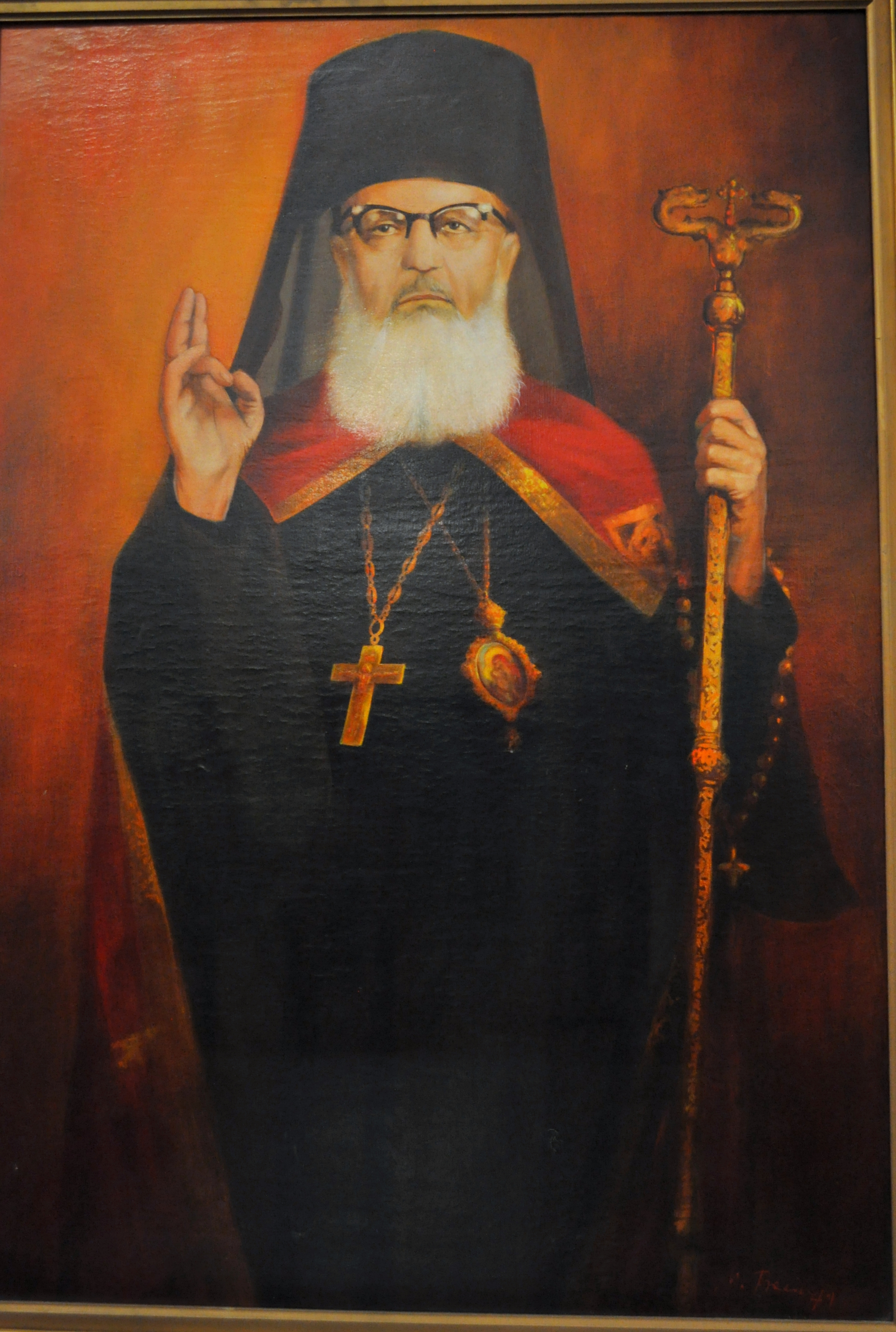
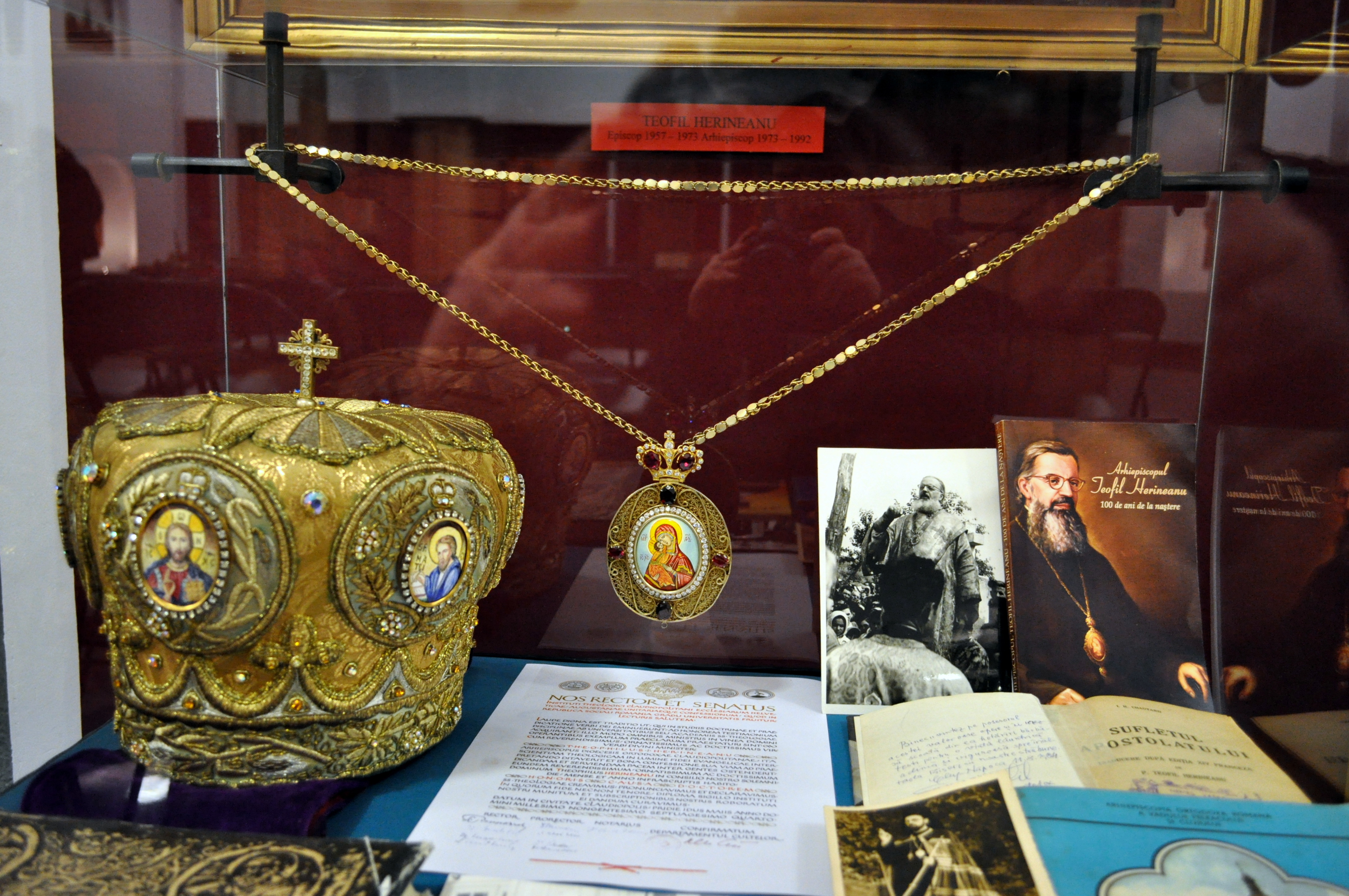
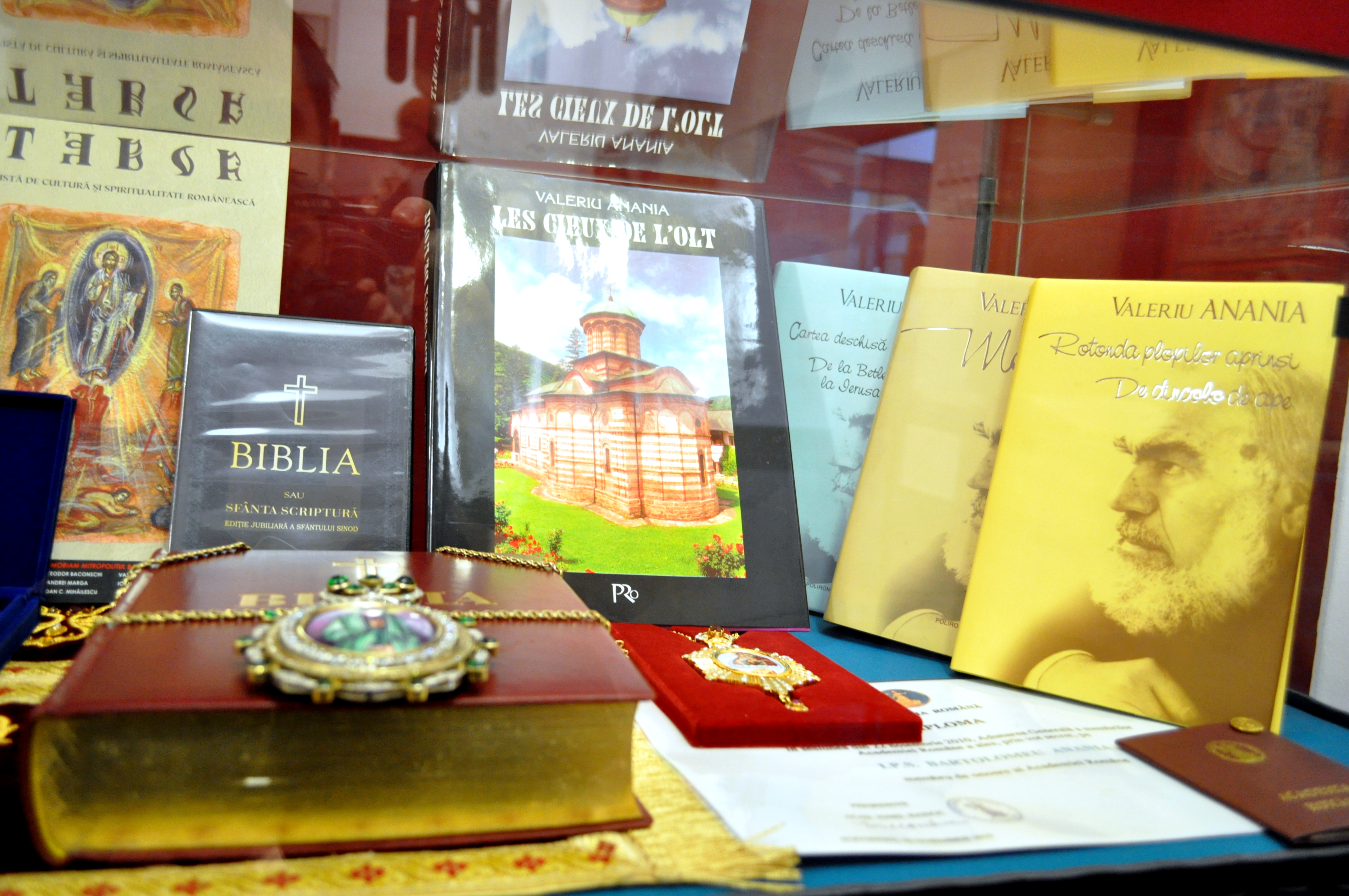
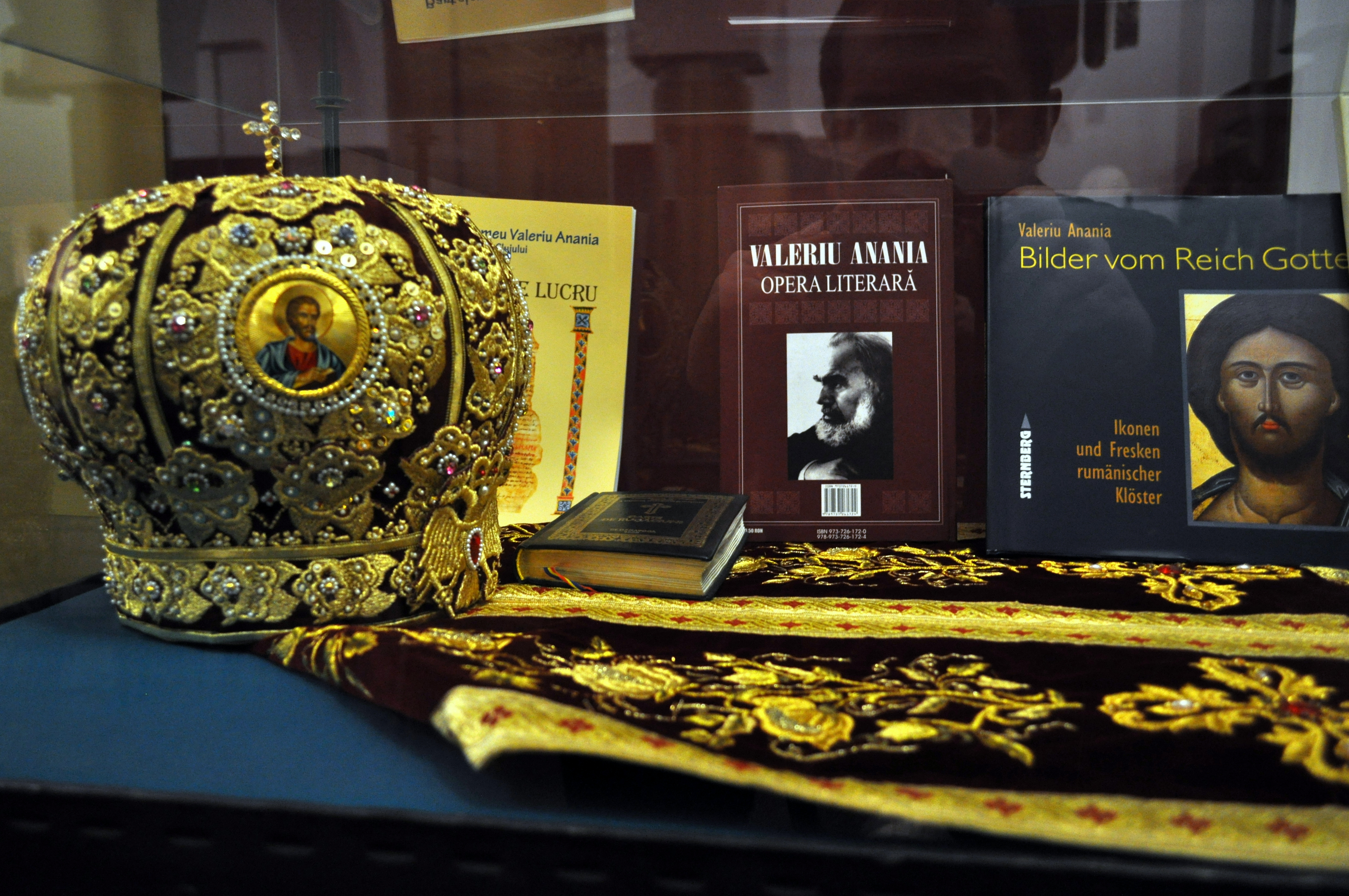
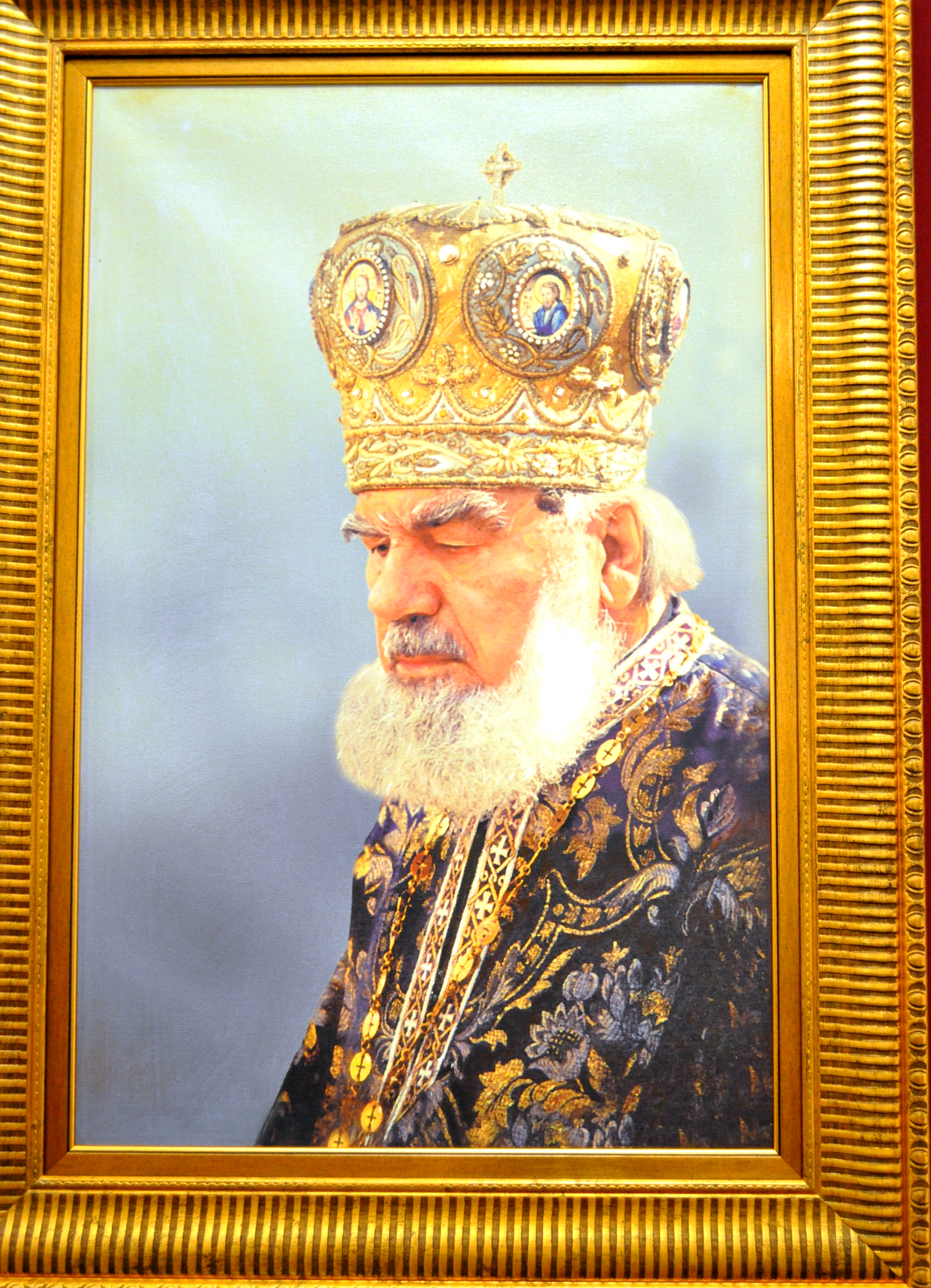